# Percheron
Vous lisez un « article de qualité » labellisé en 2011.  Il fait partie d'un « thème de qualité ».
Pour les articles homonymes, voir Percheron (homonymie).
Le Percheron est un cheval de trait, et la plus connue des races de chevaux françaises. Issu selon la légende d'étalons arabes amenés dans le comté du Perche, il résulte plus vraisemblablement de la sélection de ses éleveurs, menée tout au long du XIXe siècle. Le Percheron est initialement élevé pour sa capacité à déplacer rapidement des véhicules hippomobiles à l'attelage au trot, ce qui lui vaut son surnom de « diligencier ». Massivement employé pour les postes et la compagnie des omnibus, il est ensuite réorienté avec l'arrivée du chemin de fer. Il tracte des charges de plus en plus lourdes au pas et au trot, en travail agricole et au labour.
Son registre généalogique est ouvert en 1883 en France, sous l'impulsion des Américains. Exporté partout dans le monde, le Percheron devient l'une des races de chevaux de trait les plus répandues, en particulier aux États-Unis et au Royaume-Uni. Il participe à la conquête de l'Ouest, puis est utilisé durant la Première Guerre mondiale. Il connaît une forte régression avec la motorisation des transports, et, en France, n'est plus élevé que pour sa viande à partir des années 1970. Son registre englobe celui d'autres races de chevaux de trait françaises en 1966. L'élevage du Percheron redémarre dès les années 1960 aux États-Unis, mais il faut attendre les années 1990 pour observer le même regain en France, époque où il est exporté vers le Japon pour les courses de trait-tract.
Ce cheval grand et puissant à sang froid, réputé docile et facile à manœuvrer, arbore une robe grise ou noire. Il retrouve une certaine place en attelage de loisir et pour les activités de débardage, l'élevage pour la viande ne concernant qu'un tiers des effectifs. Depuis les années 2000, les éleveurs français allègent son modèle pour le rendre plus sportif, en important des étalons américains en croisement. Les 20 000 membres de la race recensés dans le monde en 2009 restent vulnérables en raison de l'éparpillement des effectifs.

## Étymologie et terminologie
Souvent, le nom de « Percheron » est perçu par erreur comme un synonyme de « cheval de trait », alors que le Percheron est une race de chevaux de trait. D'après l'ethnologue Bernadette Lizet, cet usage est fréquent au point que Le Petit Robert en a donné la définition suivante : « le percheron est le cheval de trait ». Ce nom est issu de la région du Perche, un très ancien comté de France, berceau d'origine de la race. L'Institut français du cheval et de l'équitation et de nombreux ouvrages utilisent la graphie « Percheron » avec une majuscule, cependant cette tolérance n'est pas encore admise par les dictionnaires,. Le dictionnaire de l'Académie française dans sa 9e édition publiée au Journal officiel le 21 mars 2007, différencie « percheron », cheval de trait, et « Percheron », habitant du Perche.
Les associations britanniques et américaines, ainsi que les ouvrages anglophones, emploient tous la majuscule, mais il est vrai que les règles orthographiques de l'anglais sont différentes de celles du français.

## Sources
Le Percheron suscite un grand nombre de publications en français à partir de l'époque de la Restauration.
L'un des ouvrages majeurs, Le cheval percheron, est publié en 1866 par Charles du Haÿs, qualifié d'« éminent hippologue percheron ». En 1886, l'importateur et promoteur américain de Percherons W. T. Walters le traduit à ses frais vers l'anglais. Les propos de Du Haÿs sont, d'après Georges Trolet, souvent repris par d'autres hippologues sans contrôle de leur véracité, et notamment par l'inspecteur des haras Eugène Gayot.
Beaucoup plus récemment, l'auteur Jean-Léo Dugast a publié les ouvrages Le Cheval Percheron (1996), Sur les traces du cheval percheron (2007), Le Percheron (2011), Cheval percheron, cheval du monde (2014), Le siècle d'or du cheval percheron (2019) et L'épopée percheronne (2023).

## Histoire
Le Percheron provient du « Perche aux bons chevaux », région bordée par la vallée de l'Huisne et ses pâturages riches,. Ce lieu est très propice à l'élevage grâce à la qualité des herbages, aux sous-sols calcaires, au sol argileux et au climat tempéré,,.
L'exportation du Percheron vers de nombreux pays a vu l'apparition d'autres lignées aux États-Unis, au Canada et en Angleterre. Sa vaste diffusion résulte de la capacité des éleveurs du Perche à s'adapter à la demande et au marché : ils font naître des chevaux de guerre et de tournoi à l'époque médiévale, puis des chevaux carrossiers pour la Poste, enfin le cheval de trait dont les agriculteurs ont besoin.

### Origines

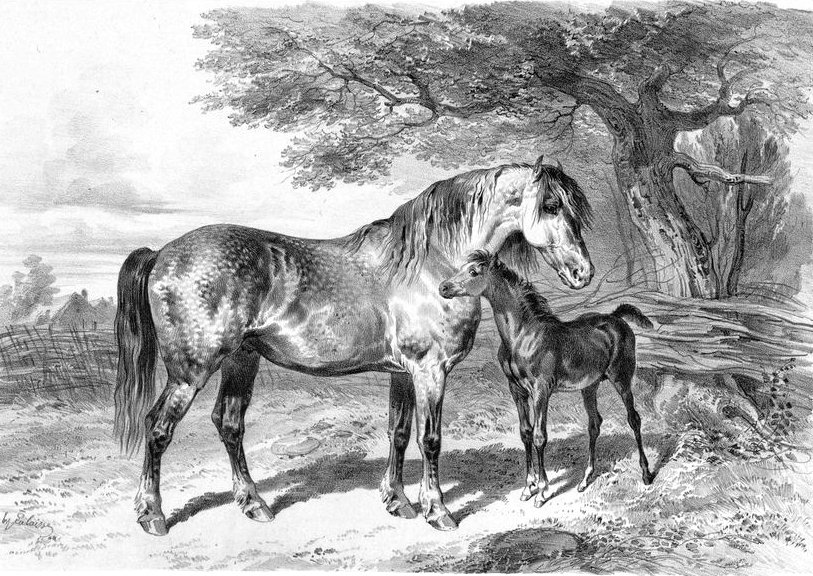
Jument percheronne vue par Lalaisse, vers 1850.

Les origines de la race percheronne sont incertaines.
Une analyse génétique de Michael Cieslak et ses collègues, publiée en 2010, a permis de détecter un haplotype « ancien et singulier », nommé « ibérique B », chez les races Percheron, Arabe et Wielkopolski. Ces chercheurs attribuent l'existence de cet haplotype chez les chevaux percherons à un « signe d'échanges commerciaux entre les peuples ibériques et français dans les temps anciens ». Des analyses sur les marqueurs génétiques sanguins, publiées en 1976, ne permettent pas d'attester une origine arabe. Un modèle bayésien de distances génétiques sur 20 races de chevaux montre une parenté entre le Percheron et le Trait belge, déjà soulignée en 2013 dans l'étude de Jessica L. Petersen et de ses collègues, qui place le Percheron dans un cluster de races de chevaux originaires du continent européen, avec le Trait belge, le Franches-Montagnes suisse, le Finlandais, l'Islandais, le Fjord norvégien et le Shetland.
Charles du Haÿs estime que le Percheron serait « un Arabe qui aurait poursuivi son évolution pendant des siècles en s'adaptant à un climat plus rude et à un emploi de cheval de trait »,. Cette hypothèse d'une origine arabe, non démontrée, reste mentionnée comme une vérité par bon nombre d'ouvrages de vulgarisation,,,.
Bonnie Lou Hendricks (université de l'Oklahoma) fait remonter l'origine du Percheron à l'âge glaciaire ou l'Antiquité, citant l'hypothèse d'une parenté étroite avec le Boulonnais (également mise en avant par l'auteur autrichien Martin Haller), via des chevaux amenés en Grande-Bretagne pour renforcer les légions de Jules César, et celle d'une origine par les chevaux celtiques noirs du Nord de l'Europe. Les comtes du Perche revenus de la première croisade en 1099 introduisent des chevaux orientaux dans la région, et réitèrent ces introductions à la suite d'expéditions dans des territoires revendiqués par l'Espagne. Des chevaux ibériques de Castille sont introduits par Rotrou III du Perche,. Le haras du Pin, créé en 1730 et haut lieu de l'élevage percheron, accueille des étalons arabes et barbes. Marcel Mavré remarque que les influences éventuelles de chevaux arabes sur le Percheron sont invérifiables, et que cette revendication d'origines orientales est commune à toutes les races majeures de chevaux de trait, un point également souligné par l'ethnologue Bernadette Lizet, qui souligne une « course à l'ancêtre primordial » valorisant l'Arabe. CAB International note que la revendication de parenté entre le Percheron et l'Arabe repose sur la morphologie de sa tête, et non sur des preuves historiques. Si des croisements avec des chevaux arabes sont attestés dans le Perche, les hippologues s'accordent sur un rôle majeur joué par la nature du sol, et surtout par l'élevage sélectif, :

« Bien que les influences du sol ne soient pas étrangères à la formation du cheval Percheron, plus qu'aucune autre il a été une création directe de l'éleveur. »

— Marcel Mavré,.
Lizet estime qu'aucune race de chevaux de trait n'existait avant la révolution industrielle : « Dans le Perche, il n'a fallu qu'une centaine d'années pour métamorphoser le bidet à demi sauvage des landes et des terres vagues en cheval de trait ». Pour la Pr d'histoire Margaret Derry, de même, l'histoire commerciale du Percheron est celle de la constitution d'un type en race au XIXe siècle, pour répondre aux besoins du marché américain.

### Sous l'Ancien régime et la Révolution
Pendant la guerre civile, entre 1648 et 1653, la gendarmerie est accusée de voler tous les chevaux du Comté du Perche, ce qui atteste de la bonne qualité des animaux dans la région, utilisés à la traction des diligences. Selon Jacques Mulliez, les différents directeurs de haras, dont M. de Fontenay, ont « très certainement fixé et amélioré la qualité du cheval percheron à la fin de l'Ancien Régime ». En 1790, avec la suppression des haras, les étalons sont dispersés chez des éleveurs privés. En 1801, la souche percheronne est presque anéantie à la suite des conséquences de la Révolution française et des guerres napoléoniennes. Les haras sont rétablis sous le Premier Empire, la sélection des chevaux est alors remise en valeur. Eugène Gayot fait remonter l'origine du Percheron à 1806, lorsque les chevaux commencent à remplacer les bœufs pour les travaux des champs.

### AuXIXesiècle

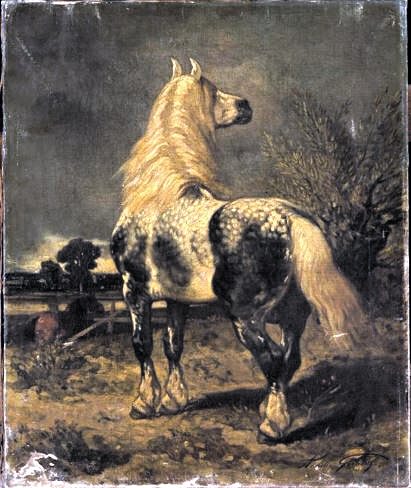
Percheron dans un pâturage par Achille Giroux, vers 1860, conservé au musée du Louvre à Paris.

Bon nombre de sources, à la suite de Charles Du Haÿs, attribuent aux étalons Godolphin et Gallipoly une régénération du Percheron par le sang arabe, ainsi que l'introduction de la robe gris pommelé,. Du Haÿs cite Jean le Blanc, descendant de Gallipoly né à Mauves-sur-Huisne en 1823, comme l'ancêtre commun de la race,,. Cet étalon se serait reproduit avec de très nombreuses juments de l'Orne, jusqu'à sa mort en 1856,. Cependant, « la belle légende de Jean le Blanc, fils d'un étalon de sang oriental et d'une jument indigène », suscite le scepticisme de nombreux auteurs et chercheurs,,. L'ethnologue Bernadette Lizet y voit une légende généalogique, mise au service du capitalisme marchand.
Le début du XIXe siècle est propice au cheval carrossier et au cheval de trait, grâce à l'amélioration des routes. Le Percheron se fait nommer « diligencier » en raison de sa principale utilisation, la traction des diligences. Le développement du Percheron de trait est intimement lié à l'industrialisation, au commerce et aux exigences de rentabilité des utilisateurs privés. Il est exporté vers de très nombreux pays :

« La race percheronne est celle qui jouit, en Europe et même dans le monde entier, de la plus haute considération. Elle a [...] répandu sur tout le globe la renommée de la petite province française [...]. Cette réputation ne saurait être comparée qu'à celle du cheval anglais »

— André Sanson, en 1883

#### En France auXIXesiècle
La période de gloire du Percheron débute probablement entre 1815 et 1830. De nombreuses foires et des primes d'encouragement sont alors créées, ce qui stimule l'élevage. Dans les années 1830, la Beauce se fournit dans le Perche et crée la variété de trait lourd. Parallèlement, les éleveurs du berceau de race importent des poulains de Bretagne et du Boulonnais afin de répondre à la demande, au risque de perdre les caractéristiques de la race, qui commencent alors à se fixer.
Le Percheron est traditionnellement élevé autour de Mortagne-au-Perche (Orne) et de Nogent-le-Rotrou (Eure-et-Loir), aux confins des  départements de l'Orne, de l'Eure, d'Eure-et-Loir, de Loir-et-Cher et de la Sarthe. Les éleveurs exportent leurs poulains vers la Beauce, où ils sont éduqués puis revendus pour le marché parisien. Le nom de « Percheron » est réservé aux poulains nés dans l'un des cinquante cantons du Perche.
La poste, les messageries et la compagnie des omnibus sont les plus gros demandeurs de chevaux de traction au début du siècle. L'élevage s'oriente vers le développement d'un cheval capable de déplacer de lourds véhicules hippomobiles au trot, le plus rapidement possible. La robe grise est favorisée car les couleurs claires sont plus visibles la nuit (une notice de la poste a peut-être spécifié de privilégier l'achat de chevaux gris). Le Percheron obtient un quasi-monopole dans les écuries de poste du nord du pays durant le premier quart du XIXe siècle. Tandis que les charges à tracter s'alourdissent progressivement au fil des années, il est sélectionné pour parcourir les villes et les campagnes au trot attelé. Les Percherons forment aussi la majorité des animaux de roulage employés à Paris,, soit 62 % des effectifs de la compagnie parisienne des omnibus. Une grande partie des équipages de grands magasins comme Félix Potin et le bazar de l'Hôtel de Ville sont composés de Percherons. Des étalons reproducteurs sont acquis dans toute la France, au point que le Percheron est, en 1862, la race dominante dans 67 départements.

Évolutions du Percheron en France
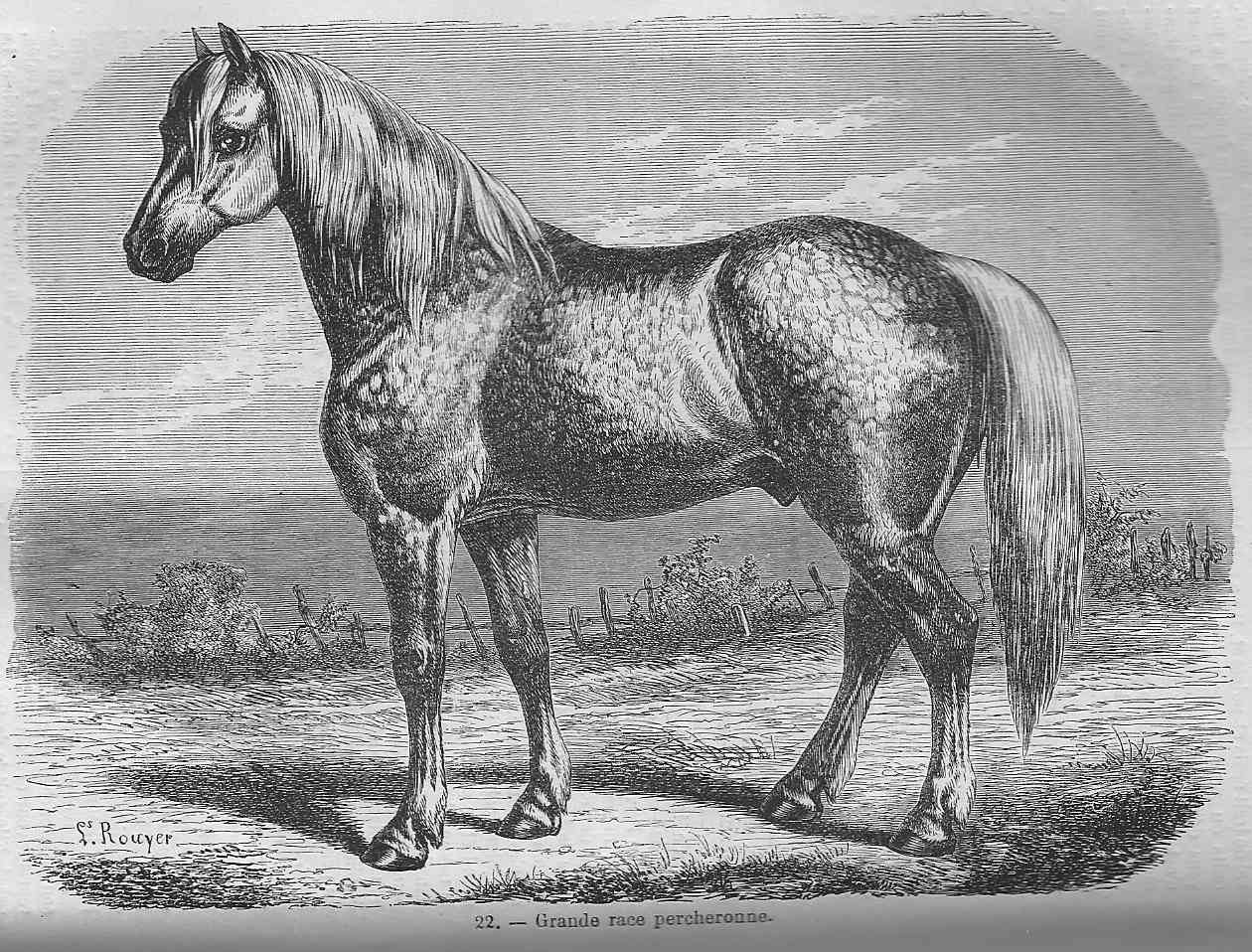
Encyclopédie pratique de l'agriculteur, 1877.
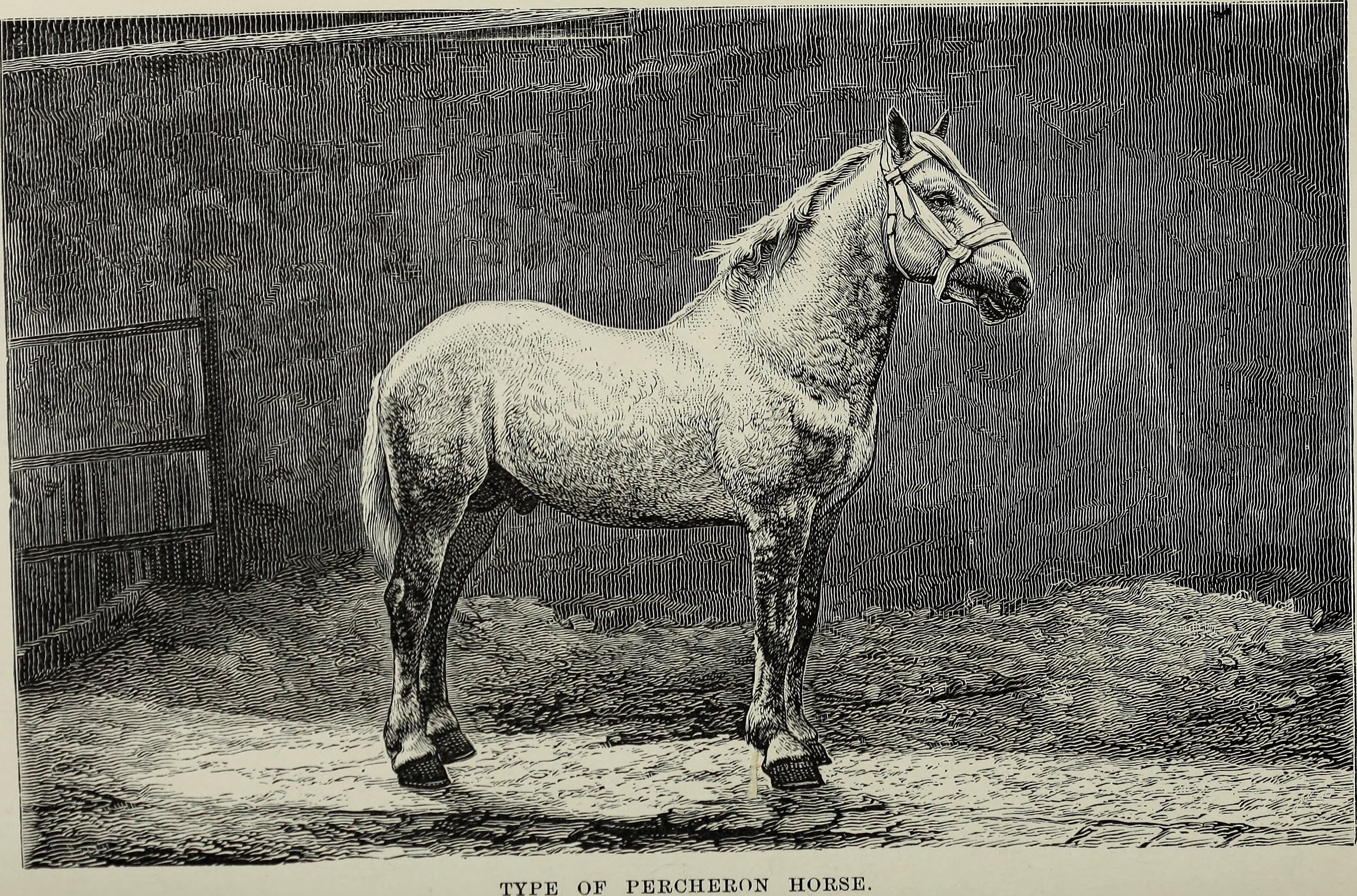
The corn and cattle producing districts of France, 1878.
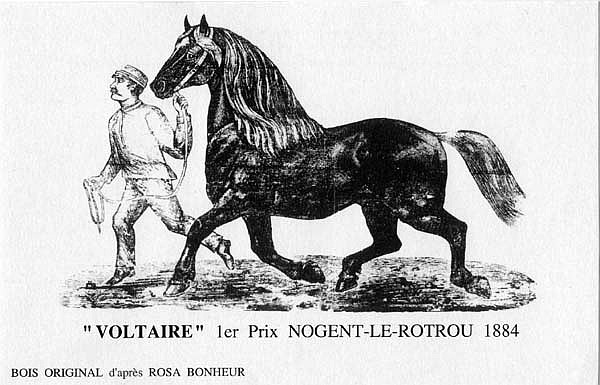
Portrait de Voltaire, étalon Percheron noir primé en 1884, par Rosa Bonheur.
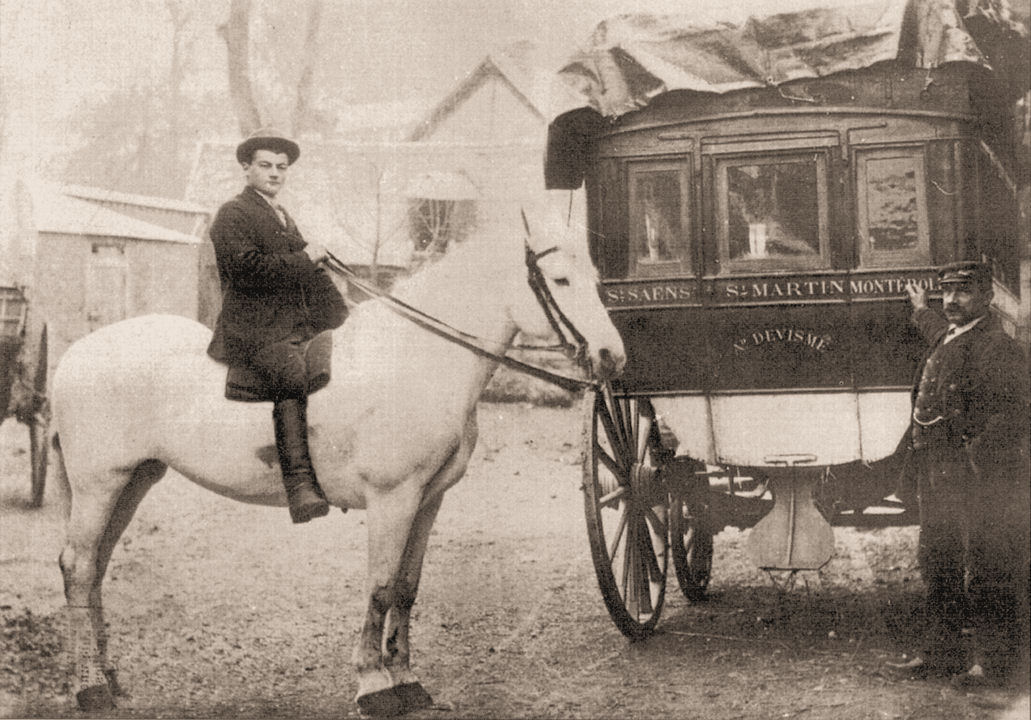
La diligence de Saint-Saëns, vers 1895-1900.
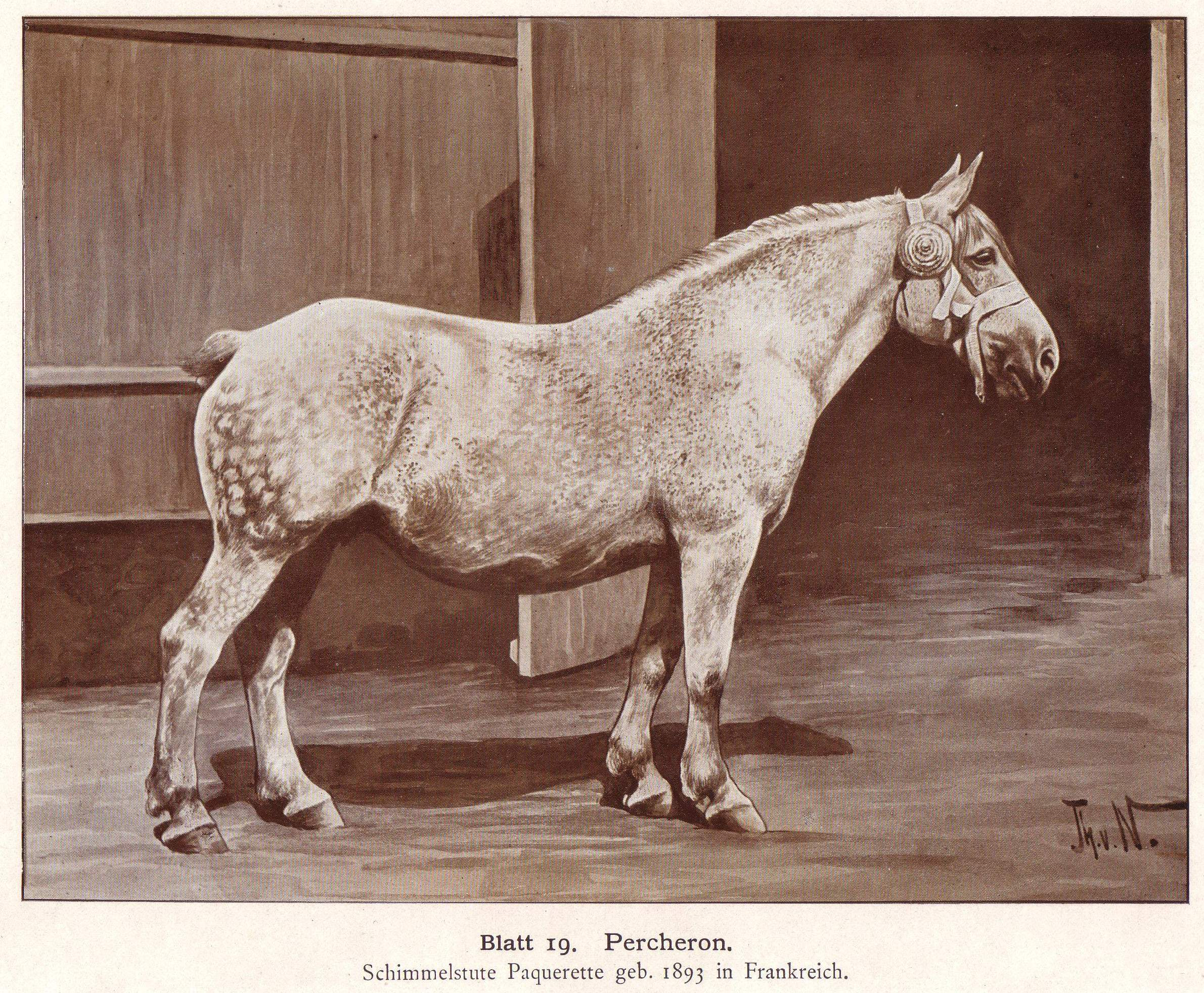
Pâquerette, poulinière percheronne née en France en 1893, d'après un dessin de Thomas von Nathusius publié en 1904[H 8].

Avec l'arrivée du chemin de fer au milieu du XIXe siècle, les souches légères du Percheron diligencier sont menacées. Les chevaux restent nécessaires pour amener les matériaux sur les chantiers de construction. La poste cesse totalement d'employer des chevaux en une vingtaine d'années, mais le commerce du cheval de traction lourde reste florissant, grâce à l'établissement de nouvelles lignes hippomobiles entre les gares et les villages éloignés. Les éleveurs font évoluer le modèle du Percheron vers la traction lourde agricole, le labour et le transport de marchandises réceptionnées sur le quai des gares. Les haras nationaux et la bourgeoisie marchande, qui recherchent des chevaux trotteurs rapides, s'opposent à l'amplification du gabarit et du poids de la race percheronne. Les Haras nationaux usent de toute leur autorité pour promouvoir le Percheron léger ; Eugène Gayot en devient « le défenseur le plus engagé ». L'ethnologue Bernadette Lizet analyse cette attention portée au Percheron comme un reflet du souvenir du système féodal, le cheval de sang étant considéré comme supérieur et réservé aux élites, par opposition au cheval « commun et grossier » des paysans. L'élevage de chevaux plus amples étant aussi plus lucratif, la tendance se poursuit. Edmond Lavalard, vétérinaire responsable de la cavalerie parisienne, s'oppose à nouveau au grossissement du Percheron à la fin du siècle.
Sur les deux dernières décennies du XIXe siècle, les exportations encouragent les éleveurs français à élever des chevaux de grande taille, de fort gabarit et de robe noire, qui plaisent aux Américains. Ainsi, les différences entre les races françaises s’estompent au point que dans les concours, plus personne ne peut savoir d'où viennent les animaux en observant leur modèle. La robe noire devient la couleur dominante des chevaux destinés à l'exportation, à l'exemple du célèbre étalon Brillant 755. Les éleveurs du Perche se fournissent aussi dans la Nièvre, où sont élevés des chevaux issus du Percheron, mais de robe noire. Vers 1880, l'ancienne distinction entre le petit Percheron de roulage et le Percheron de trait a complètement disparu.
Le stud-book du Percheron est ouvert le 23 juin 1883, en même temps que sont créées la Société hippique percheronne et une loi de surveillance des étalons privés. Ce stud-book français existe sous l'impulsion des Américains, qui ont fondé le leur en 1880, et pour lesquels la généalogie est très importante,. Ils sont exonérés de franchise d'import s'ils possèdent des papiers attestant de l'origine d'un cheval introduit sur le continent américain. Dans les années 1880, de nombreux élevages français se dotent d'étalons Boulonnais et Percherons de grand gabarit afin de fournir cette clientèle américaine. La Pr d'histoire Margaret Derry montre que de nombreuses informations généalogiques sont falsifiées, et que différentes races de chevaux sont amalgamées et exportées sous l'appellation de « Percheron », notamment le Boulonnais et le Nivernais.
En 1889, les Percherons sont présents à l'exposition universelle. Les étalons reproducteurs se vendent dix fois plus cher que les meilleurs hongres destinés au travail. L'élevage, extrêmement lucratif, est aux mains de dynasties familiales qui contrôlent l'export, notamment aux environs de Nogent-le-Rotrou. Parmi ces grandes familles, émergent les Aveline, les Chouanard et les Perriot. Ces éleveurs procèdent à des accouplements consanguins sur leurs animaux.

#### Exportations vers les États-Unis auXIXesiècle

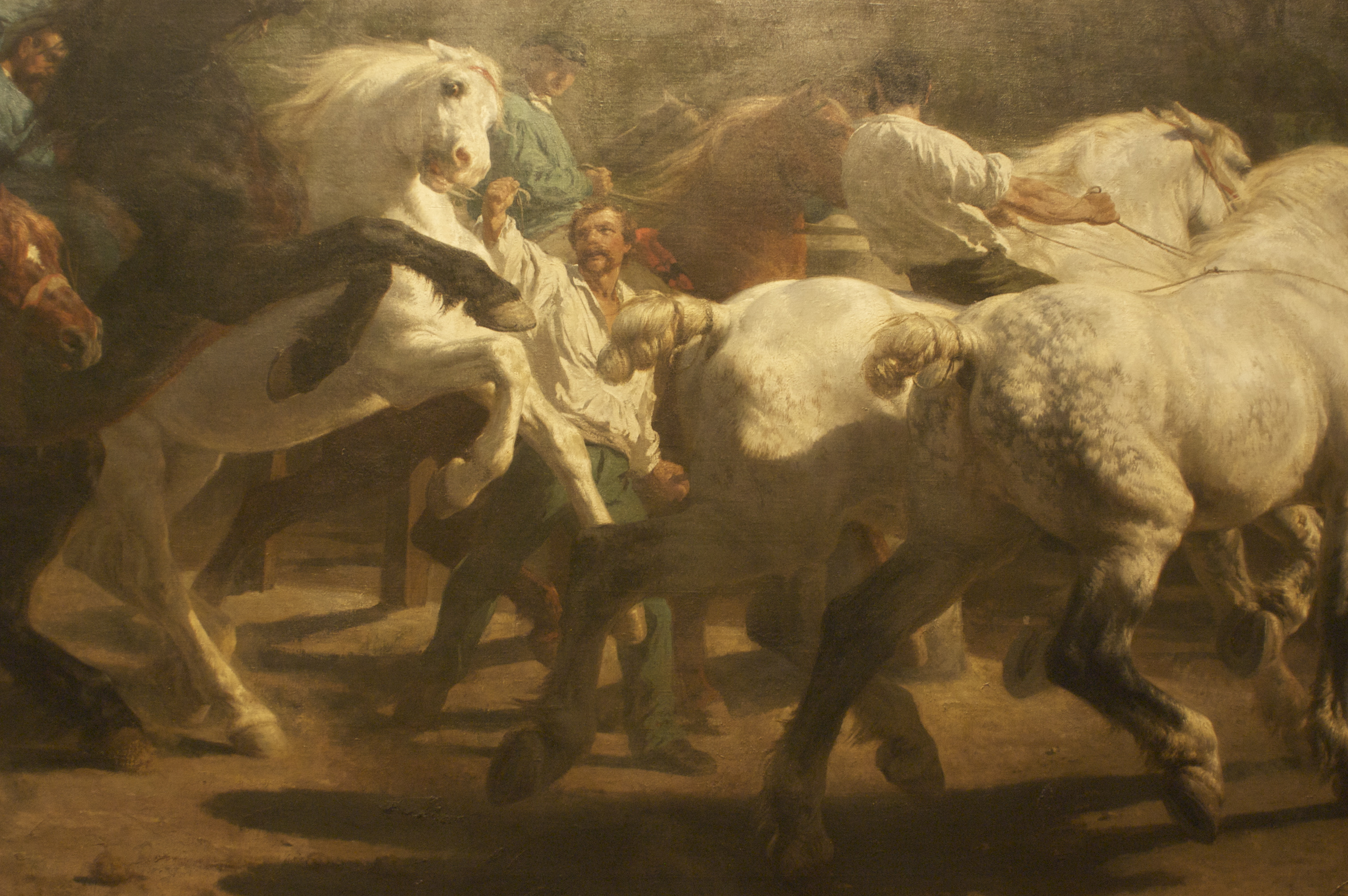
Foire aux chevaux (détail) par Rosa Bonheur, 1853, conservé au Metropolitan Museum of Art à New York.

Le Percheron est exporté aux États-Unis par Edward Harris de Moorestown, dès 1839,. Seule une jument survit à la traversée de l'océan Atlantique,. Peu après, deux étalons et deux juments la rejoignent, l'une de ces juments mourant peu après son arrivée,. Bien que ces premières importations soient peu fructueuses, un étalon nommé Diligence est réputé pour avoir donné environ 400 poulains,. En 1851, l'étalon Louis-Napoléon est importé, et a tout au long de sa carrière de reproducteur une influence significative sur les chevaux de trait américains,.
La guerre civile américaine des années 1860 décime les chevaux du pays. Entre le besoin de renouvellement et la recherche de chevaux de traction à la suite de la conquête de l'Ouest et de l'agrandissement des villes, un très grand nombre de chevaux de trait sont recherchés durant les années qui suivent, puis importés aux États-Unis, faisant la popularité des éleveurs et des propriétaires de Percherons,. Il n'est pas rare que de riches Américains achètent cash le Percheron de la diligence dans laquelle ils sont montés. En 1876, la Norman-Percheron Association est formée par un groupe d'importateurs de ces chevaux à Chicago, dont James Harvey Sanders. La Norman-Percheron Association est la première association d'élevage à ouvrir un registre en race pure. En 1877, le mot « Norman » est supprimé : elle devient la  Percheron Association, puis la Percheron Society of America en 1878.

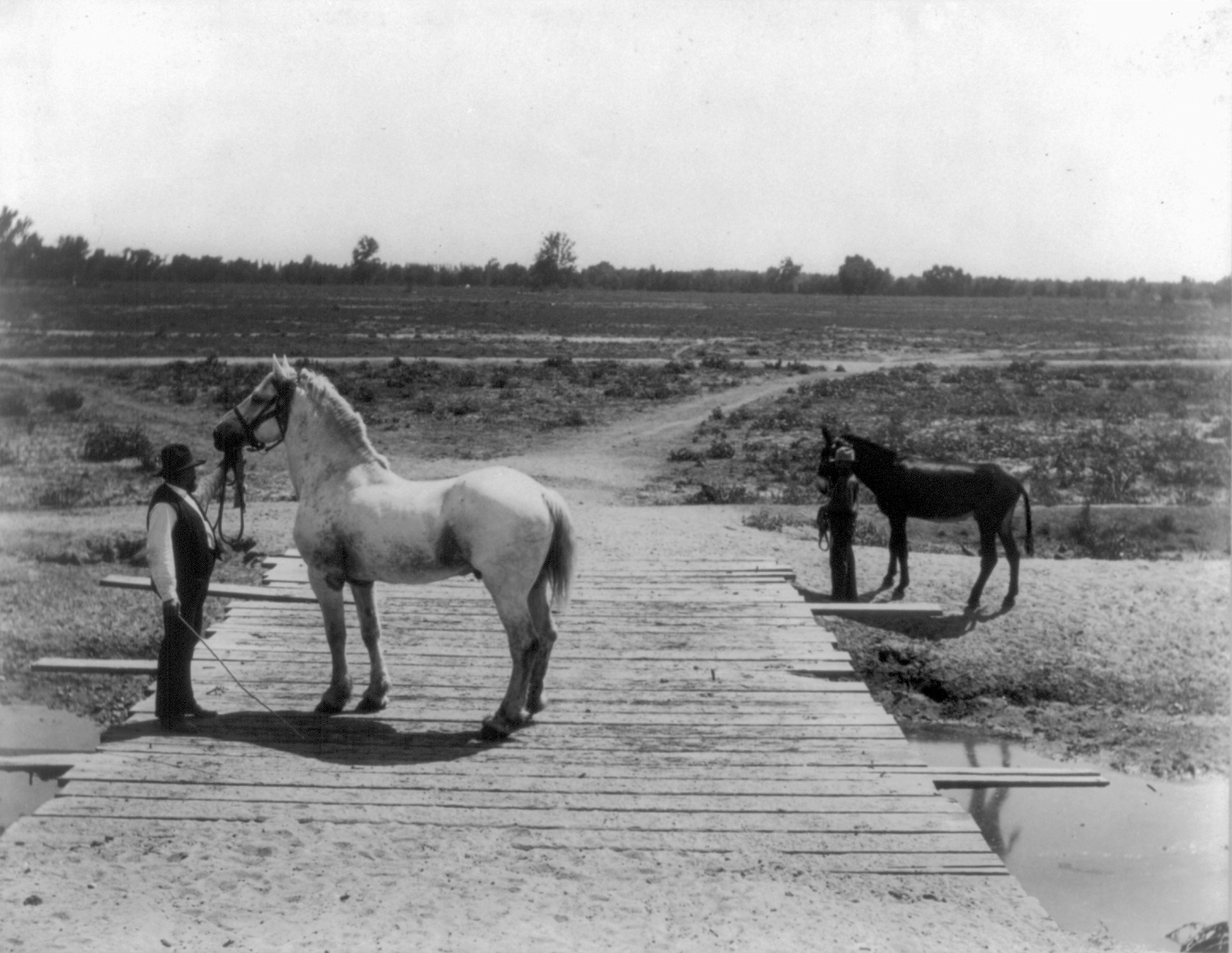
Le Percheron Compromise sur un pont du canal McCord en Californie, 1888.

Le succès des Percherons aux États-Unis est en partie due à Mark Wentworth Dunham, de la ferme d'Oaklawn en Illinois : il possède plus de 100 étalons qui, mis à la reproduction avec des juments locales, engendrent des chevaux métis. Dans les années 1880, ces animaux concurrencent les traits Shire, Clydesdale et Belge dans le centre et l'ouest du pays. Leur supériorité s'établit, de sorte que les compagnie de tramway et d'omnibus de la région des Grands Lacs et du bassin du Mississippi n'utilisent plus que des Percherons. En 1887, alors qu'il vient acheter des animaux au concours de Mortagne-au-Perche, il fait la déclaration suivante :

« Chaque nationalité a une préférence marquée pour les chevaux de son pays d'origine ; ceci a amené l'introduction des bêtes de races différentes; de France, de Belgique, d'Angleterre, d’Écosse; qui ont été mises à l'épreuve dans des circonstances identiques : tous ont dû s'incliner devant la supériorité du percheron lorsqu'il s'est agi d'améliorer nos races américaines »

— Mark W. Dunham.
D'autres grands éleveurs suivent l'exemple de Dunham, et importent des étalons reproducteurs français,.
Dans les années 1880, environ 7 500 chevaux sont exportés. Les Américains achètent 3 000 chevaux sur les concours et dans les fermes la seule année 1889. La panique de 1893 provoque un ralentissement, aucun Percheron ou presque n'étant importé entre 1894 et 1898. Dans le même temps, la Percheron Association fait banqueroute, et cesse toute activité. Beaucoup de chevaux importés sont perdus, car leurs propriétaires ne peuvent plus s'occuper de grands animaux de trait. En 1898, les importations reprennent aussi brusquement qu'elles avaient cessé, avec une moyenne de 700 chevaux gagnant annuellement les États-Unis entre 1898 et 1905. Le Percheron est importé pour la première fois au Canada cette même année, via les États-Unis.

#### Exportations dans les îles Britanniques auXIXesiècle
À la fin du XIXe siècle, les Percherons commencent à être exportés des États-Unis vers la Grande-Bretagne, où ils sont employés à la traction de bus hippomobiles dans les grandes villes. Ils assurent la traction des omnibus de Londres dans les années 1900, et concurrencent les pourtant réputés chevaux de trait britanniques sur leurs terres natales,. Les premiers Percherons importés incluent quelques animaux issus des centaines de croisements effectués aux États-Unis. La plupart des chevaux d'Angleterre, une fois leur carrière dans la traction des bus achevée, sont revendus aux fermiers. D'autres chevaux importés sont revendus à la British Army. Dans les années 1900, 325 chevaux sont envoyés en Afrique du Sud pour soutenir la guerre des Boers.

### XXesiècle
On faisait confiance à une race de chevaux, comme aujourd'hui à une marque d'automobiles ou de camion. Percheron comme Peugeot ou Citroën, en quelque sorte...

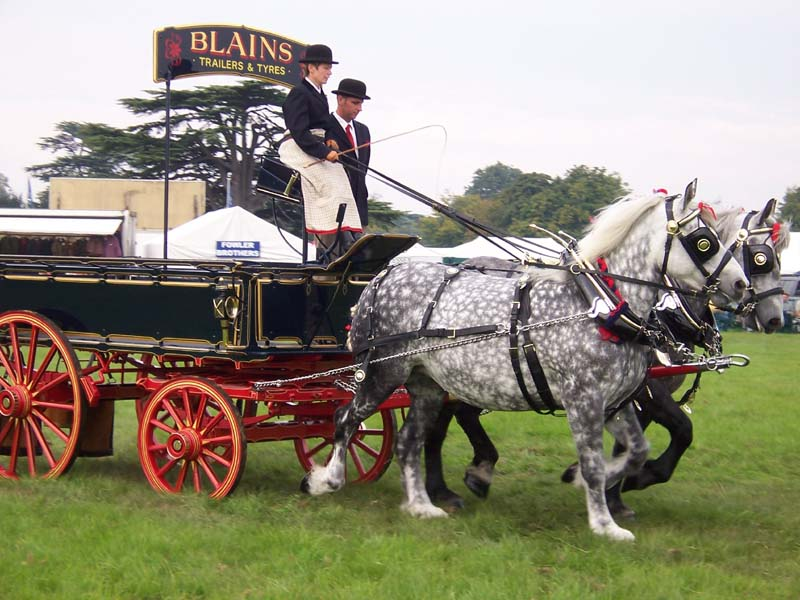
Paire de Percherons attelés à un chariot publicitaire, aux États-Unis.

L'auteur Marcel Mavré cite le Percheron parmi les quatre races de trait majeures dans le monde au début du XXe siècle, avec le Belge, le Clydesdale et le Shire (le Boulonnais et le Suffolk Punch sont bien représentés, mais pas d'une manière comparable). Il rapporte de très importants revenus à ses éleveurs. Au Canada et aux États-Unis, les meilleurs étalons se vendent jusqu'à 25 000 francs en 1900.
Les éleveurs Percheron qui avaient fermé leur association en 1893 finissent par former la Percheron Society of America en 1911. Pour la seule année 1906, plus de 13 000 chevaux gagnent les États-Unis depuis la France. À cette époque, elle forme la plus grande association d'éleveurs de chevaux de trait au monde, enregistrant plus de 10 000 chevaux annuellement.
En 1910, le nombre de chevaux enregistrés en France est d'au moins 32 000. L'exportation des Percherons depuis leur berceau d'élevage est si florissante qu'une ligne commerciale est créée entre Nogent-le-Rotrou, le Havre et les États-Unis. En 1911, le stud-book français de la race est fermé aux chevaux dont les parents ne sont pas eux-mêmes enregistrés. En raison de la campagne de promotion pour l'hippophagie menée en France depuis la fin du XIXe siècle, il n'est pas rare qu'un Percheron de travail réformé soit vendu à la boucherie.
Les Britanniques utilisent énormément le percheron durant la Première Guerre mondiale. Au début de l'année 1916, plus de 400 Percherons de pure race sont importés depuis la France pour l'usage militaire, ce qui forme la première importation britannique en race pure. Son peu de fanons au bas des jambes le rend plus simple à entretenir après les passages dans des environnements boueux, fréquents en temps de guerre. Le trot rapide sur les routes pavées les rend plus polyvalents que les véhicules motorisés, et ils sont très utiles pour travailler même sous les détonations des fusils aux côtés des unités, en raison de leur tempérament calme. Les Britanniques soignent leurs chevaux de leur mieux, avec autant d'attention que pour les hommes.

#### Entre-deux-guerres

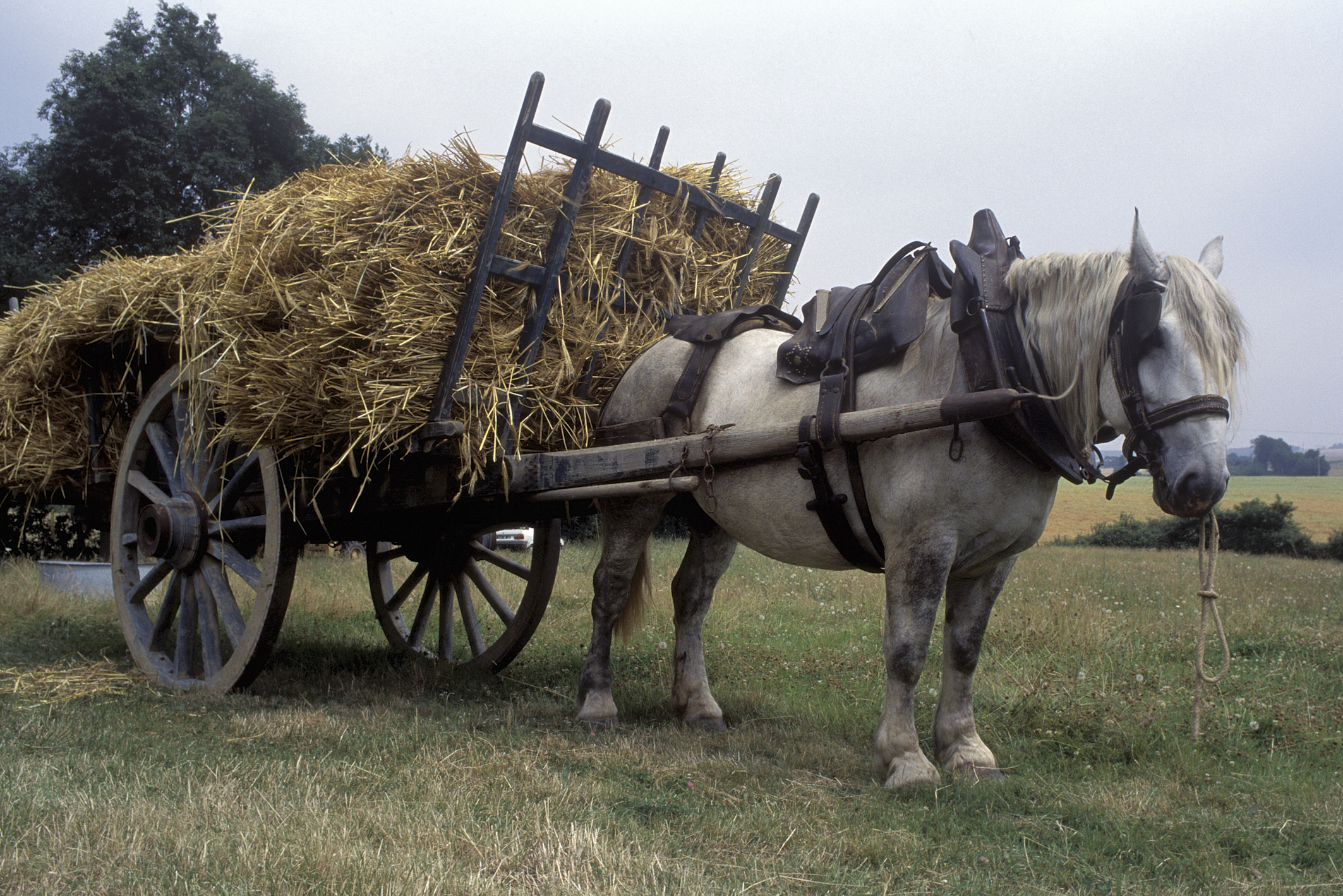
Percheron attelé à une charrette de foin typique de l'entre-deux-guerres (reconstitution).

Après la grande guerre, la plupart des chevaux militaires retournent en Angleterre, où ils sont remis au travail dans les fermes du pays. En 1918, la British Percheron Horse Society est formée. Le stud-book britannique ouvre un an plus tard.
L'exportation des chevaux français vers les États-Unis re-devient florissante durant toute l'entre-deux-guerres. Malgré le krach de 1929, les grandes écuries des Land-grant university maintiennent leurs effectifs. En 1934, la Percheron Society of America prend le nom de Percheron Horse Association of America, sous lequel elle perdure à ce jour.
Le Percheron français subit la concurrence de l'Ardennais, qui séduit de plus en plus d'agriculteurs à l'est, et perd des amateurs. Parallèlement, la robe noire se raréfie chez la race.

#### Déclin de la race
Durant la Seconde Guerre mondiale, la réquisition de stocks de carburants par les armées permet au cheval de trait de rester un moteur indispensable au transport comme aux travaux des champs en France, jusqu'à la reddition des Allemands en 1945. Après la fin du conflit, les agriculteurs s'équipent de tracteurs et de moissonneuses-batteuses. La race percheronne est de plus en plus délaissée au profit des machines. Le déclin de l'élevage est palpable en France dès 1955, et surtout durant les années 1960, où le Percheron commence à être alourdi pour les besoins de la boucherie,. L'élevage français est poursuivi par des exploitants agricoles cumulant d'autres activités, pour la plupart des propriétaires installés dans le berceau de race. Partant du principe que le cheval ne doit rien leur coûter, ils le font passer derrière des bœufs afin qu'il consomme leurs refus d'herbes. Le Percheron devient un symbole de l'identité régionale de son éleveur, majoritairement des personnes retraitées, dans un milieu où règne « le respect des traditions et de la hiérarchie ».
Aux États-Unis, le Percheron disparaît dans un premier temps des grandes villes à partir des années 1910, puis est cantonné aux usages agricoles dans les années 1920 et 1930, avec un certain succès. En 1930, il reste de loin le cheval de trait le plus présent aux États-Unis, 33 033 sujets de pure race étant répertoriés. La fin de la Seconde Guerre mondiale amène une réduction immédiate des effectifs. En 1954, le plus faible nombre de Percherons américains est enregistré, avec seulement 85 animaux inscrits dans le registre. En conséquence, la race est presque éteinte dans ce pays lorsqu'elle redevient populaire, durant les années 1980.

#### Fusion de races de trait françaises en 1966

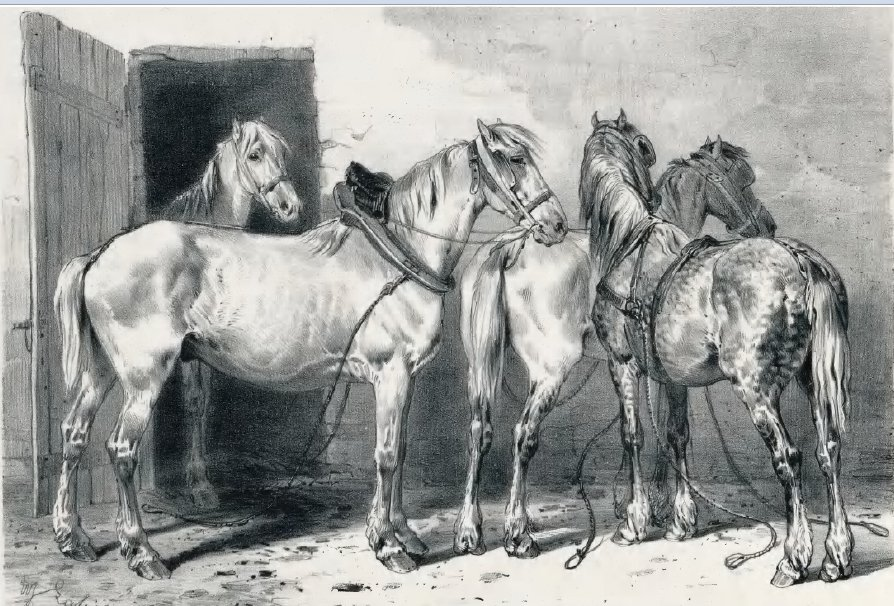
Le Berrichon est l'une des nombreuses races de trait françaises issues du Percheron.

Durant la période d'apogée de la race, les éleveurs du Perche interdisent l'inscription de tout cheval typé Percheron né hors du Perche à leur stud-book. Les éleveurs d'autres régions, comme le Maine, le pays d'Auge, le Berry et la Nièvre, élèvent des chevaux proches du Percheron mais non reconnus comme tels. La Société des agriculteurs de France, préoccupée de donner un état civil à ces chevaux de trait, créé le « stud-book du cheval de trait français ». Dans les années 1930, un classement savant établit que deux races de trait françaises ayant leur propre stud-book, l'Augeron et le trait du Maine (2 300 représentants en 1924), sont des variétés du Percheron, et que le Nivernais, première race chevaline française à avoir eu son propre registre, est le fruit de croisements entre étalons Percherons et juments locales de la Nièvre.
En 1966, alors que l'élevage du Percheron décline en France, plusieurs races de trait sont englobées dans son stud-book : le trait du Maine, l'Augeron, le Berrichon, le Bourbonnais, le trait de la Loire, le trait de Saône-et-Loire et le Nivernais. Le but est d'uniformiser ces races, mais rien de tel ne se produit. Des différences de modèles subsistent entre ces chevaux, en raison de l'absence d'échange entre les éleveurs de ces différentes régions.

#### Relance bouchère française
Dans les années 1960, le Percheron n'est plus d'aucune utilité au travail en France,. À l'arrivée des années 1970, bien que des éleveurs continuent d'en présenter aux concours régionaux et nationaux, la situation de la race est critique. Les neuf races de chevaux de trait françaises alors sont reconverties en animaux de boucherie. L'hippophagie assure, paradoxalement, une partie de la sauvegarde du Percheron, mais au prix d'une transformation du modèle, autrefois puissant et sportif, en celui de « bête à viande ». Devenus « chevaux lourds », les étalons reproducteurs sont recherchés les plus gros possibles, afin de donner naissance à des poulains produisant une grande quantité de viande, pesant plus d'une tonne à l'âge adulte. « C'est ainsi qu'en 1980, le roi des chevaux n'était plus qu'un obèse en sursis. » Les effectifs français de la race diminuent toujours, ce qui pousse la société hippique percheronne et les 800 éleveurs restants à trouver un plan de sauvegarde en 1980.

#### Renouveau de l'utilisation au travail et dans les loisirs

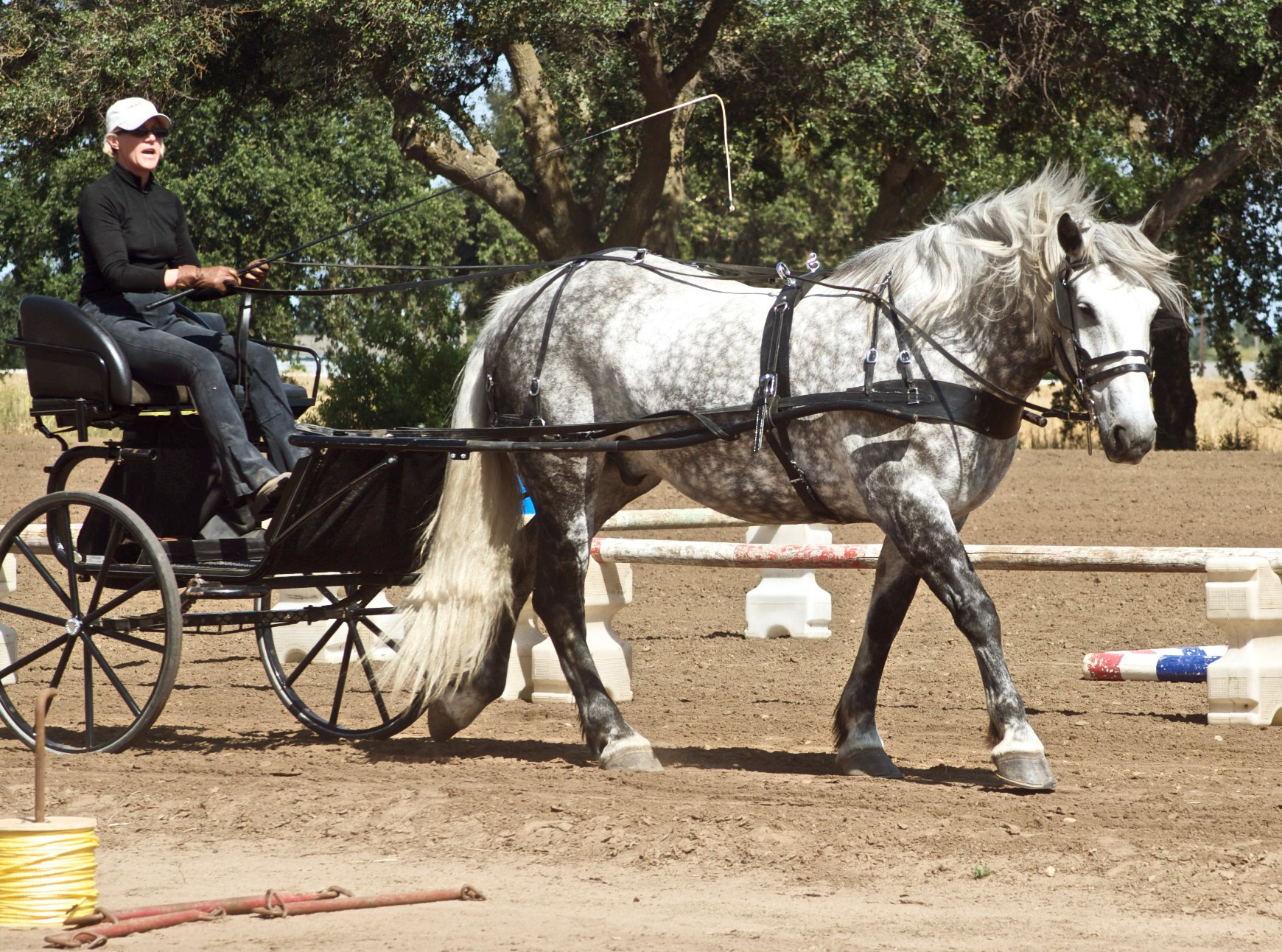
L'attelage de loisir et de compétition est l'une des raisons du regain de popularité de la race.

Dans les années 1980, le Percheron français voit ses effectifs augmenter et trouve de nouveaux débouchés. En 1983, pour le centenaire de l'ouverture du stud-book et à l'occasion du mondial de la race au Canada, les Haras nationaux et la Société hippique percheronne de France lancent un grand plan de retour du Percheron à l'attelage. Le 2 septembre de cette même année, « quelques farfelus » organisent la première course de trait-tract avec des Percherons dans le berceau de race, marquant symboliquement la naissance française du Percheron de loisir. En une dizaine d'années, la plupart des éleveurs français suivent ces préconisations et s'orientent vers un cheval plus léger, destiné à l'attelage et non à la boucherie. En 1989 est organisé le premier congrès mondial du Percheron en France, qui attire 50 000 visiteurs au haras du Pin, marquant cette nouvelle orientation. À partir des années 1990, l'essor du tourisme et des loisirs donne un nouveau souffle à la race. La Société hippique percheronne anticipe cette ouverture en interdisant la caudectomie (coupe de la queue) en 1993, plus tôt que chez les autres races de trait,, à la demande des Allemands et peut-être sous l'influence de publications comme Cheval Magazine. Parallèlement, les Japonais importent massivement des chevaux français pour leurs compétitions de trait-tract, surtout dans l'île de Hokkaidō où se déroulent les courses et les entraînements. Une vague de popularité pour le Percheron s'observe aussi aux États-Unis, qui comptent 1 088 animaux en 1988, pour 2 257 en 1998.
Le haras du Pin importe des Percherons américains pour alléger le modèle des chevaux (jusqu'alors sélectionnés pour leur viande), leur donner du sang et les adapter aux loisirs. En 1993, l'étalon gris diligencier « léger et enlevé » Silver Shadows Sheik entre au haras,. Devenu le symbole de cette nouvelle orientation de la race, il suscite de nombreuses réactions dans le milieu de l'élevage traditionnel, et donne naissance à plus d'une centaine de poulains. L'un de ses premiers fils, l'étalon noir Gallien, marque fortement l'élevage grâce à la qualité de ses poulains. D'autres étalons diligenciers de robe noire sont importés, afin d'obtenir des poulains adaptés à la traction rapide au trot. Des éleveurs privés français adoptent aussi des Percherons américains, séduits par leur haute taille, leur physique plus léger et leur trot rapide. La dernière phase de ce retour au Percheron léger se traduit en 1998 par la révision du stud-book de la race, et la création de deux sections séparées pour les chevaux « traits » et les chevaux « diligenciers »,. Elle est suivie de la création de la société percheronne d’attelage.
La nouvelle sélection s'effectue lentement, à cause du faible nombre de Percherons diligenciers présents en France. Elle est toutefois bien accueillie par les éleveurs, et se traduit par une augmentation des nouvelles naissances enregistrées chez la race, qui passent de 800 à 1 100 entre 1995 et 2000. Entre 1994 et 2008, les effectifs français de poulinières augmentent et dépassent les 2 500 têtes. En 1997, le percheron fait partie des races de chevaux dont les éleveurs peuvent bénéficier de la « Prime aux races menacées d'abandon » (PRME), d'un montant de 100 à 150 €.

### Depuis le début duXXIesiècle

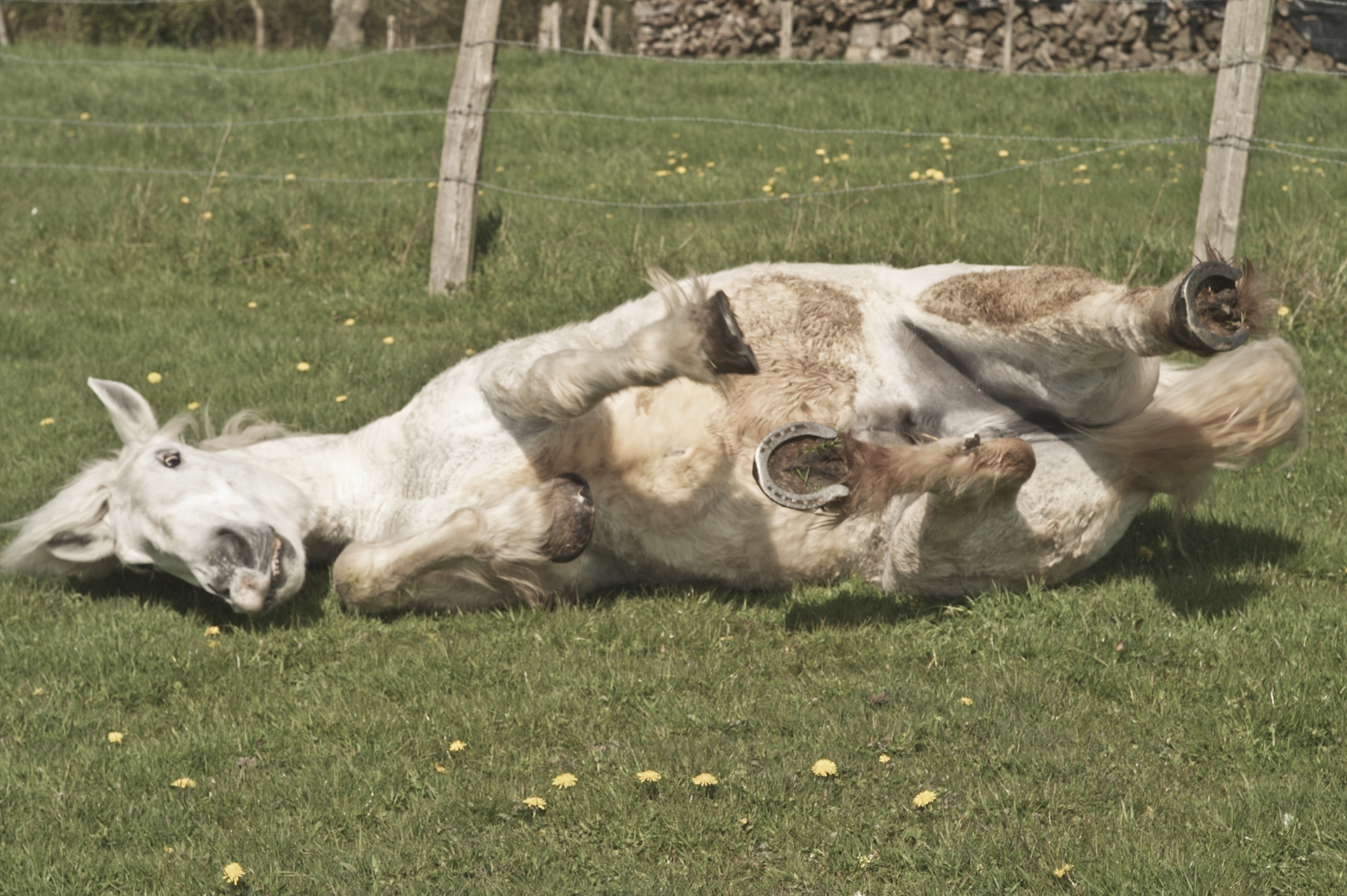
Percheron se roulant sur le sol.

Désormais, l'élevage du Percheron est fortement mondialisé.
En 2006, sur une centaine de chevaux de trait présents à Disneyland Paris, une trentaine sont des Percherons. Ils sont acquis lors des ventes annuelles des Haras nationaux et tirent des véhicules anciens sur main's street dans le parc.
En 2010, avec l'aide de l'Institut français du cheval et de l'équitation, un troisième étalon Percheron est importé des États-Unis vers la France, un jeune étalon noir du nom de Hannah Hill Kemo Sabe. En 2011, l'étalon reproducteur diligencier noir Gallien, l'un des meilleurs des Haras nationaux français, est re-vendu âgé de 17 ans à la boucherie en Italie. Le sort de Gallien, considéré comme l'une des mascottes de la race, suscite de vives réactions.

## Description

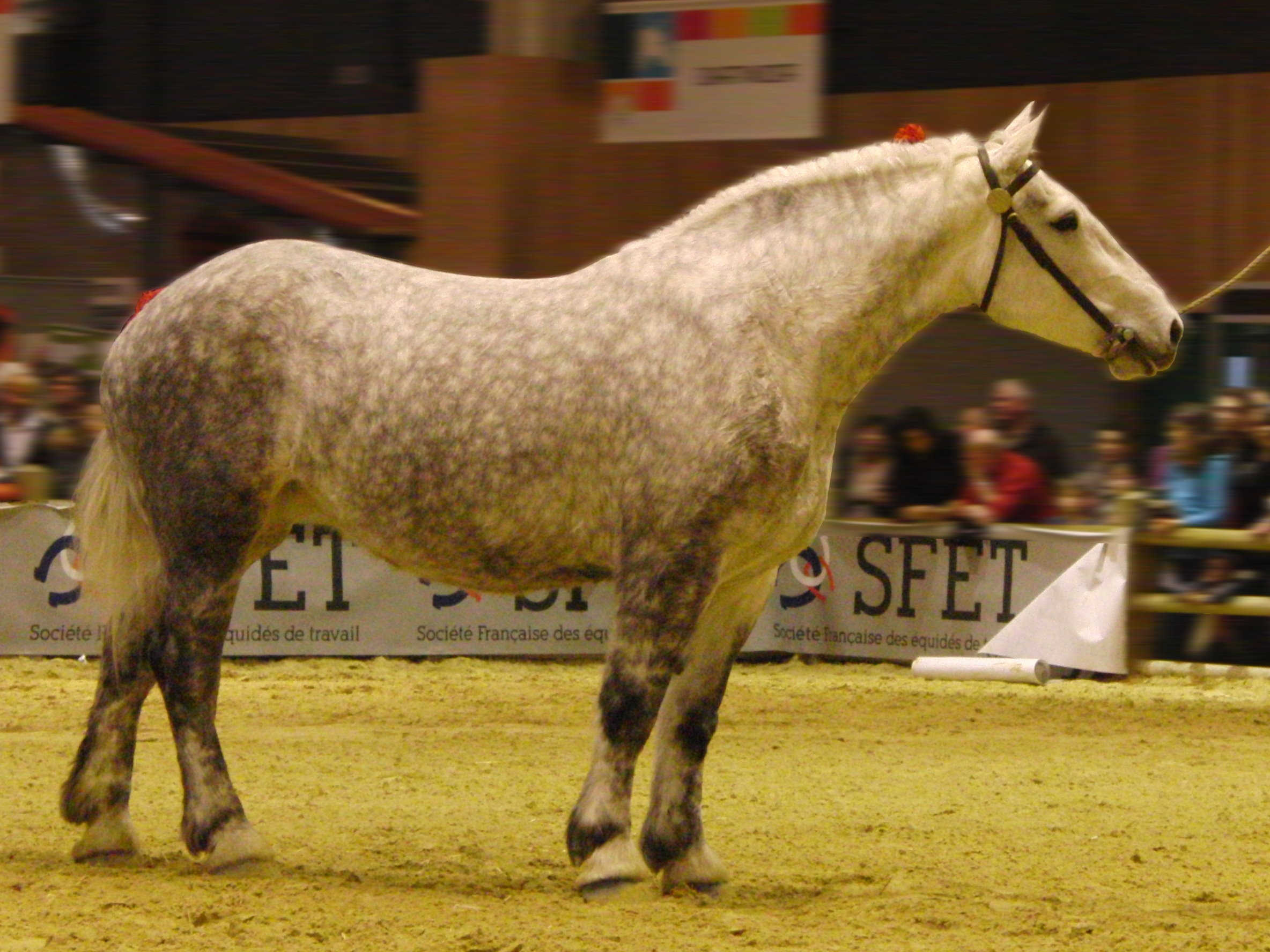
Percheron gris au modèle lors du Salon international de l'agriculture, France, 2014.

En raison de l'immense diffusion de la race, de ses antécédents et de la variété de son utilisation, le Percheron peut présenter de grandes variations de gabarits. La taille va de 1,55 à 1,85 m au garrot, pour une moyenne de 1,68 m,. Le poids varie de 500 à 1 200 kg,.
Les chevaux de grande taille sont préférés en France. Le plus grand Percheron jamais répertorié est né en 1902, mesuré à 2,13 m pour 1 372 kg, et propriété d'un Américain, le Dr Le Gear ; il meurt en 1919 dans le Missouri,.

### Standard morphologique
Le modèle général est celui d'un grand cheval, doté d'une bonne musculature. L'impression de « noblesse » dégagée par le Percheron est à l'origine de son succès mondial. Sa « beauté » par comparaison avec d'autres races de trait est souvent évoquée, tout comme la finesse de ses crins et l'absence (ou la rareté) de ses fanons,,. Le registre français distingue deux types de chevaux, le trait (le plus lourd) et le diligencier (plus léger). Ces deux types sont des variations au sein d'une même race.

Types du Percheron
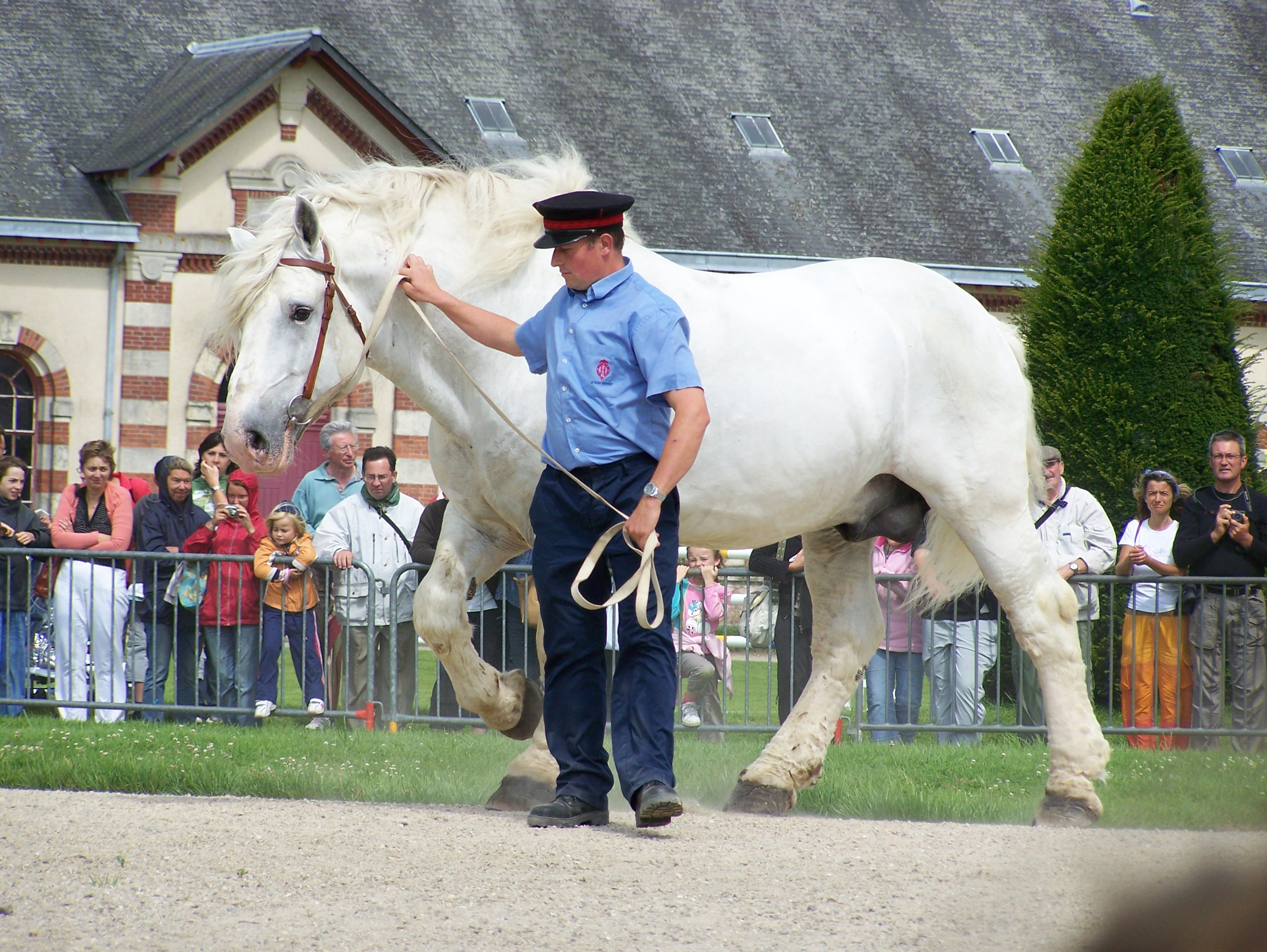
Étalon gris du haras national de Saint-Lô (France), modèle « trait ».
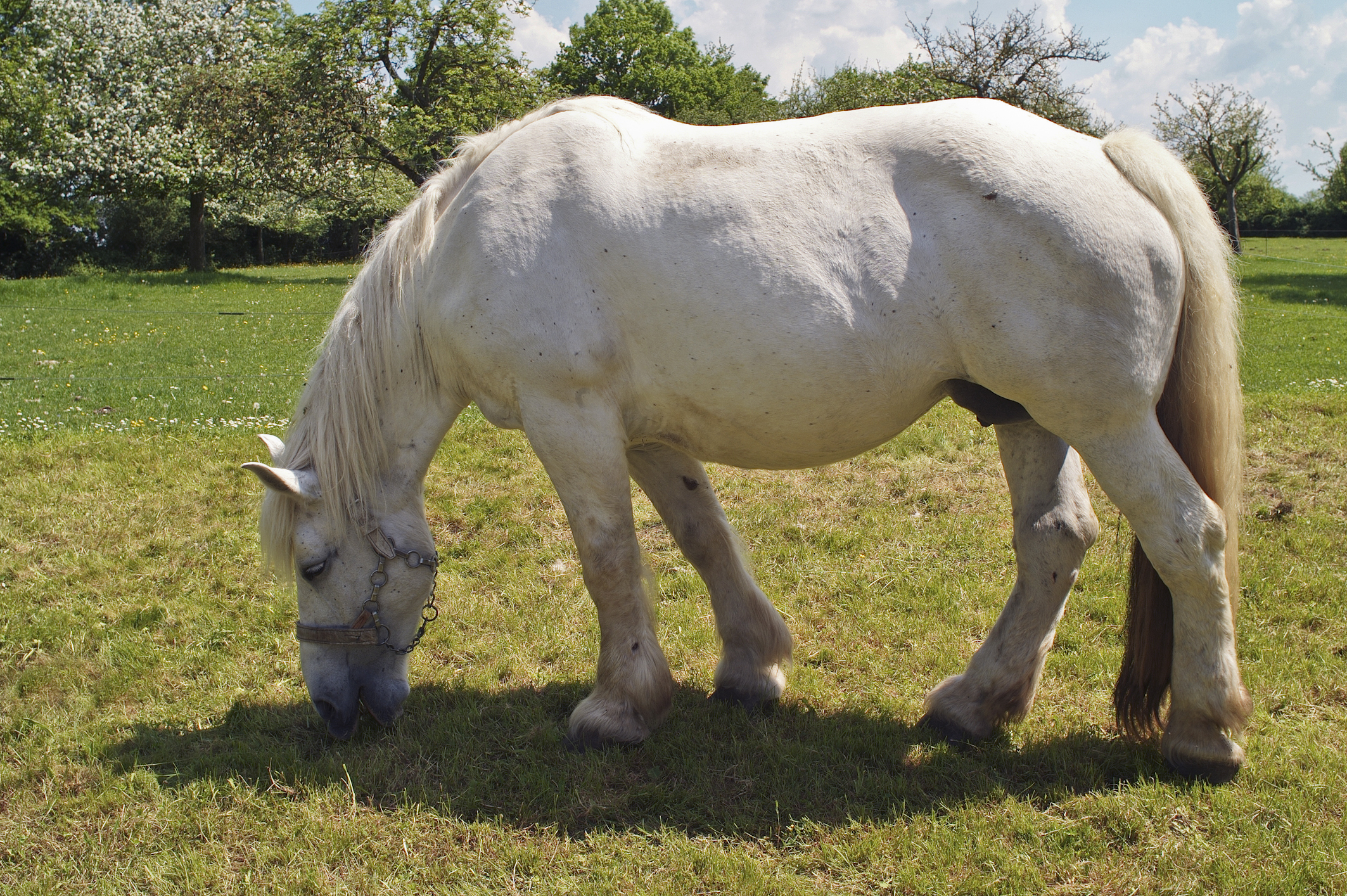
Poulinière grise à Barville (France), modèle « trait ».
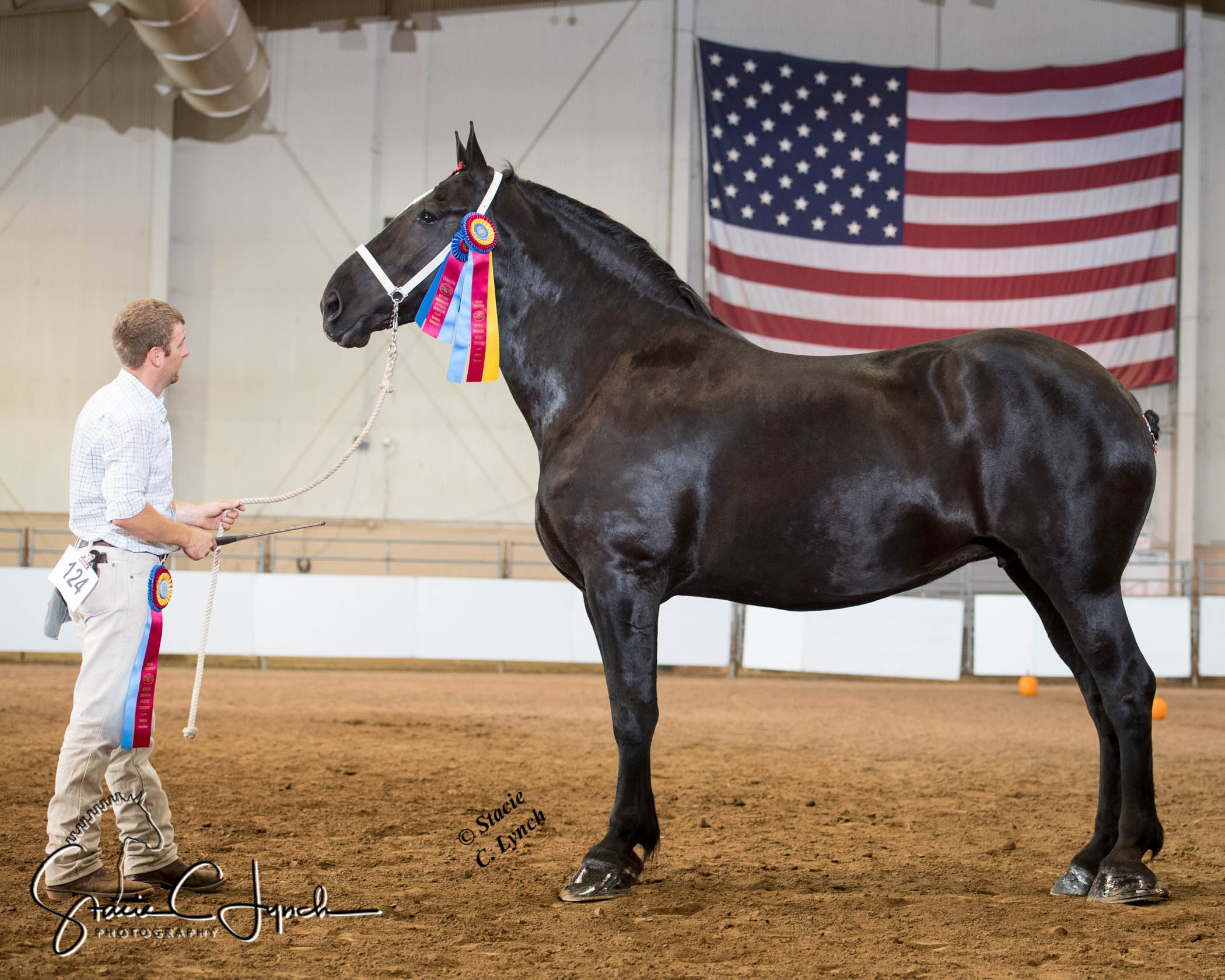
Jument noire de l'Ontario (Canada), modèle « diligencier ».
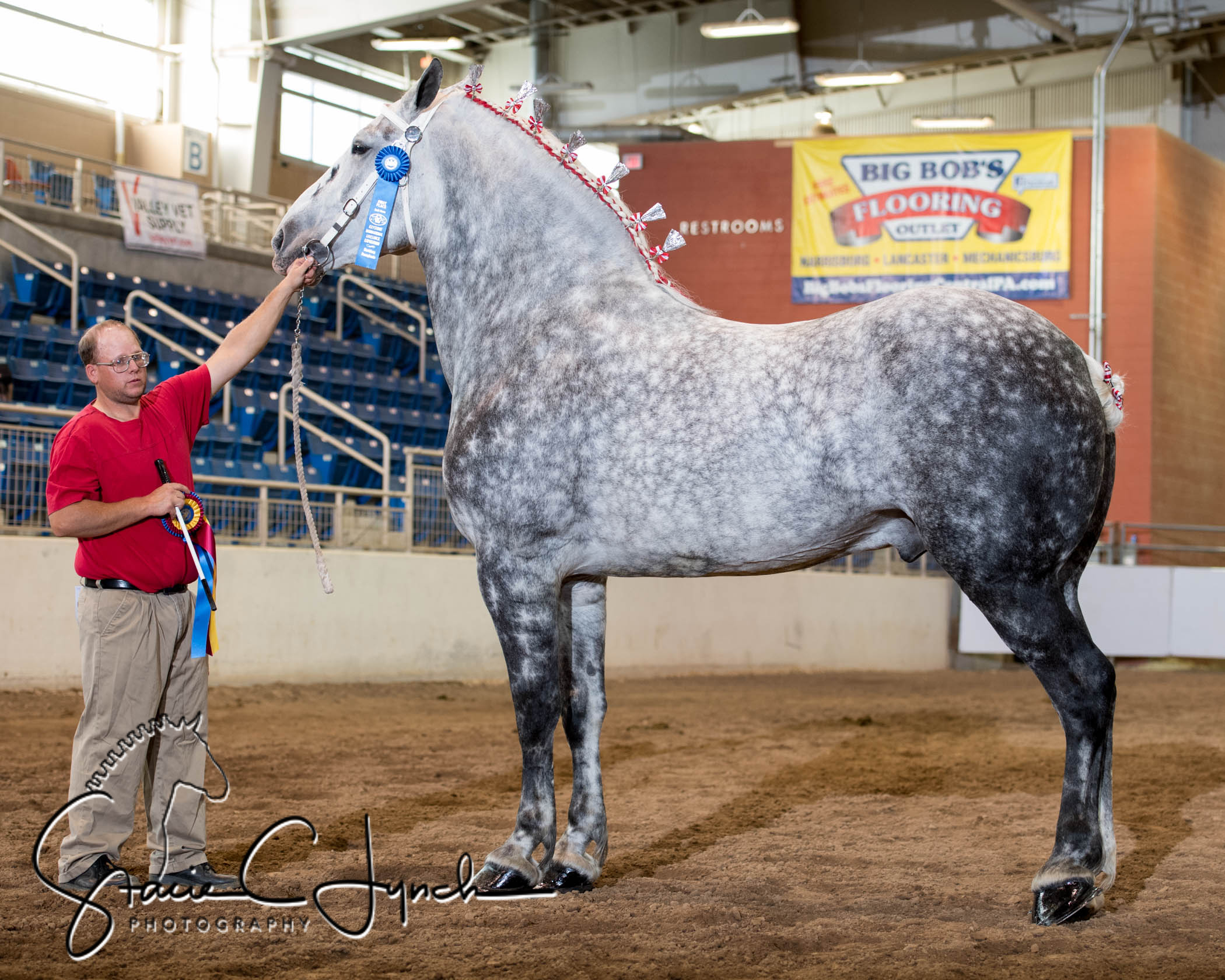
Hongre gris de l'Ohio (États-Unis), modèle « diligencier ».

Le trait est un limonier de haute taille (généralement plus de 1,64 m ; fourchette 1,55 m à 1,75 m) et de poids élevé (supérieur à 700 kg, jusqu'à 1 200 kg), destiné au trait lourd (comme les travaux agricoles, le débardage et le trait-tract), excellent pour tirer de fortes charges au pas, avec une arrière-main particulièrement musclée et une croupe plus inclinée,.
Le diligencier est plus léger et plus enlevé, destiné à l'attelage au trot et à l'équitation de loisir. L'attention est portée sur ses allures. Il est prisé en Amérique du Nord, où il est employé à l'attelage sportif et pour la traction de chariots publicitaires. Son épaule est plus couchée et sa croupe moins basculée que chez le trait. En France, il ne se trouve que dans les grandes tailles, alors qu'en Argentine, des chevaux plus petits peuvent être trouvés.

#### Tête
D'après la majorité des auteurs, le profil de tête est rectiligne,,,, ; le guide Delachaux indique seul qu'il pourrait être concave. La tête est carrée, dotée d'un chanfrein plat, au front large,, avec de grands yeux expressifs et proéminents. Les oreilles sont proportionnées, fines et relativement longues, bien découpées et mobiles.
La tête est relativement petite par comparaison à la masse du cheval. Son apparence générale est recherchée fine et expressive, pour rappeler le cheval arabe. Les têtes trop grosses, fortes et chargées de ganaches sont sanctionnées. Les ganaches sont néanmoins souvent prononcées.

Détails sur la tête du Percheron
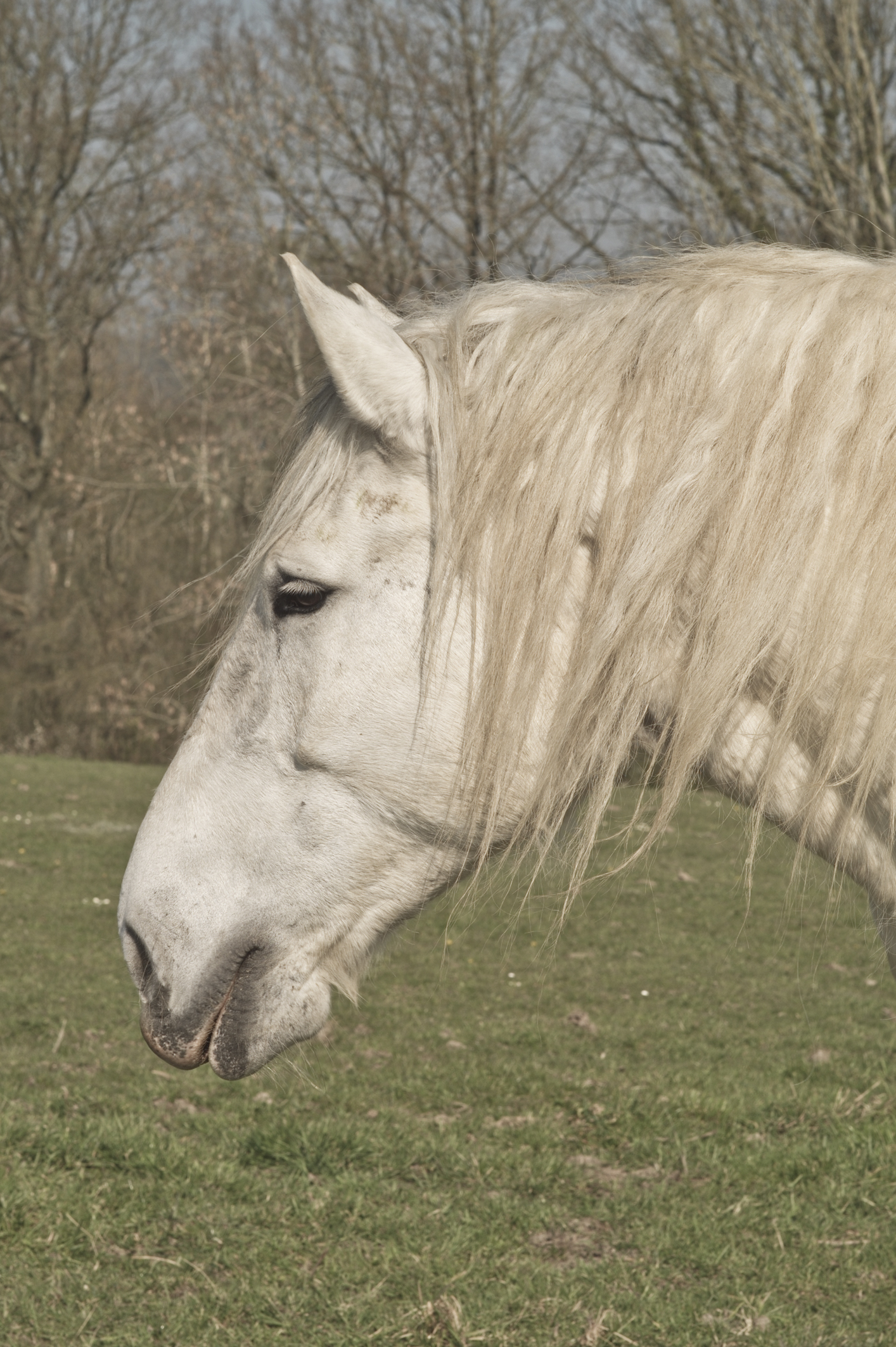
Profil de tête d'un Percheron gris.
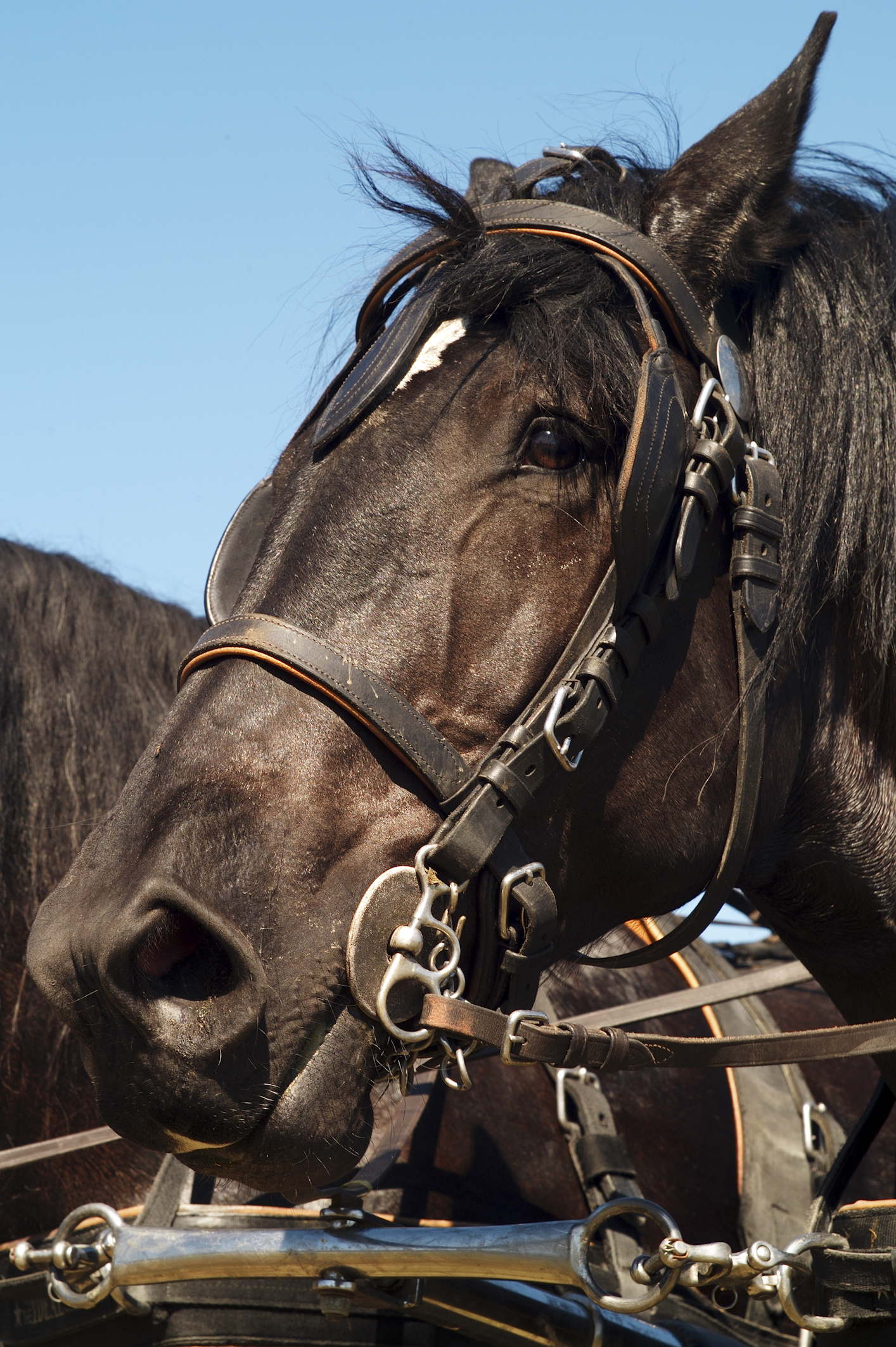
Profil de tête d'un Percheron noir.
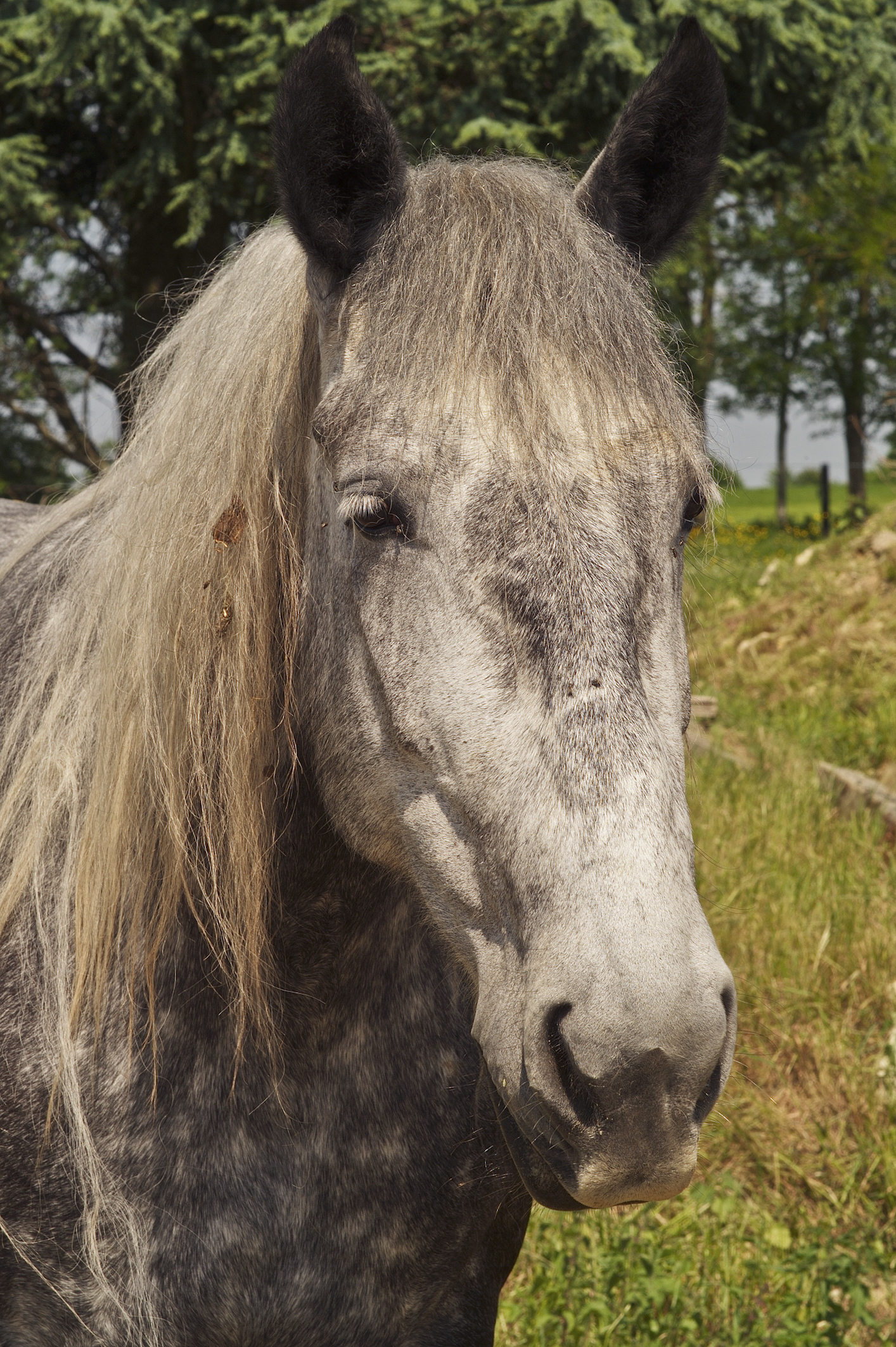
Vue de face d'un Percheron gris.
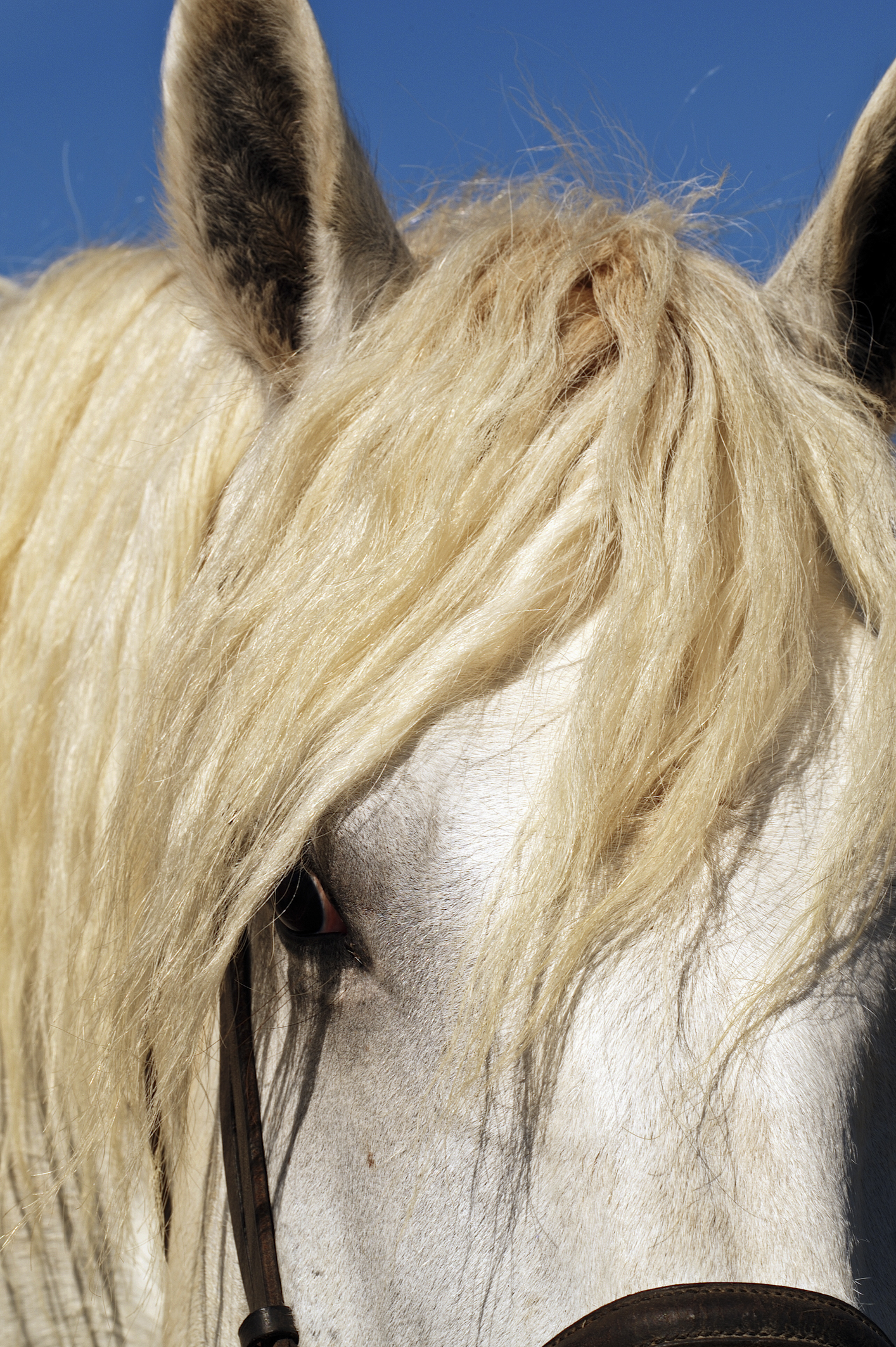
Détail sur l'œil et le toupet.
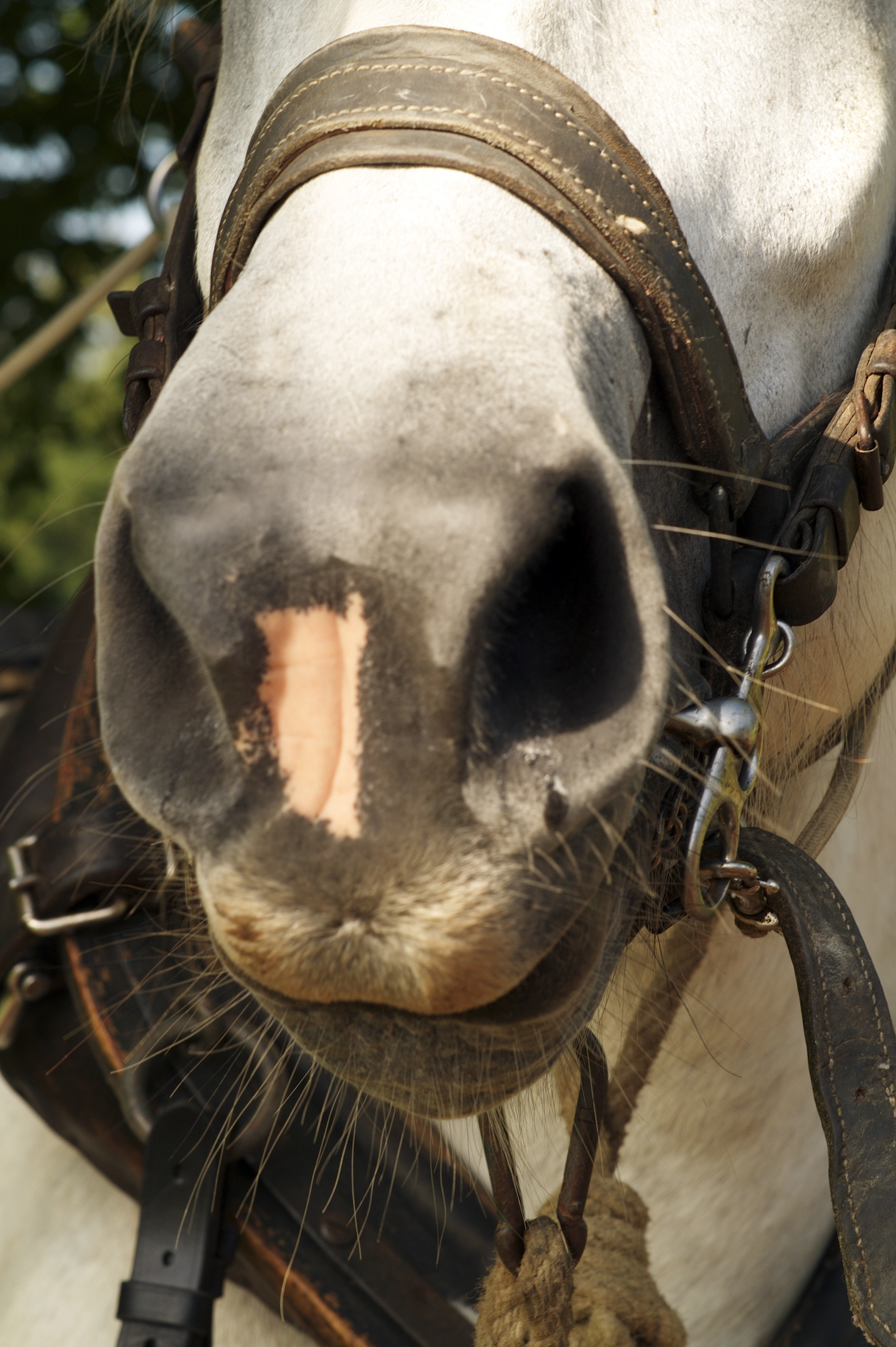
Détail sur le museau.

Le museau est relativement plat, avec des naseaux ouverts et très larges,. La bouche est largement fendue,.

#### Avant-main, corps et arrière-main
L'encolure est moyennement longue à longue (mais peut être courte chez certains sujets), forte, et arquée (synonyme : rouée), c'est-à-dire en forme de col de cygne,,. La gorge est effacée. Les encolures trop courtes et trop chargées sont sanctionnées. Le garrot est recherché sorti,, mais il arrive qu'il soit plat. La poitrine est large et profonde, les épaules sont longues, fortes et bien inclinées,. Le poitrail est large et profond, le sternum assez proéminent,. Le tronc est massif, le corps compact et musclé. Le dos est court et droit, très solide et musclé,. Il peut arriver qu'il soit ensellé (creux).
Le passage de sangle est très profond. Les côtes sont arrondies, bien descendues, et le flanc plein. Le ventre peut être rond. Toute l'arrière-main est d'une puissance impressionnante,. La croupe est puissante, longue et légèrement arrondie, ample, droite et légèrement fendue, parfois double,. Le rein, arrondi, est recherché large et musclé. Les hanches sont longues et effacées.

Détails sur le corps du Percheron
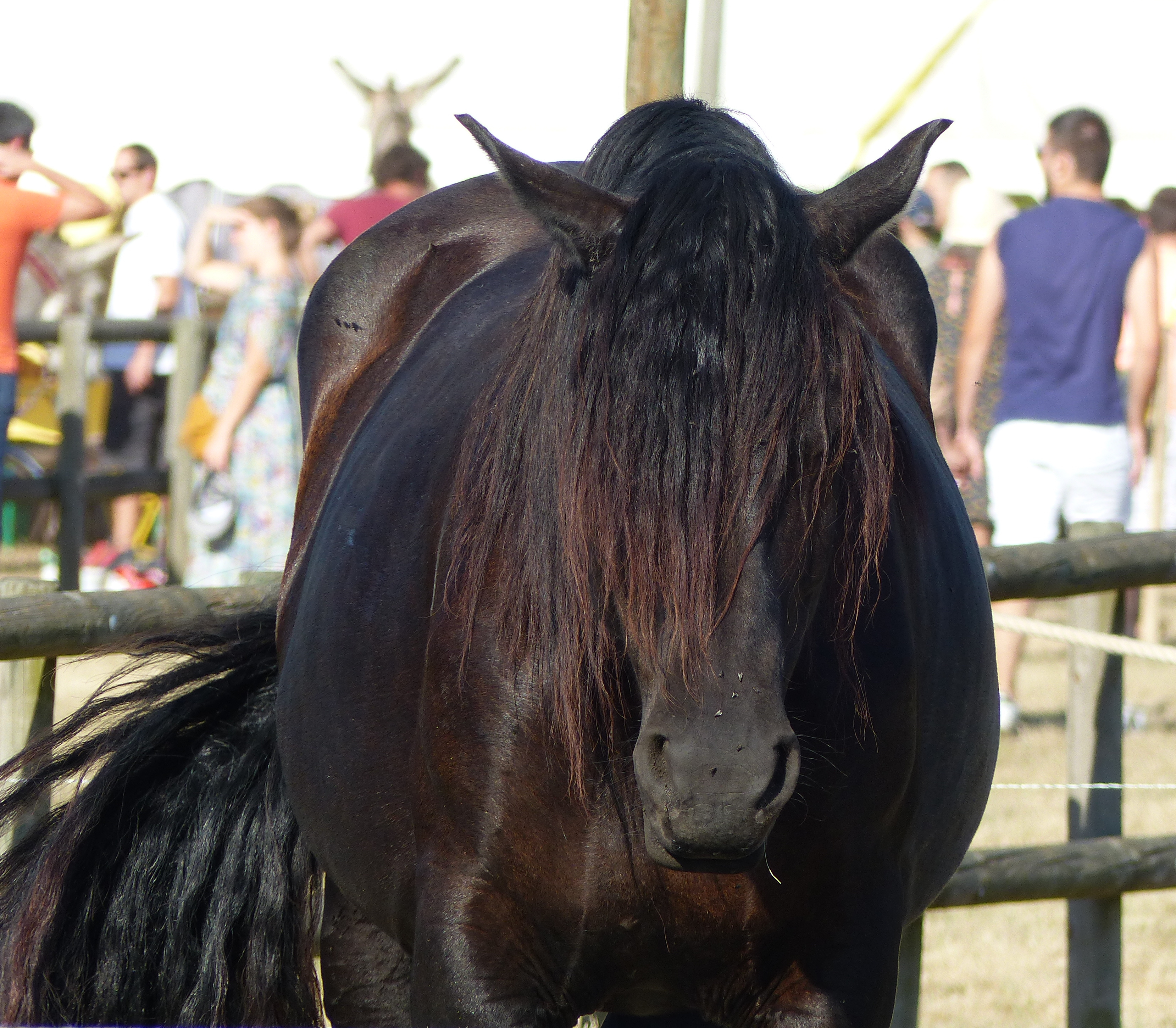
Jument noire vue de face, Rennes, France.
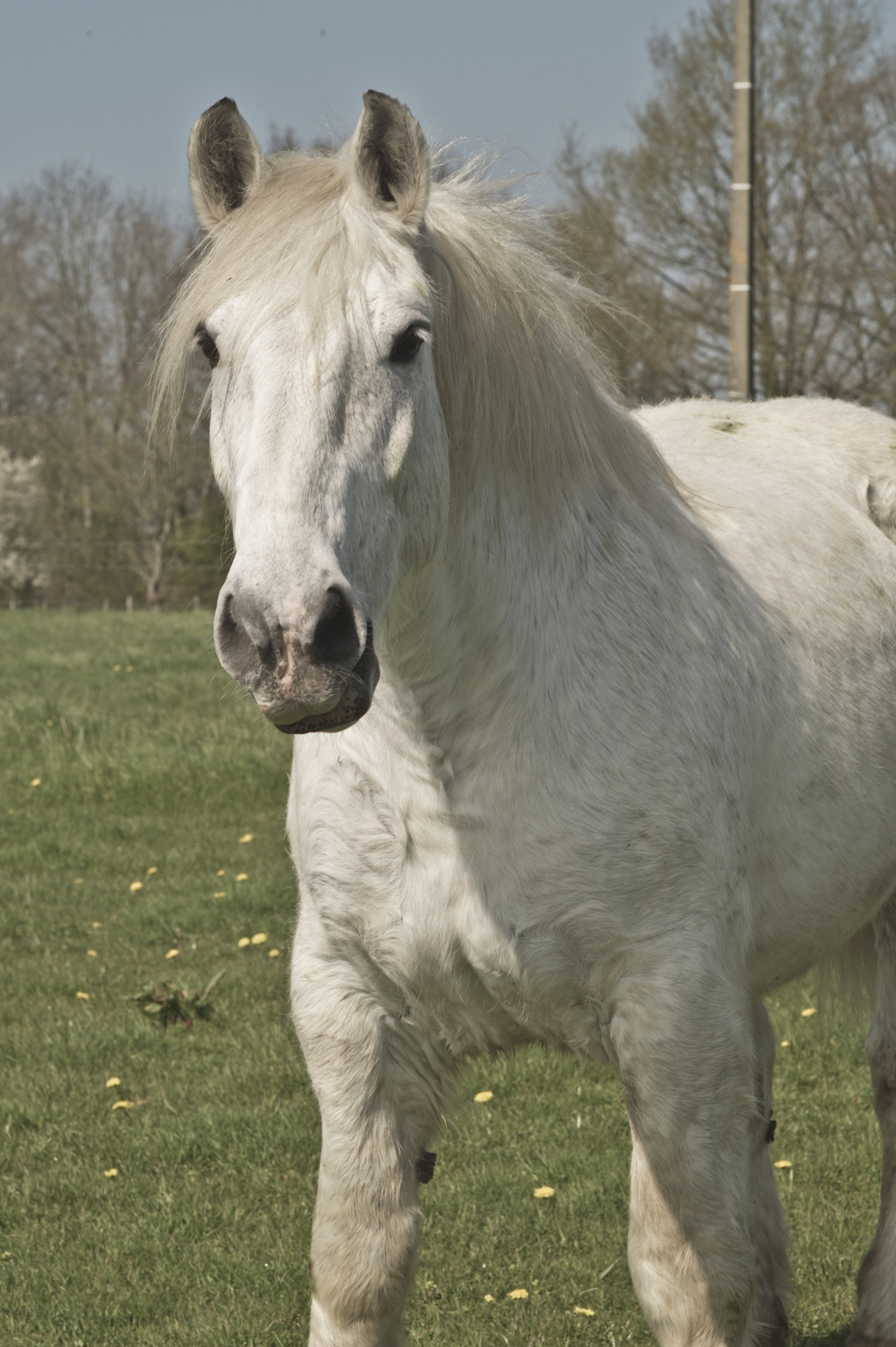
Jument grise vue de face, La Mesnière, Orne, France.
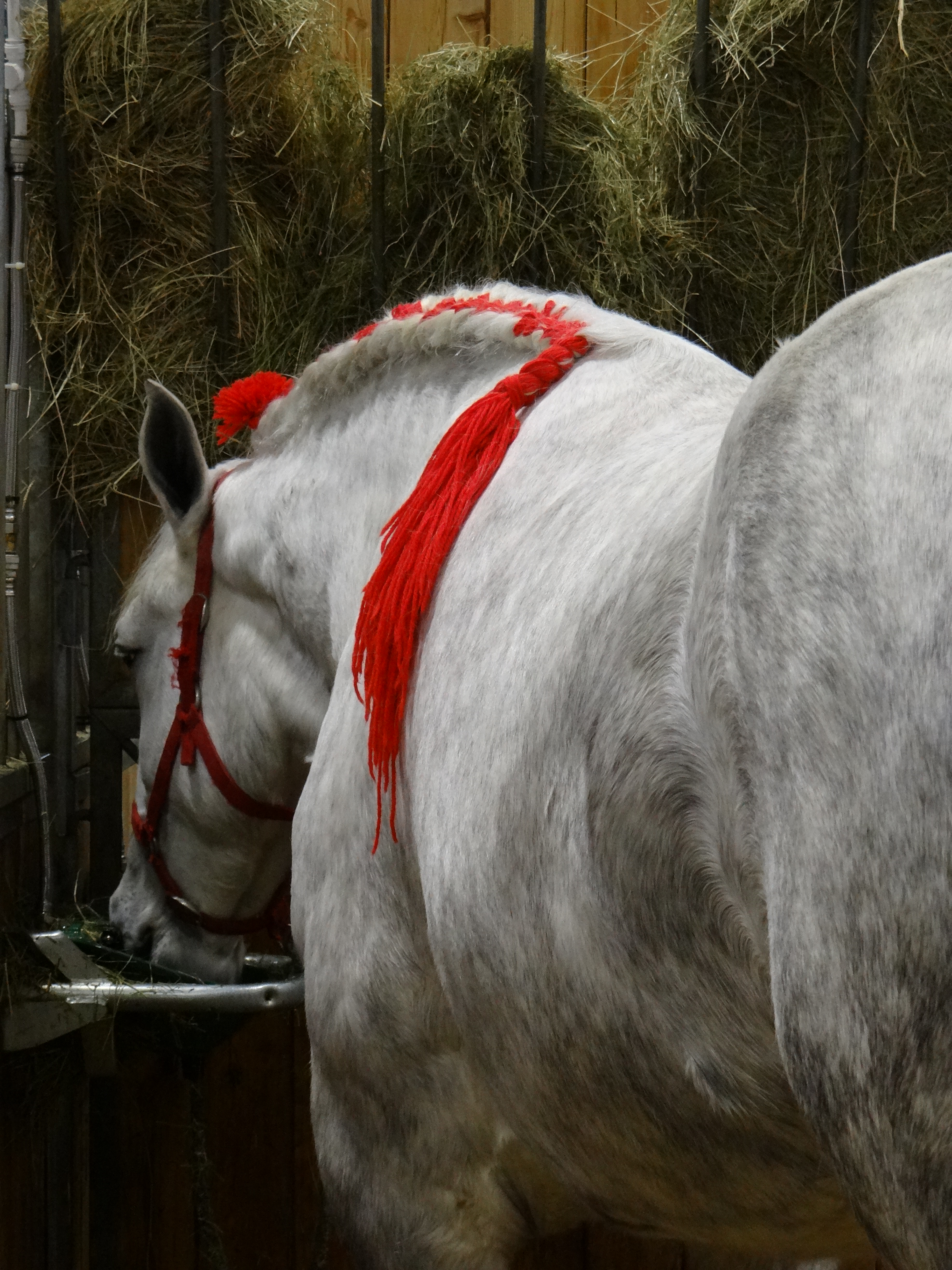
Vue de trois-quarts arrière d'un Percheron français, Salon international de l'agriculture, 2022.
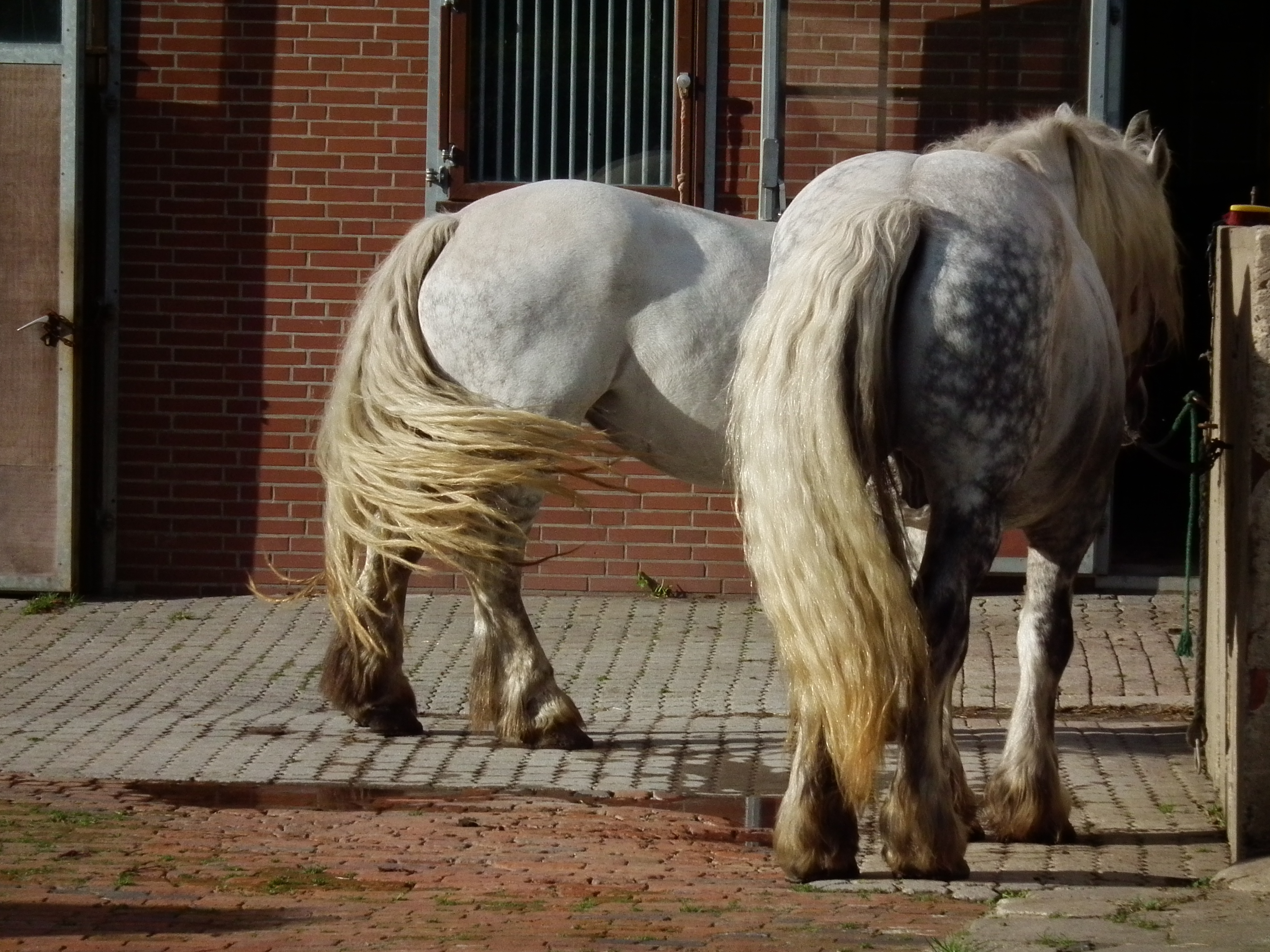
Croupe de deux Percherons allemands.
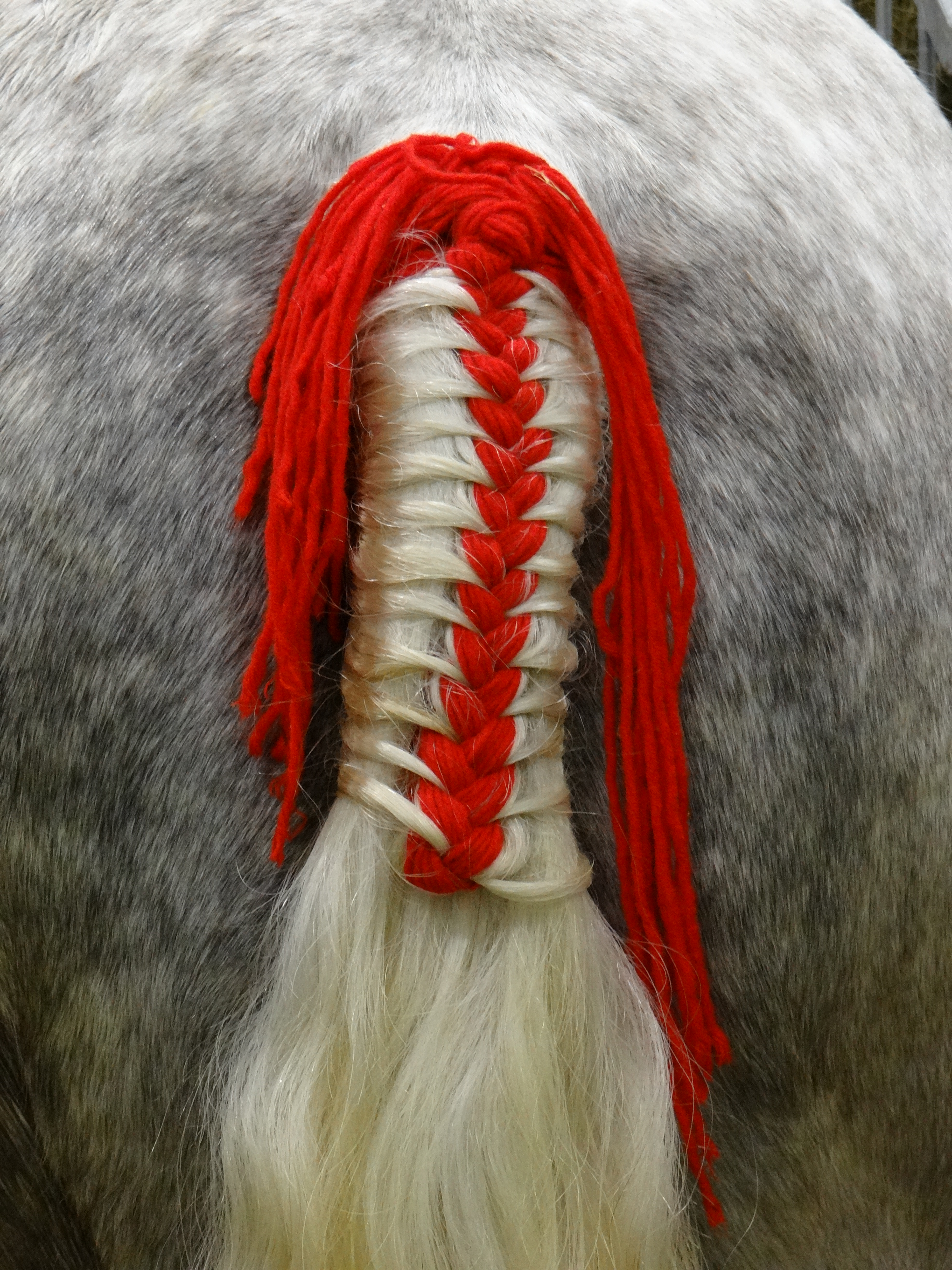
Détail sur la queue tressée, salon international de l'agriculture, 2022.

La crinière est épaisse et abondante,, souvent ondulée. La queue est attachée et portée haut,, abondante et dans le prolongement des reins. Elle est souvent tressée et repliée en chignon lorsque le cheval est attelé, ; il est en effet traditionnel de ne pas l'écourter.

#### Membres

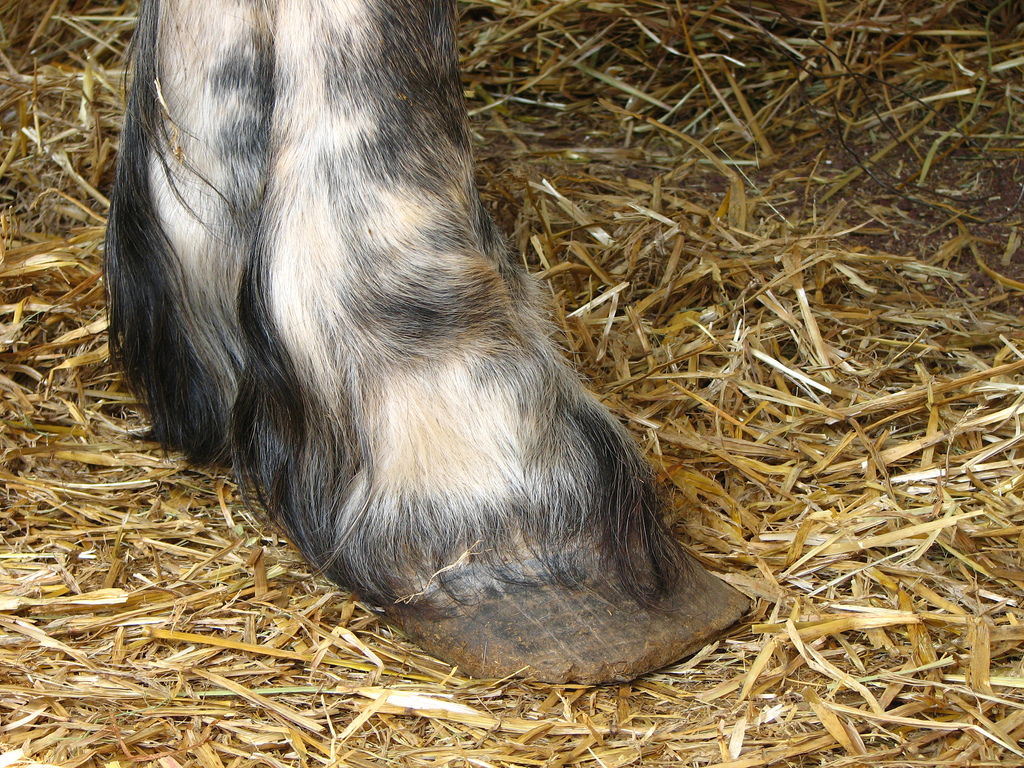
Pied d'un Percheron mexicain.

Les membres sont recherchés sains et nets,, fins et secs aux États-Unis. Ils sont courts ou bien de taille moyenne,. Robustes et bien musclé, bien d'aplomb, ils sont dotés d'articulations puissantes. Les cuisses, larges, sont musclées et plus longues que chez la plupart des autres chevaux de trait. Les avant-bras sont très larges et musclés. Les genoux sont accusés, larges et carrés, alignés avec l'épaule. Les jarrets sont larges et nets.
Les os du canon sont larges et plats, de grand diamètre. Le tour de canon doit être supérieur à 25 cm.
Les paturons sont forts et nets, les boulets petits et robustes. Les pieds sont grands à moyens de taille, durs, avec une corne souvent foncée, d'une couleur bleutée et un talon accusé. Les fanons, ces longs poils situés aux extrémités des membres, sont recherchés le moins fournis possible, ; ils sont généralement moyennement abondants,, et peuvent être absents,.

### Robe

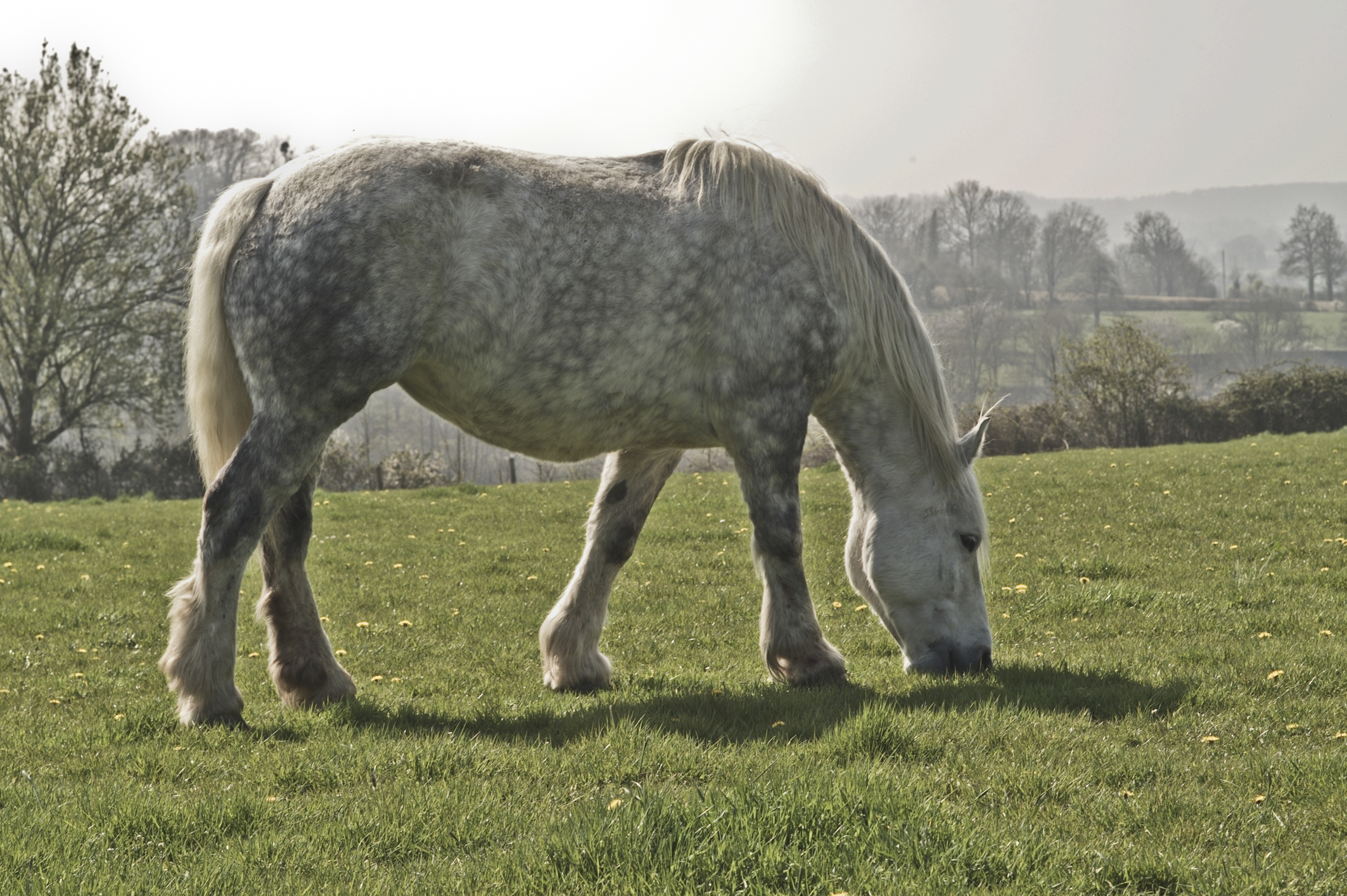
Percheron gris pommelé.

Seuls les chevaux gris ou noirs peuvent être enregistrés en France et dans les îles Britanniques. Tous les poulains naissent noirs et la plupart deviennent gris, comme c'est le cas pour tous les chevaux de cette robe,. Le noir de jais et le gris très pommelé sont les robes les plus appréciées. Le gris pommelé est aussi la robe la plus caractéristique de la race.
L'analyse génétique des robes de 52 Percherons montre une quasi-fixation de l'absence d'allèle Agouti (aa), permettant l'expression de la robe noire. Néanmoins, tous les Percherons ne sont pas homozygotes sur l'allèle Extension (EEaa) ce qui avec l'existence de quelques expression d'Agouti (A), permet la naissance périodique de poulains alezans (ee) et bais (E_A_),. Une variante d'allèle récessif rare codant l'alezan, ea, a également été identifiée chez un sujet. Le Percheron ne présente pas d'allèles du gène Dun (D). Un allèle Blanc Dominant (W20) a été détecté chez deux des 52 chevaux échantillonnés.
On observe un regain de popularité pour la robe noire, beaucoup plus fréquente aux États-Unis qu'en France,. Le registre américain permet aussi l'enregistrement de chevaux rouans, bais et alezans. Beaucoup de chevaux ont des marques blanches sur la tête et les jambes.

### Allures
Les allures sont d'excellente qualité, équilibrées, vives et assez relevées, recherchées souples et légères, amples et actives, étendues au pas et au trot avec un fort engagement des postérieurs. Elles sont surtout très déliées en rapport avec la taille du cheval,. Au XIXe siècle, le Percheron est réputé capable de parcourir 60 km par jour au trot attelé,.

### Tempérament et entretien
Les Percherons sont décrits comme des chevaux très dociles et tranquilles, mais conservant leur énergie,,. Ils sont réputés pour être de tempérament froid, mais généreux dans l'effort. Le type diligencier est plus vif que le type trait.
Ils sont aussi considérés comme faciles d'entretien, et faciles à travailler et à former. La race s'adapte à de nombreuses conditions et de nombreux climats,. Capable de travailler jusqu'à un âge avancé, le Percheron est d'une grande longévité,

### Sélection
Le Percheron possède un stud-book reconnu dans six pays : la France, les États-Unis, le Canada, l'Angleterre, le Brésil et l'Argentine. La race y est gérée, respectivement, par la Société hippique percheronne de France (SHPF), la Percheron Horse Association of America (PHAA), la Canadian Percheron Association (CPA), la British Percheron Horse Society (BPHS), le Herd Book Collares (ANCHBC) et la Sociedad Rural Argentina (SRA). Seuls les animaux inscrits à l'un de ces registres peuvent porter officiellement le nom de « Percheron ». Les poulains issus de l'insémination artificielle et du transfert d'embryons sont autorisés dans le stud-book, mais pas ceux issus de clonage. Les chevaux enregistrés en France sont obligatoirement marqués au fer rouge sur le côté gauche de l'encolure, avec les lettres « S » et « P », initiales de la Société hippique percheronne,.
En Grande-Bretagne, la sélection du Percheron a porté sur l'élimination des fanons,.
En France, une priorité donnée par les Haras nationaux dans les années 2000, a été d'alléger le modèle des chevaux diligenciers destinés à l'attelage, grâce aux croisements avec des étalons américains. Le débat français autour de cette notion de « croisement américain » concerne le retour de descendants de chevaux exportés vers les États-Unis, il ne s'agit donc pas d'un croisement de races, mais de croisements au sein de deux populations de la même race. Les poulinières Percheron françaises sont rarement croisées avec d'autres races. La grande majorité des étalons Percheron français ont très peu de descendants, et très peu d'étalons ont un grand nombre de descendants, ce qui tend à augmenter la consanguinité. Malgré cela, la majorité des chevaux ne semblent pas souffrir de consanguinité. Si le haras national du Pin conserve un rôle de sanctuaire, l'élevage français du Percheron est désormais aux mains des particuliers.

### Santé
Le Percheron est touché par la myopathie à stockage de polysaccharides, une maladie génétique dominante des muscles. Sa prévalence chez la race apparait élevée. Des cas sévères ont été répertoriés. Il est également sujet à la cryptorchidie,,. Le lymphœdème chronique progressif (pattes à jus) a été observé chez des Percherons européens. Le sélection sur une haute taille et une longue encolure en concours de chevaux de trait le prédispose à développer une hémiplégie idiopathique du larynx gauche.
D'après Michel Lepoivre, éleveur et ancien président de la Société hippique percheronne, le recul de la sélection bouchère en France a réduit les problèmes de surpoids et de pieds consécutifs à l'obésité.
Bertrand Langlois (INRA) souligne le potentiel de la sélection génomique pour réduire la sensibilité au coup de sang, les pattes à jus et la dermatite estivale chez le Percheron.

## Utilisations

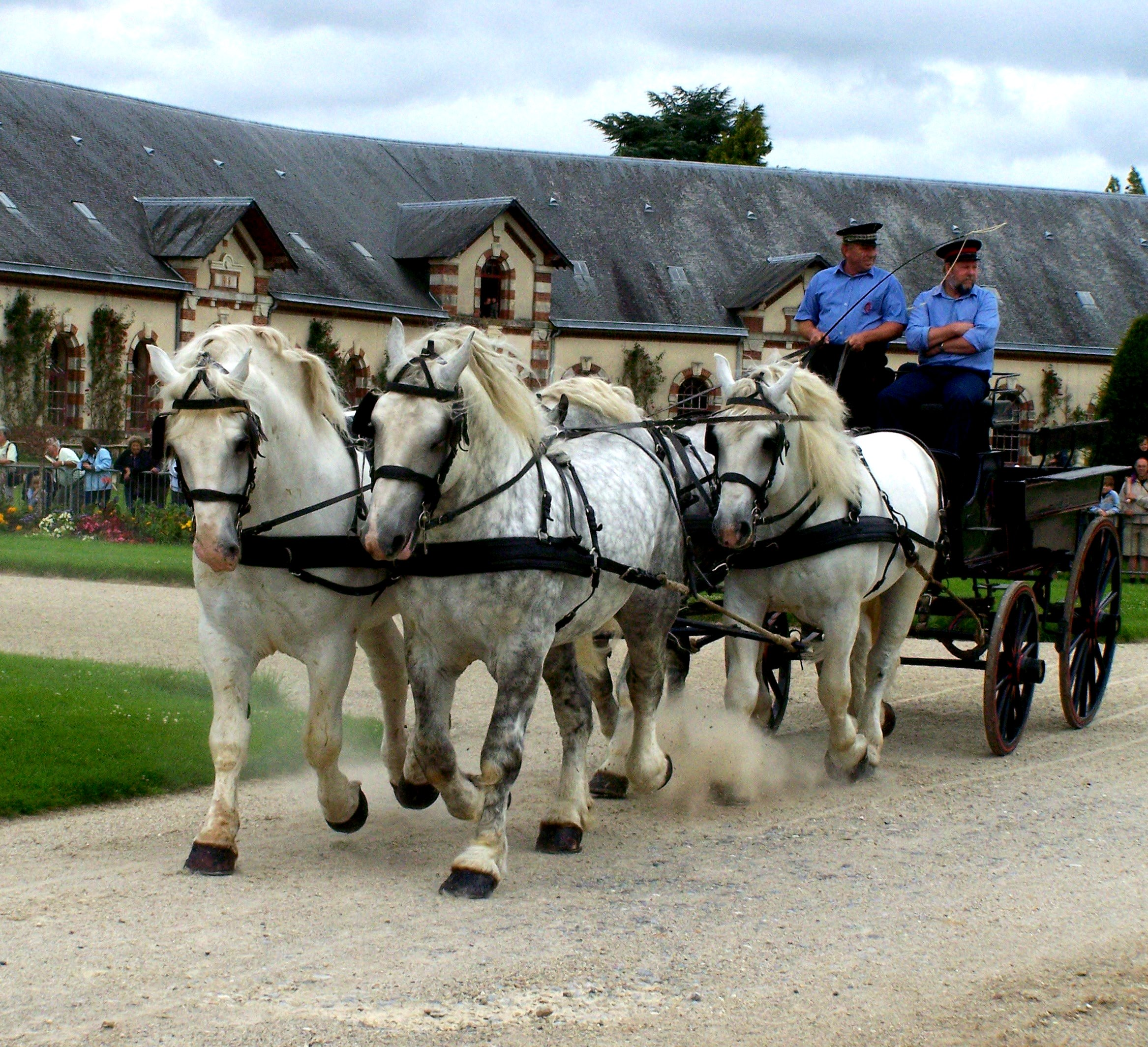
Quatre Percherons attelés à un véhicule léger au haras national de Saint-Lô, en France.

La traction forme le principal débouché du Percheron. En effet, sa puissance et ses qualités nées de sa sélection historique l'y prédisposent. Une jument percheronne australienne détient le record du monde officieux de traction, avec 1 547 kg déplacés sur près de 5 mètres.

### Attelage de loisir, de promotion et de compétition

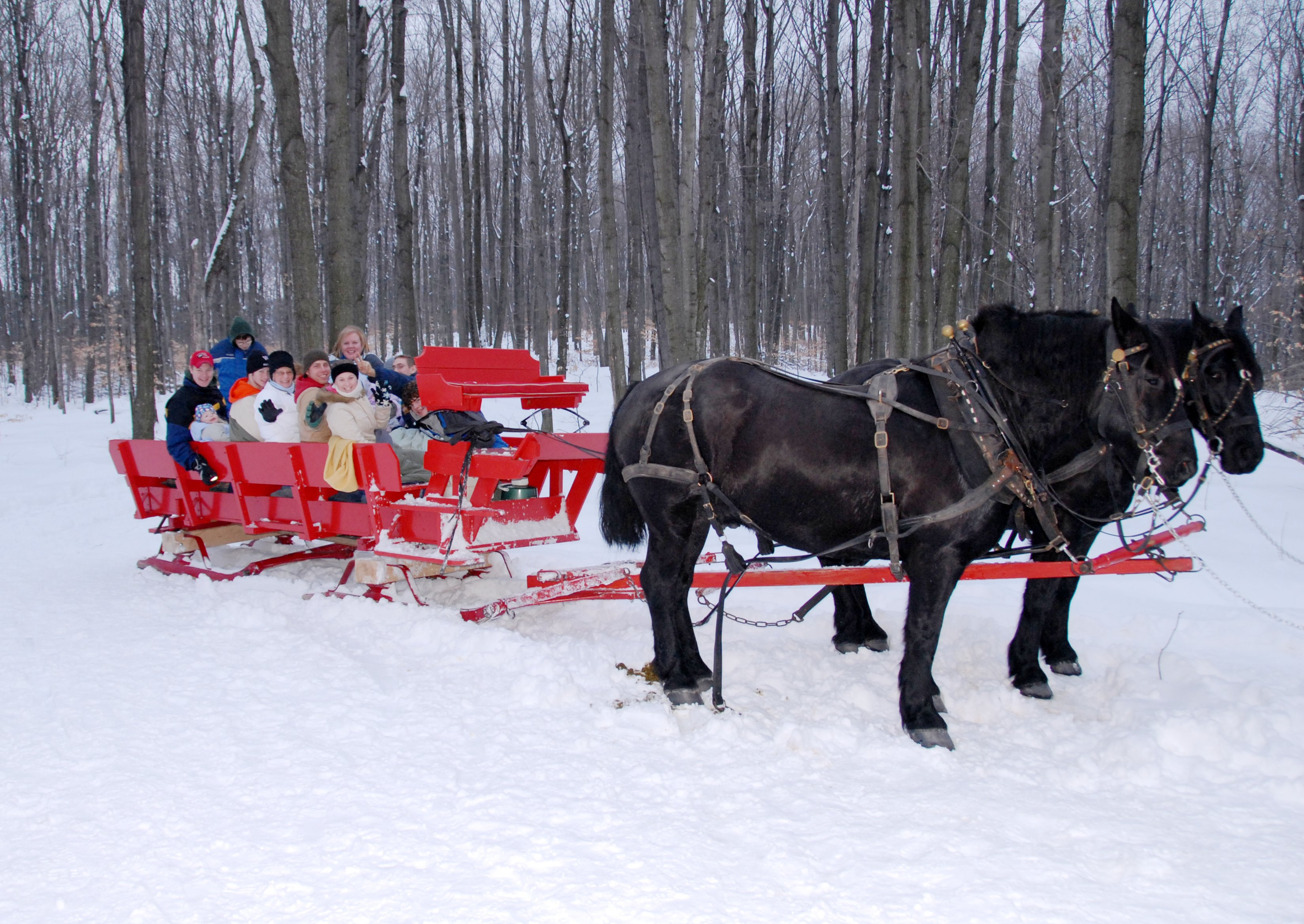
Deux Percherons attelés à un traîneau pour les loisirs, dans l'Illinois.

En France, le Percheron est attelé devant des roulottes et des chariots bâchés pour le tourisme, mais aussi à des carrioles élégantes pour les mariages. Les fêtes populaires permettent des démonstrations de trait lourd et de labour. Des Percherons légers, avec une robe foncée, sont utilisés dans les concours d'attelage et dans les parcs de loisirs, comme le Puy du Fou.
Les Percherons sont utilisés pour des défilés, des tractions de traineaux et de véhicules hippomobiles dans les grandes villes des États-Unis. En Allemagne, ces animaux sont surtout destinés au transport traditionnel de la bière en brasserie, au débardage et aux loisirs attelés.
En Australie, le Percheron est destiné presque uniquement aux loisirs. Une entreprise de Melbourne en emploie plus de 40 pour l'animation des mariages.

#### Attelage promotionnel et publicitaire

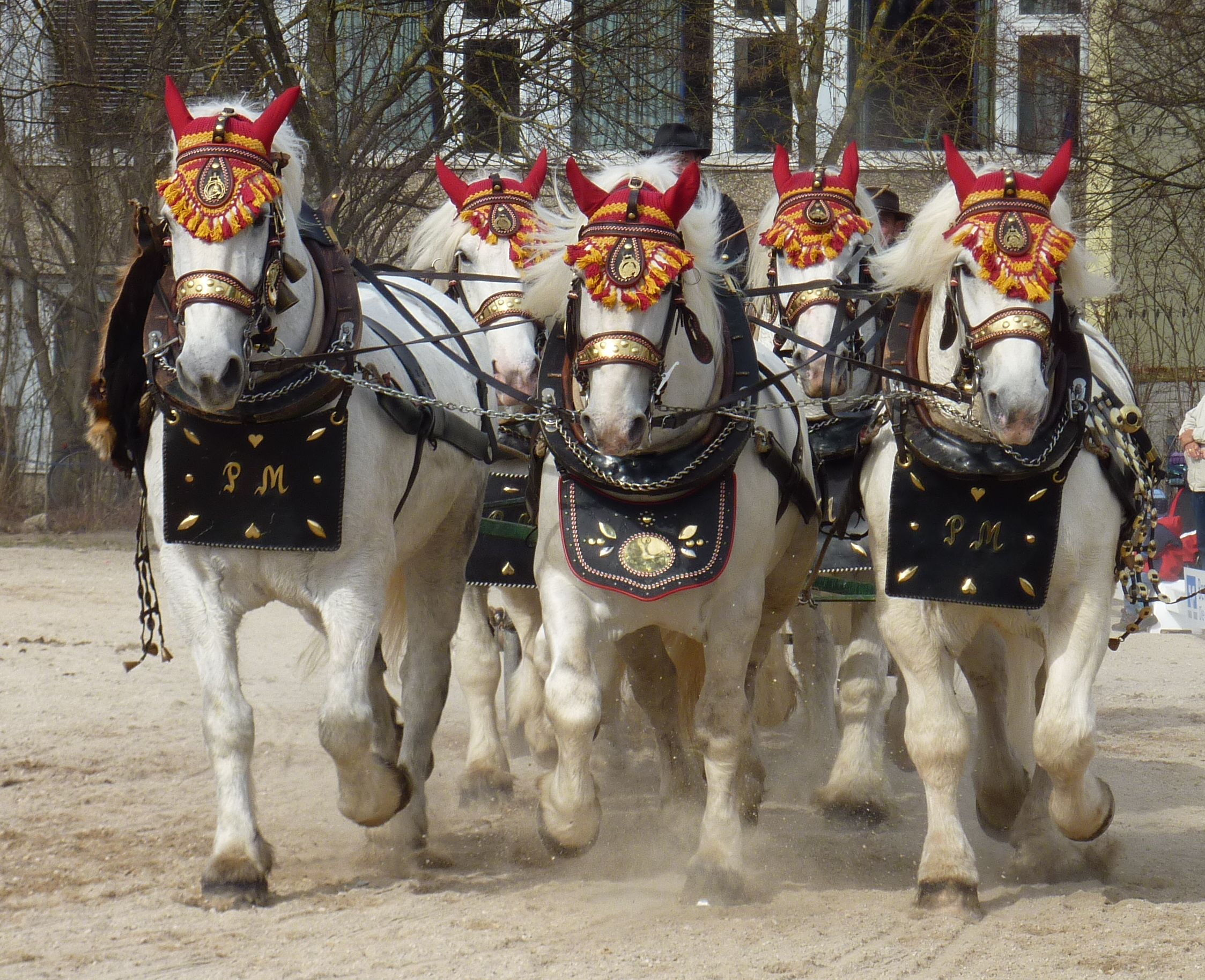
Cinq percherons attelés en spectacle sur une foire agricole, en Allemagne.

L'attelage publicitaire, inconnu en France, est particulièrement développé en Allemagne et aux États-Unis, où de grandes entreprises (Budweiser, The Walt Disney Company, etc.) utilisent le Percheron afin de valoriser leurs produits et d'attirer l’œil. L'un des plus célèbres équipages de Percherons américains appartient à la compagnie Heinz. Ses nombreuses apparitions incluent la parade du Tournoi des Roses.
En Allemagne, la race percheronne est surtout connue à travers ses participations à la fête de la bière. En Grande-Bretagne, elle est également mise à la traction pour des événements à caractère promotionnel, mais subit la concurrence du Shire.

#### Attelage sportif
Le Percheron diligencier permet la traction rapide des voitures légères d'attelage sportif. René Muller est devenu champion de France d'attelage à deux chevaux en 1999, avec un équipage de deux diligenciers Percherons,. La race s'est également illustrée à la traction du flobart pendant La Route du Poisson, en 1999.

Percherons en attelage sportif
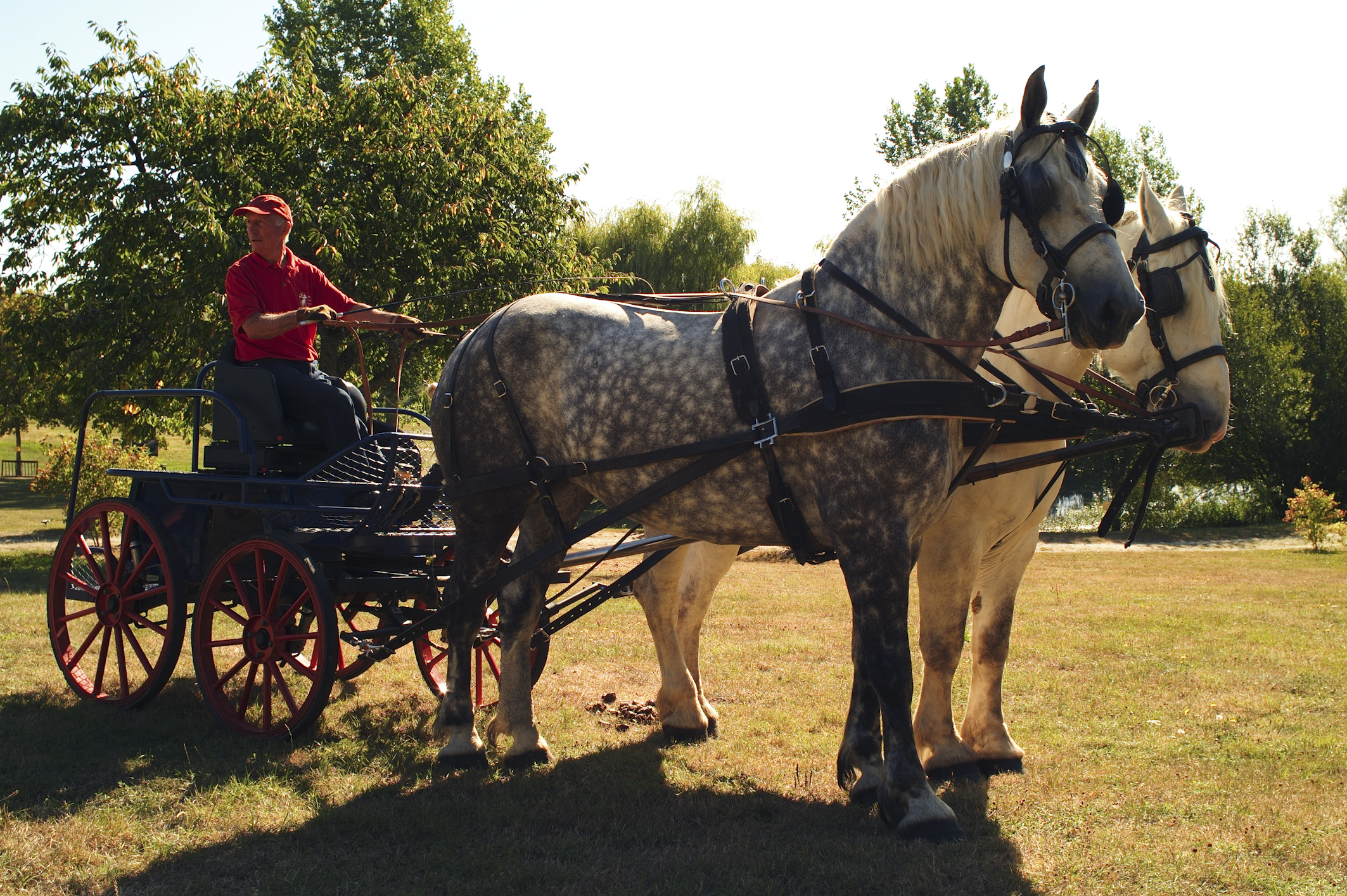
Attelage de Percherons en paire, mondial Percheron 2011.
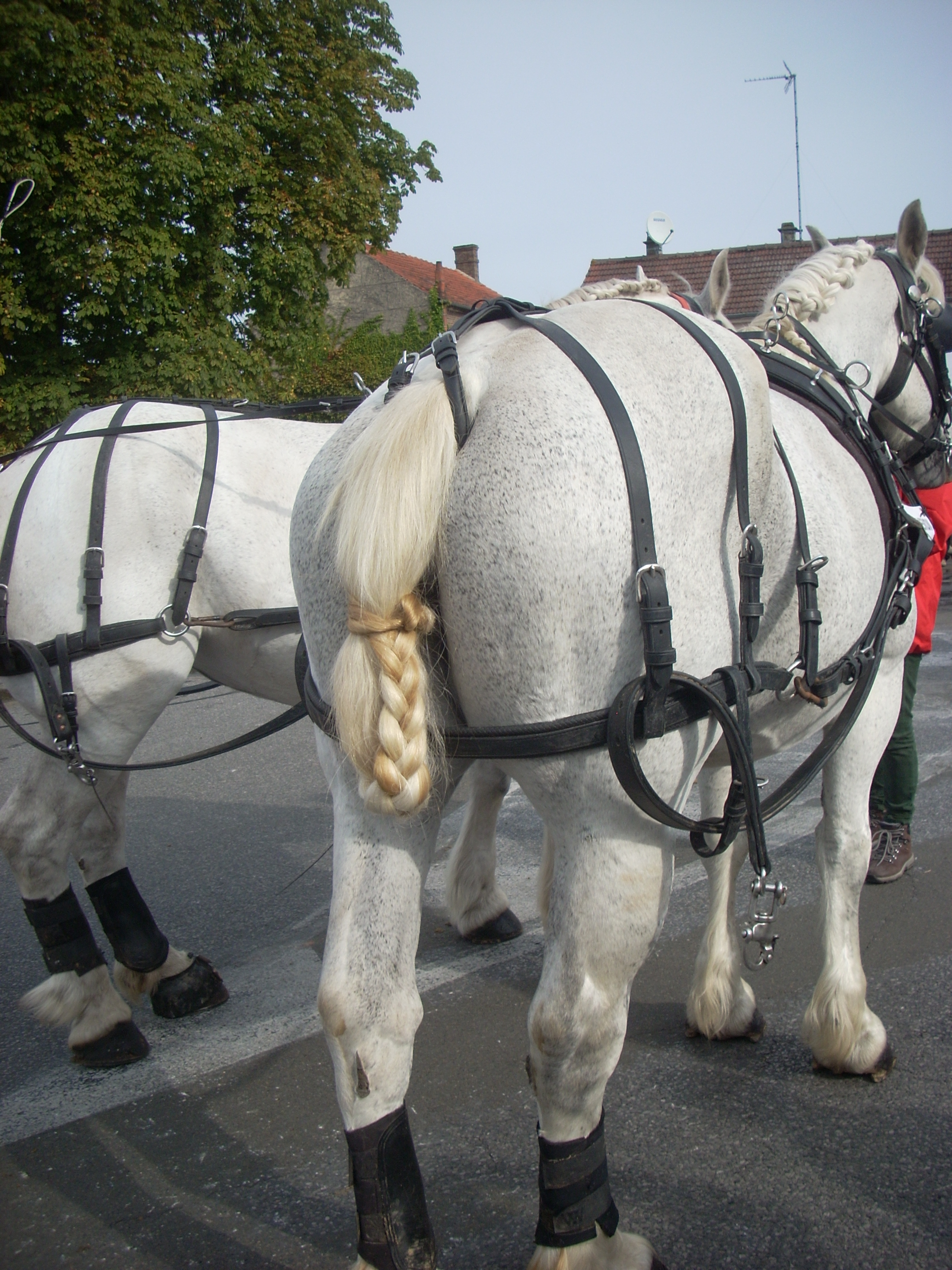
Préparation d'un attelage sportif de Percherons, à Lacroix-Saint-Ouen en France en 2012.
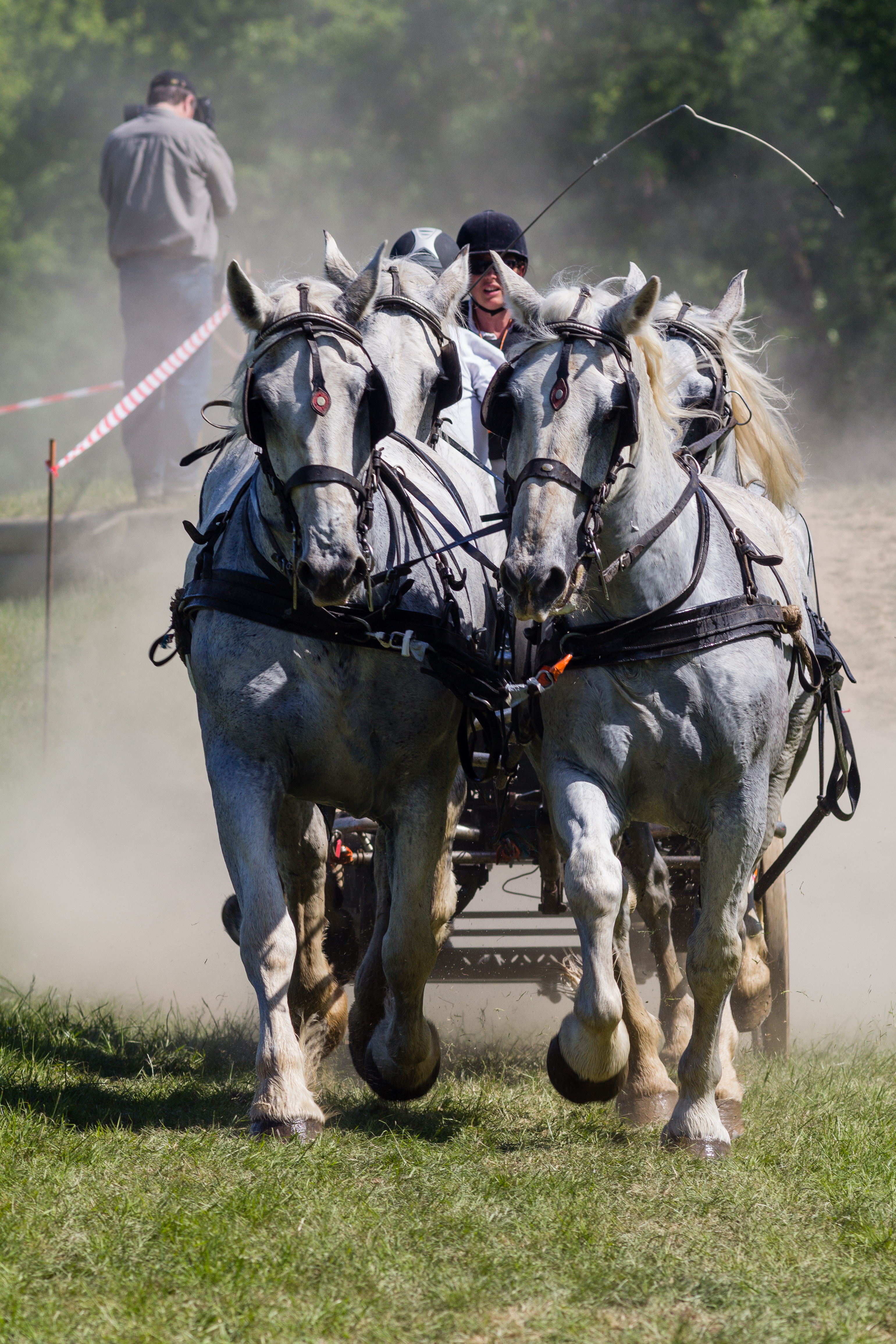
Quatre Percherons sur un concours national d'attelage en France, à Rennes, en 2014.
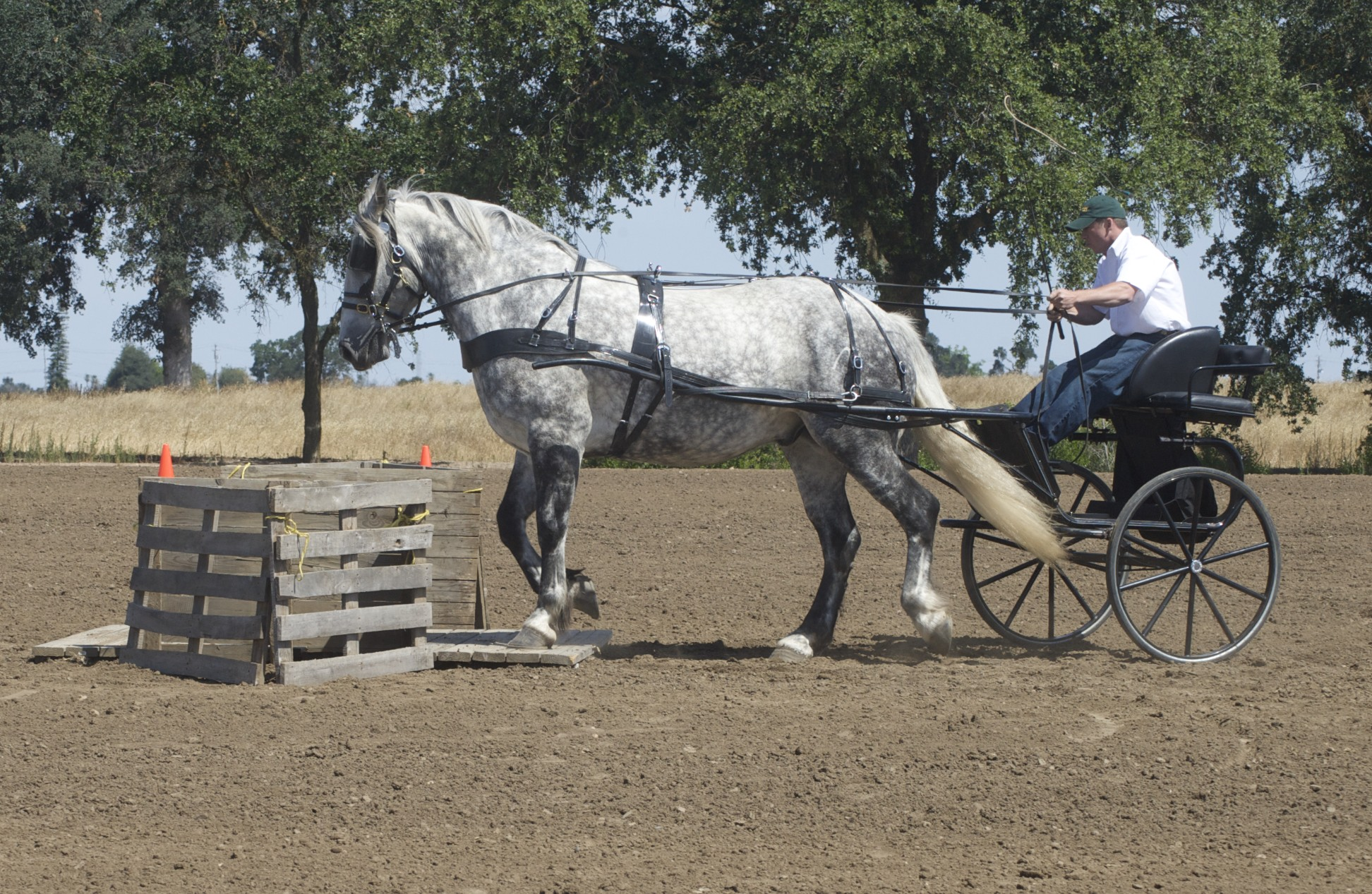
Percheron attelé sur une épreuve de maniabilité en attelage, aux États-Unis.

#### Trait-tract / ban'ei

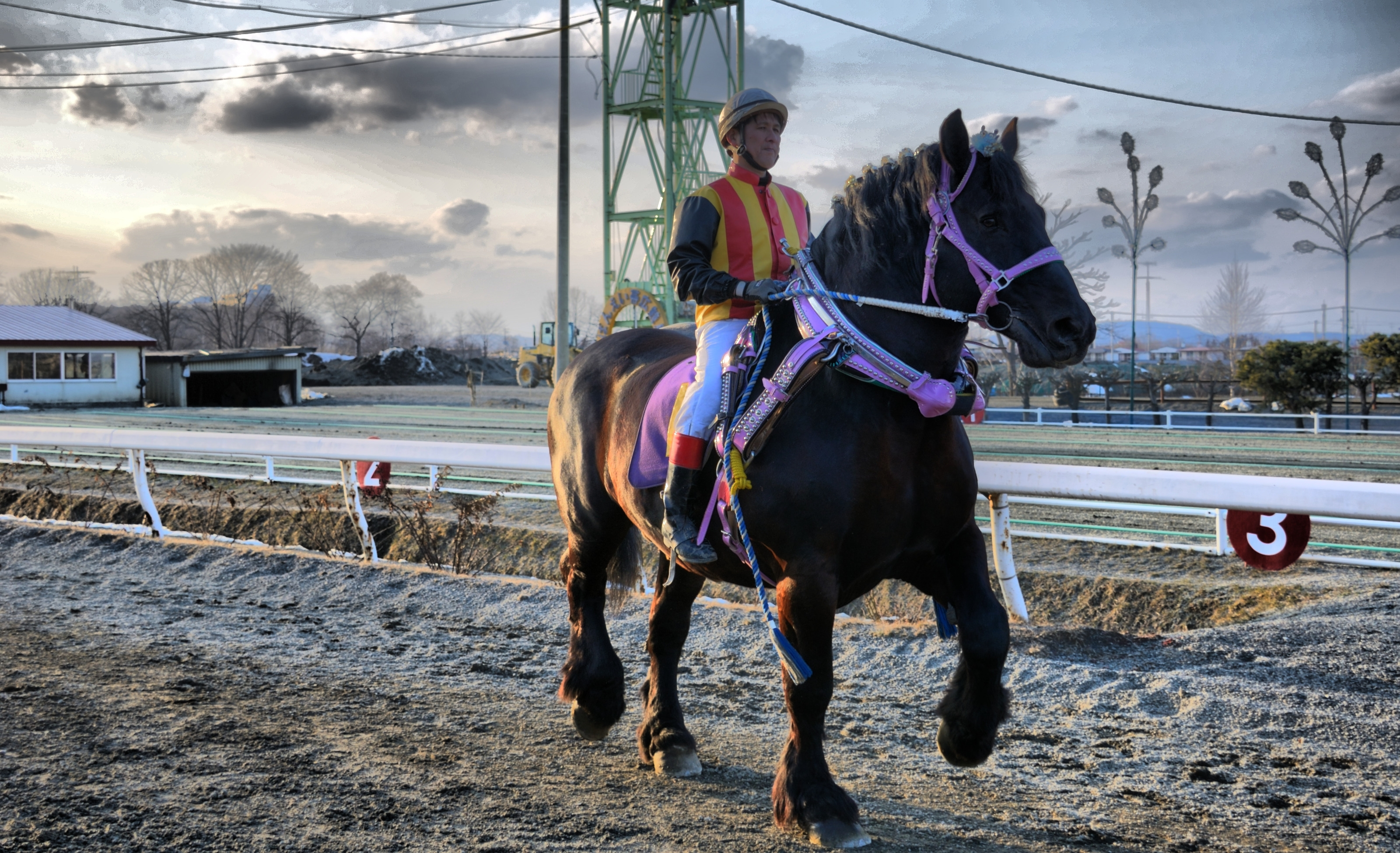
Cheval de ban'ei à Obihiro, en 2013.

Le trait-tract, des courses de chevaux de trait attelée, reste populaire à Hokkaidō au Japon, mais n'a jamais suscité l'engouement du public en France. 70 % des chevaux dits « ban'ei » concourant dans cette discipline au Japon sont des Percherons, ou issus de croisements avec des Percherons, dont le poids peut dépasser la tonne. Le cheval Kintaro, drivé par Kanayama, a acquis une certaine popularité. Ces courses sont l'objet de paris, et attirent jusqu'à 5 000 spectateurs. Les charges tractées dépassent les 500 kg.
Les chevaux percherons utilisés en trait-tract sont essentiellement typés trait.

### Travail attelé
Historiquement, le travail avec le Percheron inclut le déplacement hippomobile de marchandises, le halage de péniches, le hersage et le labour. Quelques agriculteurs de France et de l'Ouest américain continuent de labourer et travailler la terre ou les foins avec ces chevaux, surtout lorsqu'il s'agit de petites surfaces en terrain difficile,. 
Les éleveurs espèrent que le développement de l'agriculture biologique puisse généraliser l'usage du Percheron pour le travail des vignes. Des expériences de remise au travail agricole couplées à un caractère événementiel ont été mises en place à Nogent-le-Rotrou.
Historiquement, entre les années 1870 et 1930, la grande majorité des cirques américains sont déplacés par des chevaux, pour la plupart des Percherons. Le cirque Barnum possède à lui seul une cavalerie de 300 Percherons.
Le Percheron est de retour en ville, en tant que cheval territorial de travail urbain, servi par sa docilité et sa présence attractive, mais aussi son rôle de trait d'union entre les agents municipaux et les habitants. Des collectivités l'adoptent pour des travaux urbains tels que la collecte des déchets, l'entretien des espaces verts et le ramassage scolaire,, notamment à Saint-Pierre-sur-Dives, Cabourg et Trouville-sur-Mer. Cette commune a acquis le hongre Festival en 2001, puis une jument en 2003. D'autres chevaux se trouvent à Argentan, Honfleur et Deauville, mais cette présence du cheval en ville reste faible en France, en comparaison avec New York et Montréal.

Percherons attelés au travail
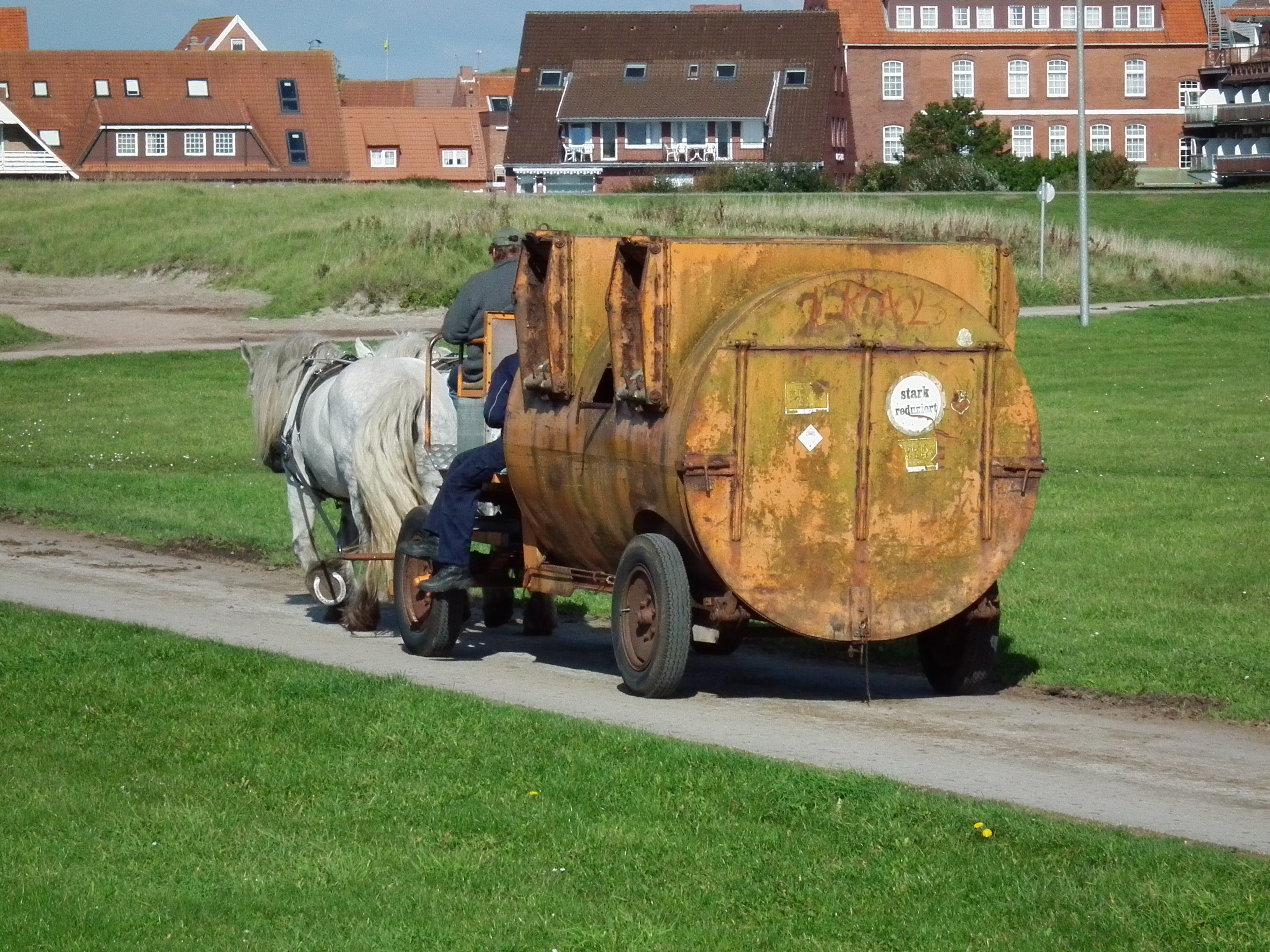
Déplacement d'un container d'ordures, en Allemagne.
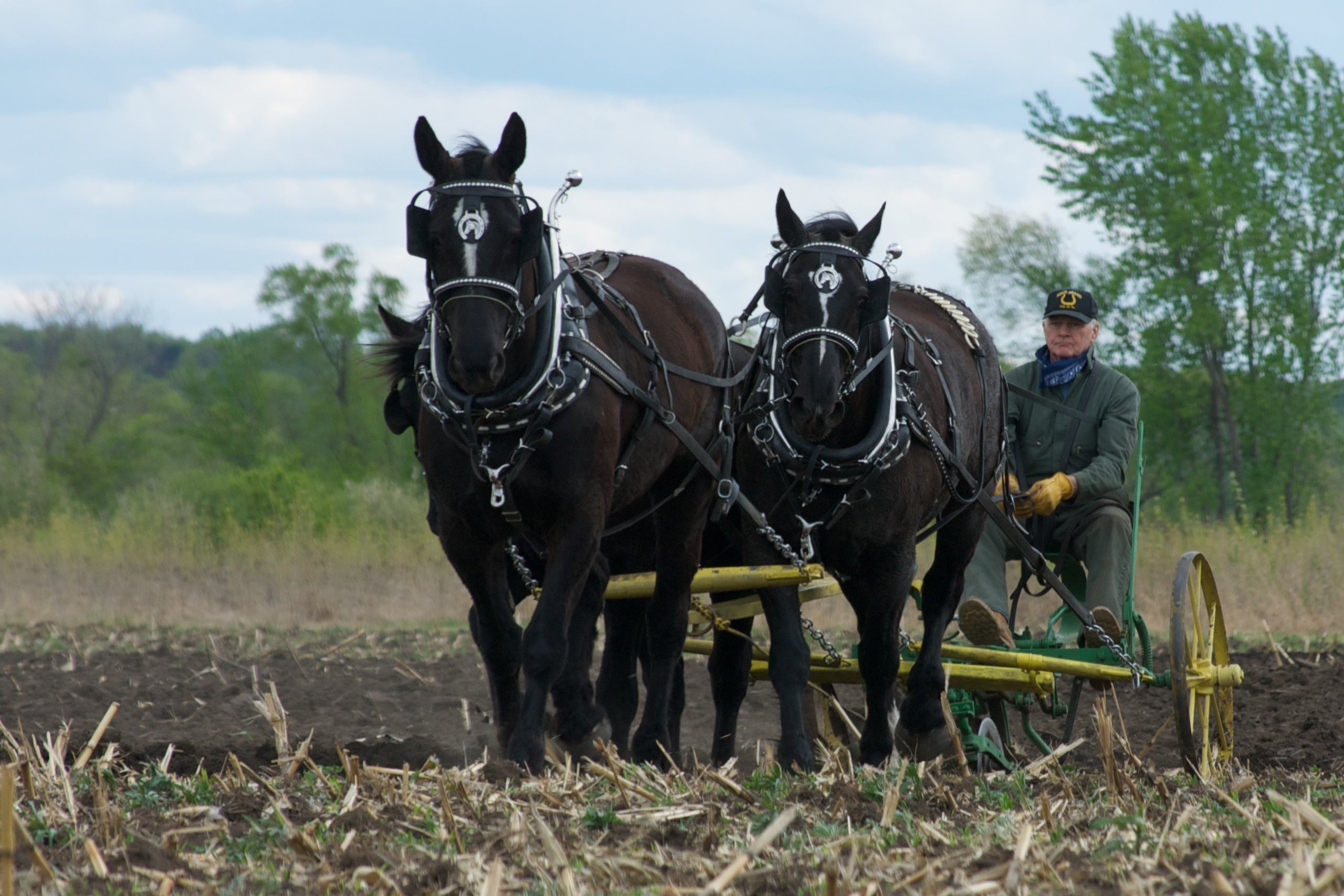
Traction d'une charrue de labour, aux États-Unis.
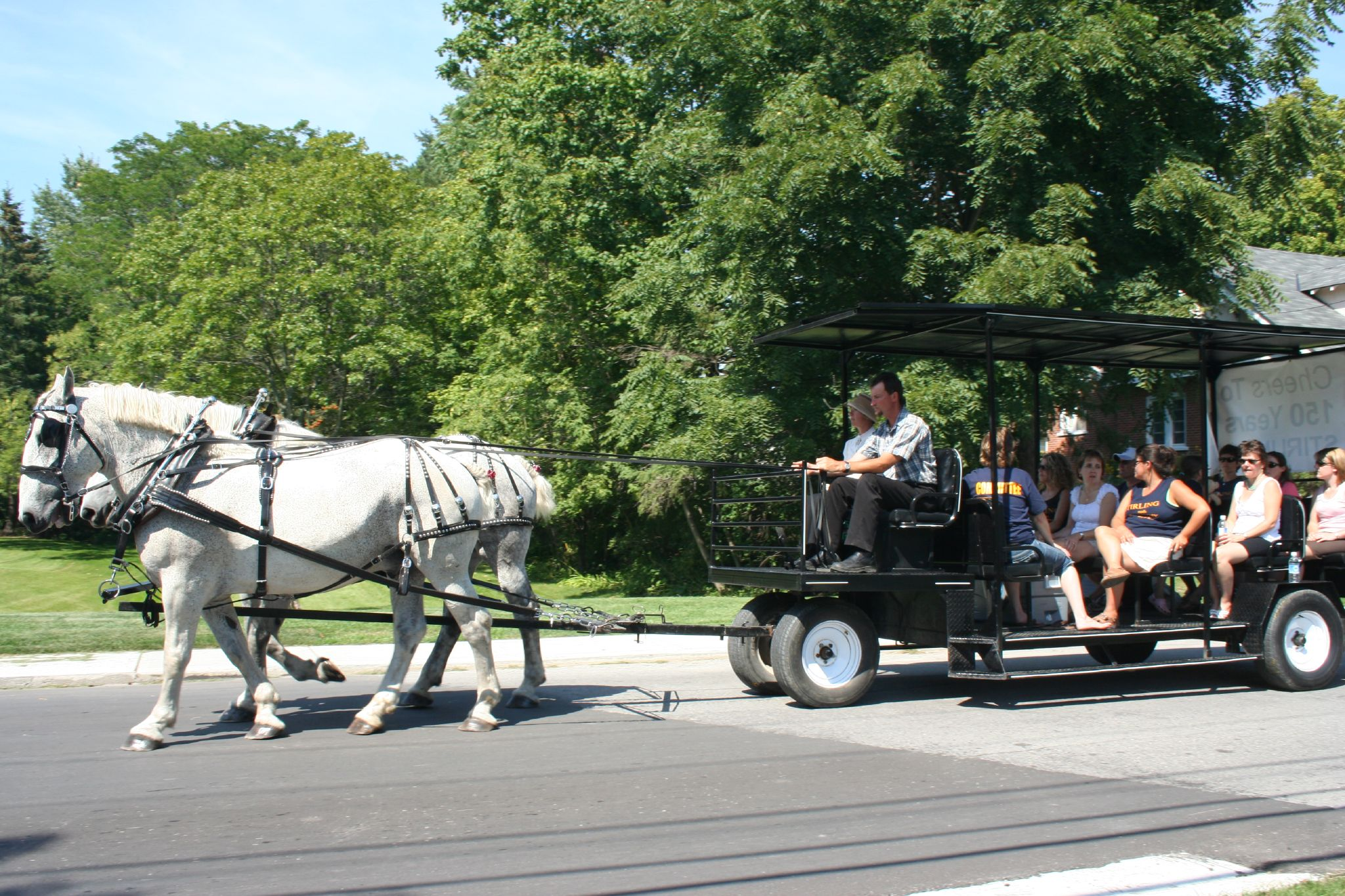
Transport de touristes, aux États-Unis.
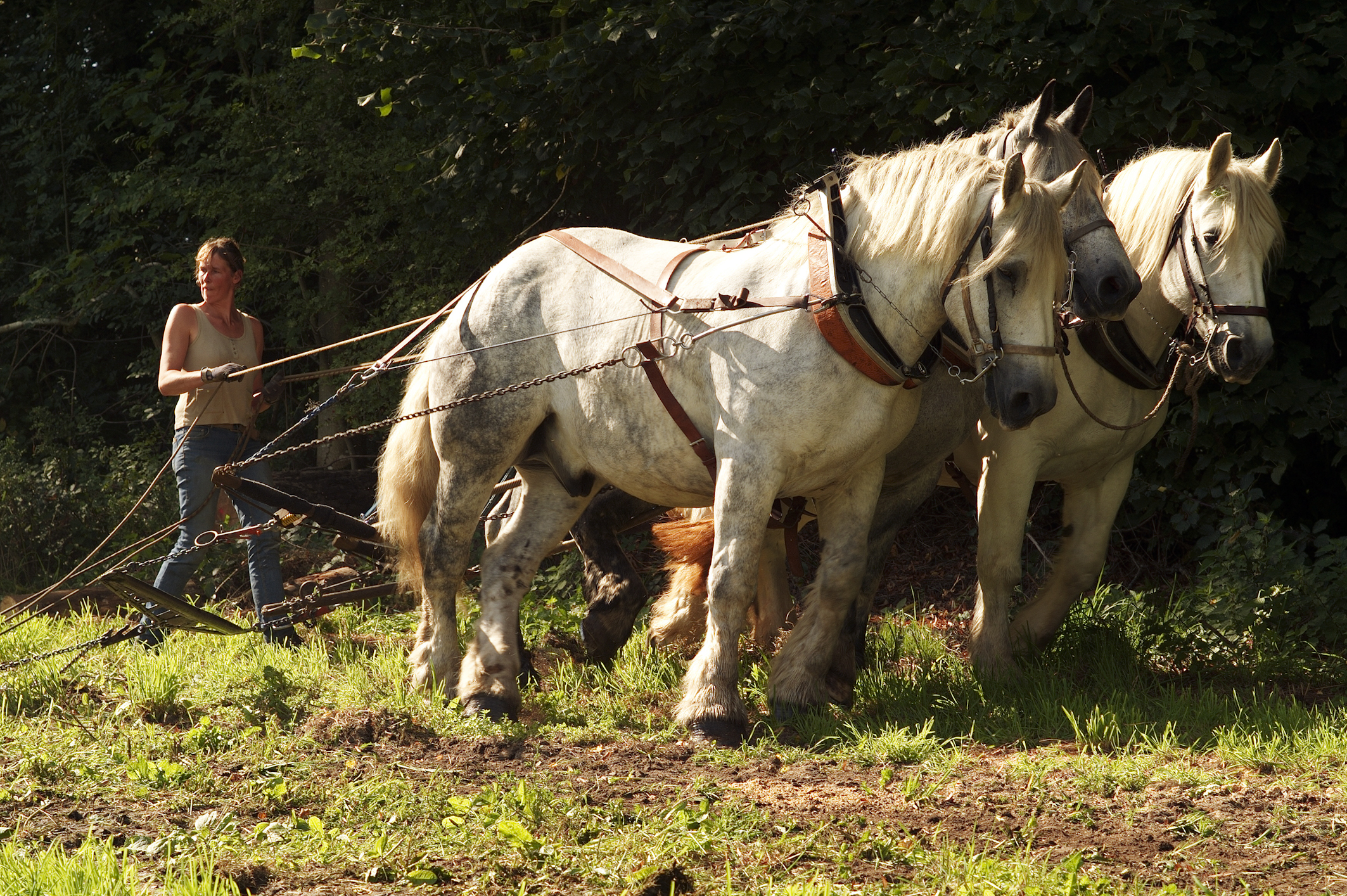
Démonstration de débardage, en France.

Le débardage français emploie en revanche très peu de Percherons (6 % en 1994, où 130 personnes dont c'est le métier sont recensées), ce qui est néanmoins cohérent avec le peu de zones forestières présentes dans l'Ouest de la France. Les qualités de débardeur du cheval ne sont pas en cause puisqu'en Allemagne, où l'on comptait 3000 débardeurs équins en 1996, ce cheval est énormément utilisé dans le massif de la Forêt-Noire et le Bade-Wurtemberg. L'influence du parti politique Alliance 90 / Les Verts a notamment conduit à généraliser l'emploi du Percheron dans les zones sensibles ou difficilement accessibles. En Angleterre, le Percheron est également mis au travail forestier et agricole.

### Viande
En boucherie, le percheron c'est le cheval qui a le plus de qualités, le plus de viande, le moins d'os [...] le moins de boyaux, le moins de déchets. Le percheron est plus fin de viande, la viande ne roule pas sous le couteau, c'est comme le cheval de sang.
À l'instar de la majorité des chevaux de trait français, le Percheron continue à être élevé pour sa viande,. Un tiers du cheptel total est concerné en 2009, dont 70 % du cheptel français en 2002, mais ce secteur décline. D'après l'ethnologue Bernadette Lizet (1989), le Percheron fait partie des races bouchères les plus appréciées, avec le Boulonnais, en raison de son fort rendement. Cependant, dans sa thèse en médecine vétérinaire soutenue en 2002, le Dr Christophe Leboucq déclare l'inverse, des races de chevaux aux ossatures plus fines étant préférées.
En 2009, un éleveur anonyme qui élève des Percherons pour la boucherie déclare au média Ouest-France que « la viande de percheron se vend très mal. Elle est grasse, les amateurs préfèrent la viande du pur-sang », dont la couleur est rouge sanguine contrairement à celle, grise, du Percheron engraissé pour la boucherie. Néanmoins, une partie des éleveurs estiment que la poursuite de l'élevage à cette fin est nécessaire pour la pérennité de la race.

### Selle et spectacle
Les chevaux de pure race peuvent être montés sous la selle ou à cru, notamment en équitation de loisir, en promenade et pour la randonnée. Le Percheron est capable de sauter, bien que les hauteurs soient réduites. Aux États-Unis, certains ont fait de spectaculaires démonstrations de saut d'obstacles. Le retour de courses de Percherons montés comme animation dans les villages, ainsi que cela se faisait au XIXe siècle, est évoqué pour populariser la race.

Percherons montés
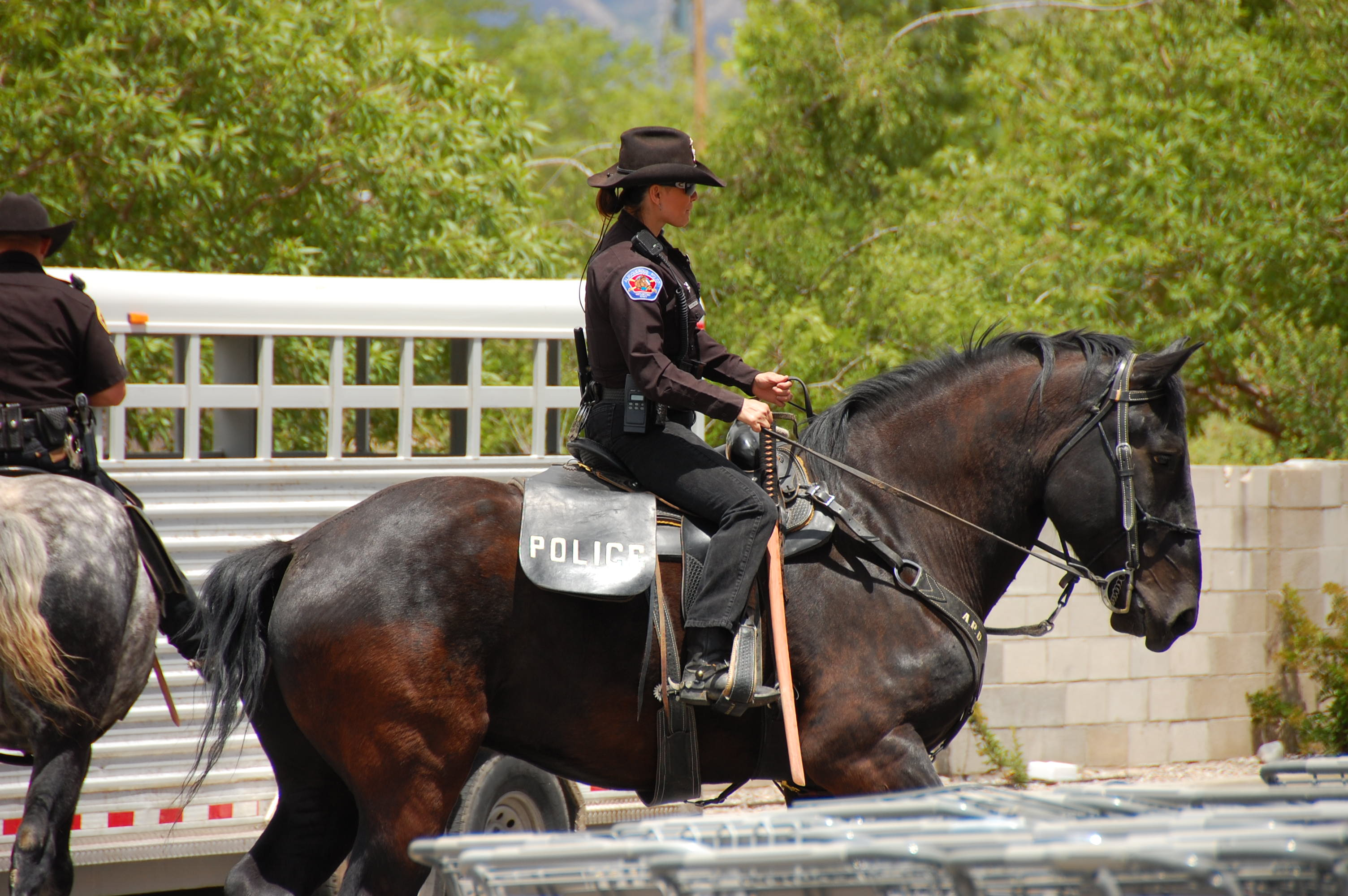
Par la police montée des États-Unis, 2008.
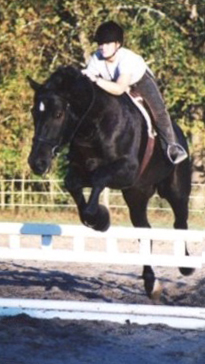
En saut d'obstacles aux États-Unis, 2008.
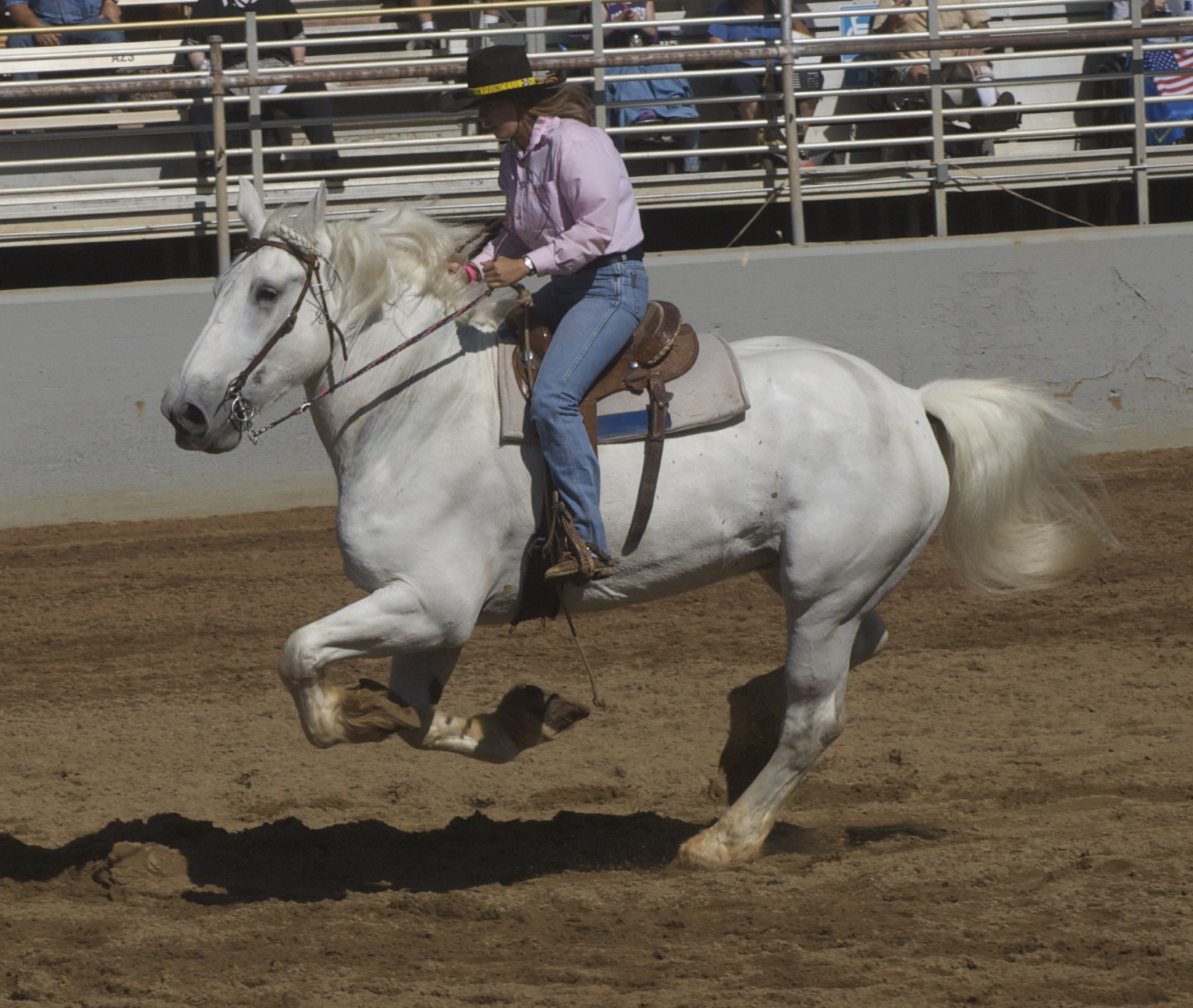
En barrel racing, États-Unis, 2009.
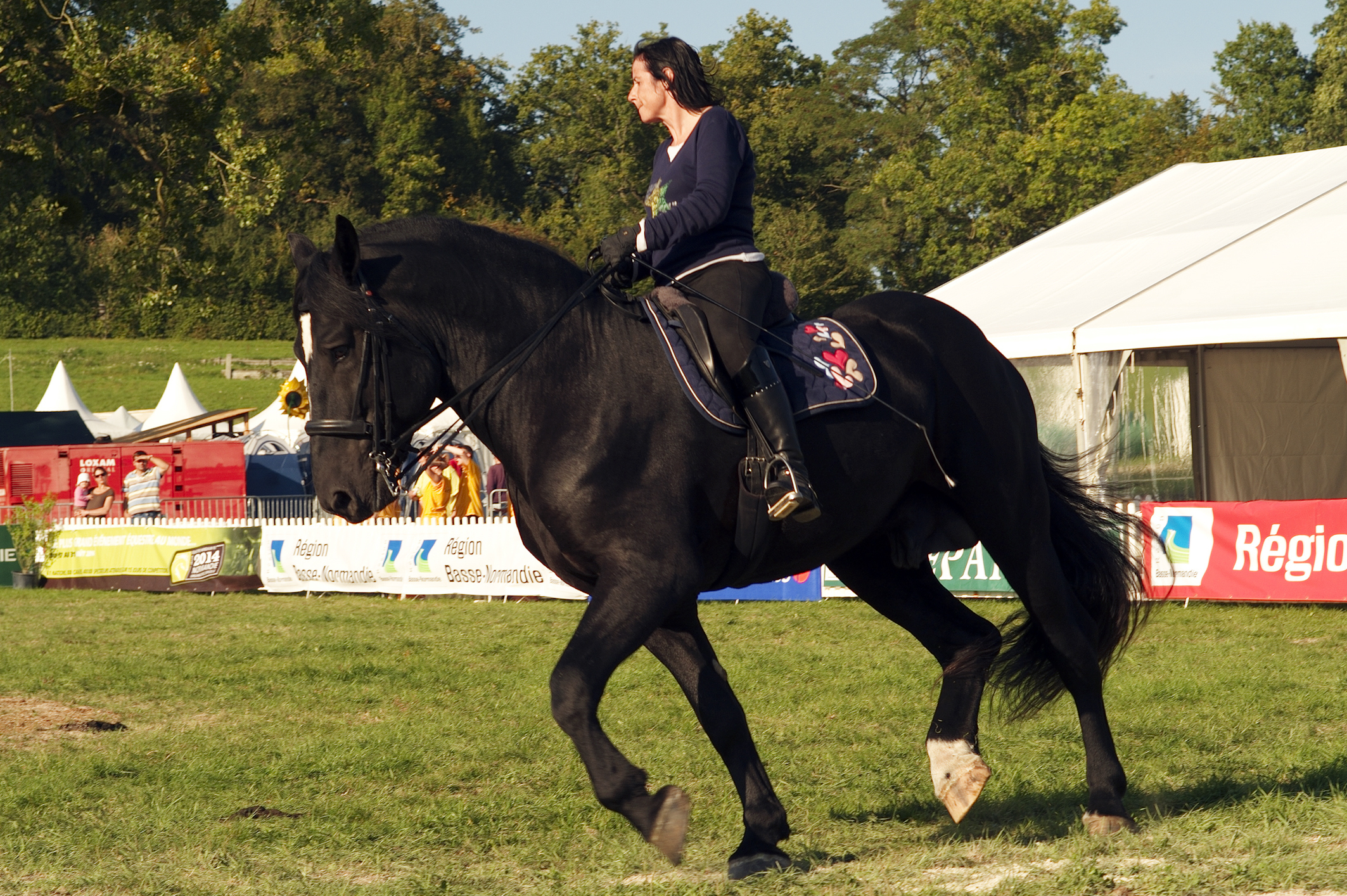
En dressage, France, 2011.
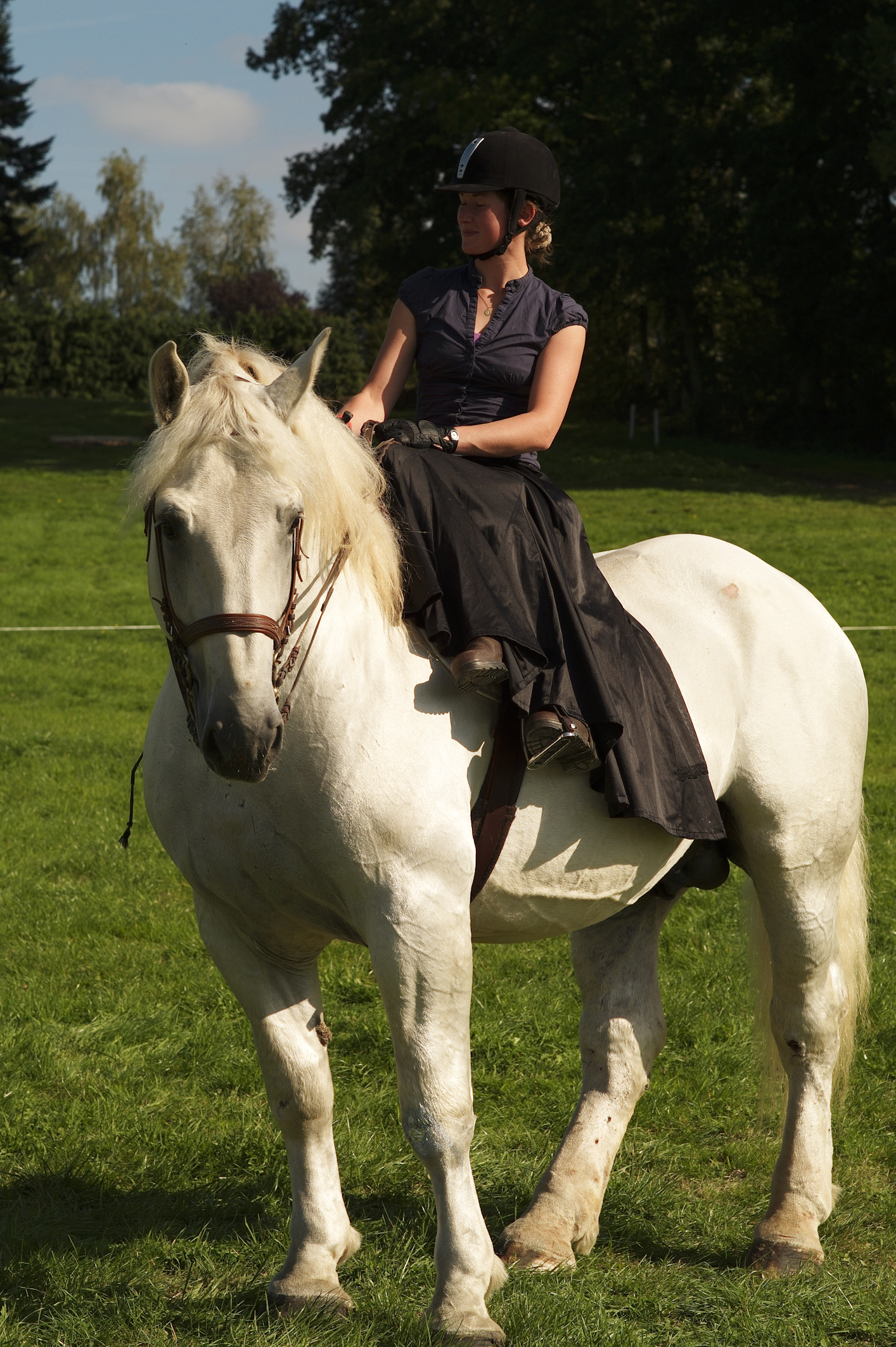
En amazone, France, 2011.
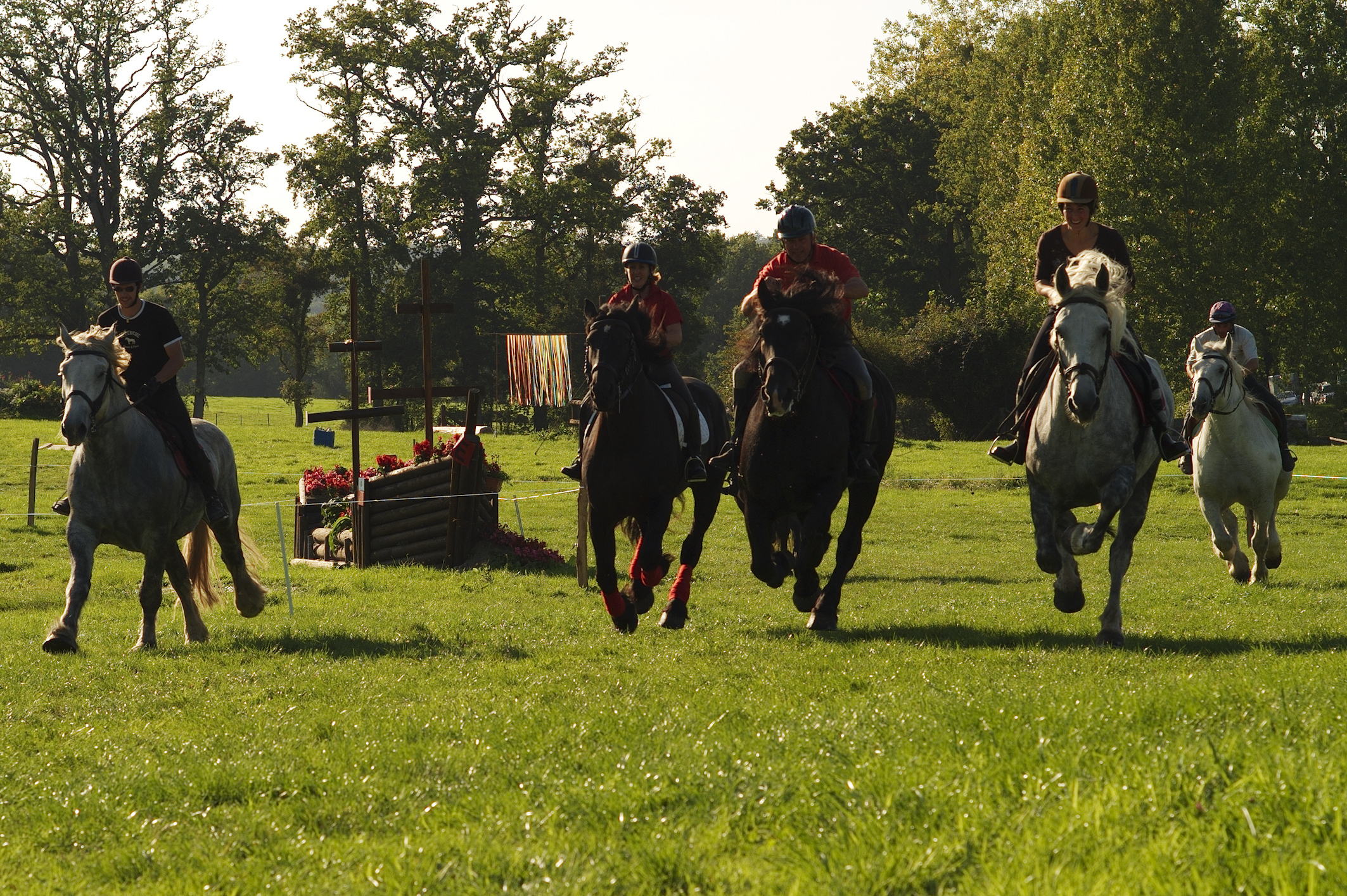
Lors d'une course de vitesse, France, 2011.

Le Percheron peut aussi se prêter au dressage, bien que de façon anecdotique ou bien en lien avec le spectacle équestre. Certains sont devenus de célèbres chevaux de spectacle, en particulier Amiable, dressé par Roland Bossard, et Tao, dressé par Manolo ; ils peuvent effectuer des airs tels que la cabriole et le passage. Tao a effectué 17 ans de spectacle, jusqu'à sa mise à la retraite en 2020.

### Croisements et autres utilisations

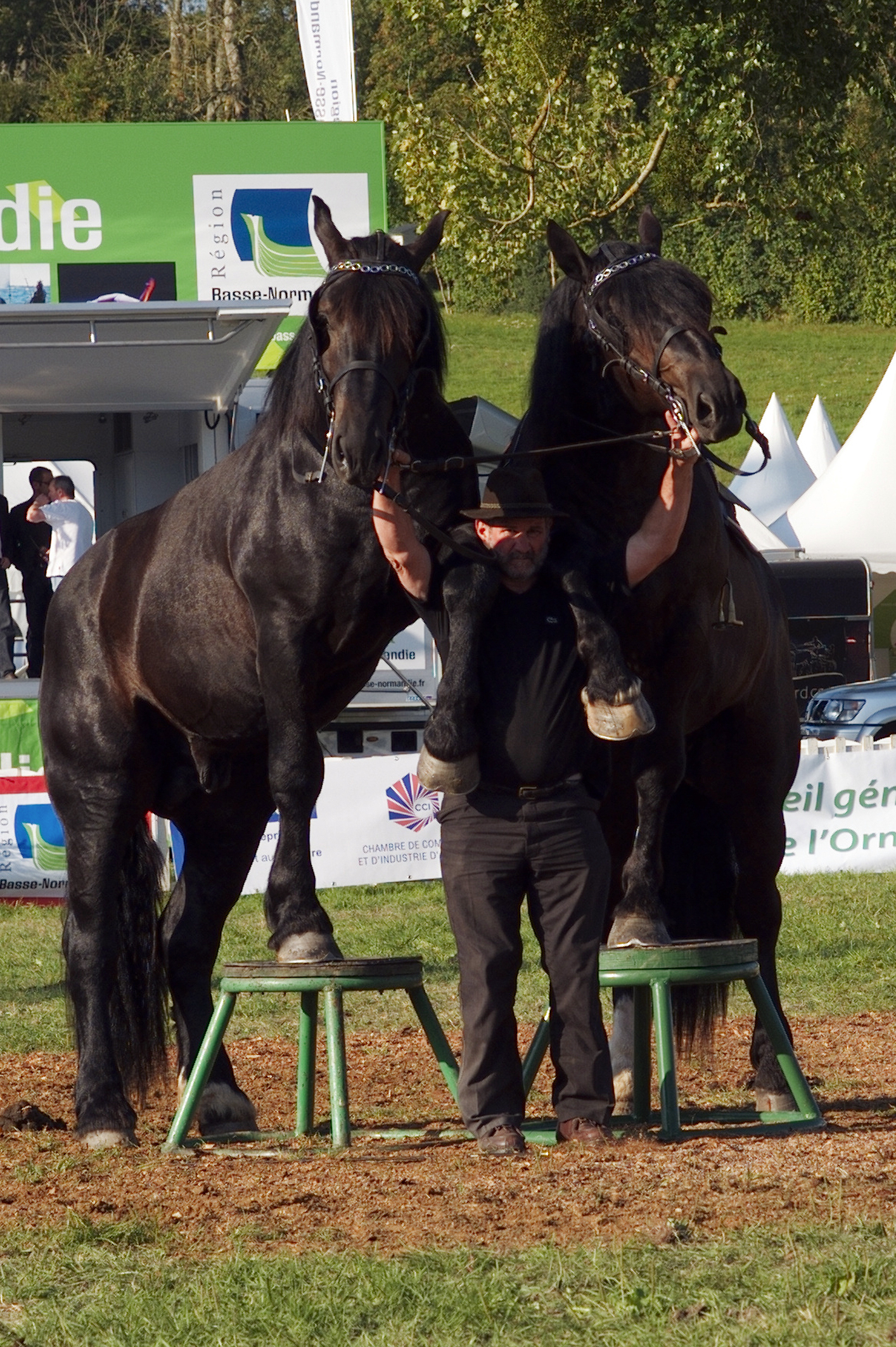
Dressage en liberté de deux Percherons.

Le Percheron est l'une des races de chevaux de trait les plus utilisées en croisement au niveau mondial. Il est croisé au Vladimir russe, et au Trait russe, à l'Ardennais,, à l'Auxois au Breton, et au Trait hongrois,, et participe à la formation du Cheval des montagnes du Pays basque, du Burguete, du Trait italien, du Medimurje, du Sugarbush, du Trait crème américain, du Criollo et du Heihe chinois, entre autres. Au milieu du XIXe siècle, les étalons Percherons sont croisés avec des juments américaines locales, donnant naissance à des milliers de chevaux croisés.
Le Percheron a influencé le Waler australien. Dans les îles Malouines, des Percherons sont croisés avec le Criollo pour donner des montures de travail du bétail. En Australie, le croisements avec les chevaux indigènes a pour but de faire naître des chevaux de compétition et de travail. Ces chevaux métissés se vendent souvent plus cher que les Percherons purs. En Angleterre, ces croisements sont effectués par les éleveurs des lourds hunters, chevaux de chasse à courre, afin d'augmenter leur taille et d'améliorer la disposition des animaux,. Ces demi-Percherons anglais ont obtenu des résultats intéressants en dressage. Le croisement américain entre le Percheron et le Pur-sang porte le nom de Thorcheron Hunter, celui entre le Percheron et l'Arabe étant nommé Desert Norman dans ce même pays.
Les croisements d'ânes avec le Percheron peuvent donner des mules ; des éleveurs d'âne catalan en font naître notamment.
Des juments percheronnes sont parfois utilisées comme mères porteuses et allaitantes pour les embryons des juments de sport équestre. La production laitière de juments percheronnes est parfois utilisée pour produire du lait en poudre pour les nourrissons ne supportant pas les autres laits.

## Diffusion de l'élevage
Le Percheron forme la race de chevaux de trait la plus exportée dans le monde. Entre 1880 et 1920, les éleveurs français exportent leurs animaux en Afrique du Sud, en Amérique du Sud, en Australie et en Amérique du Nord ; le Percheron devient ainsi le premier cheval de trait à gagner l'Australie.
C'est une race commune, à diffusion internationale. Elle est présente dans une quinzaine de pays (en 2010) pour la traction, la viande et les sports équestres. Par ailleurs, l'ouvrage Equine Science (4e édition de 2012) la classe parmi les races de chevaux connues au niveau international.
Le nombre total de Percherons est estimé à environ 20 000 en 2009. Si ce chiffre peut paraître élevé, plusieurs éleveurs et spécialistes considèrent que la race est menacée en raison de la faible rentabilité de son élevage et de sa rareté dans son berceau d'origine, qui compte seulement 100 à 200 spécimens.

### Congrès mondial
Un congrès mondial du cheval Percheron est organisé régulièrement dans les pays où ce cheval est élevé. Le premier a été accueilli par la Grande-Bretagne en 1978. La majorité d'entre eux se sont tenus en Amérique du Nord ; quatre (1980, 1989, 2001 et 2011) ont eu lieu en France,.
Le congrès de 1986, aux États-Unis, est à son époque le plus grand évènement jamais organisé autour d'une race de chevaux de trait : plus de 400 chevaux sont présentés par des éleveurs originaires du pays organisateur mais aussi de France, d'Angleterre, d'Australie et du Canada. Celui de 2001 a attiré 450 chevaux et une quinzaine de délégations. Le haras national du Pin l'a reçu de nouveau entre les 23 et 25 septembre 2011 : une vingtaine de délégations étrangères, 15 nations provenant des 5 continents, 500 chevaux et plus de 55 000 visiteurs ont participé à cette manifestation internationale.

### En France

Logo de la SHPF, Société hippique percheronne de France.

La Société hippique percheronne de France, agréée par le Ministère de l’Agriculture, a pour vocation de rassembler les éleveurs, organiser la sélection et la diffusion de la race, et tenir le stud-book français. Le haras national du Pin reçoit le concours national français chaque année, en septembre.
Une foire aux poulains s'est maintenue depuis 150 ans à Le Mêle-sur-Sarthe, en principe le dernier samedi du mois de novembre,. L'édition de 2022 a vu la création d'une vente aux enchères. Le Percheron est régulièrement présent au salon international de l'agriculture et au salon du cheval de Paris ; il a été présenté au mondial du cheval de trait de Conty en 2009.
L'aire d'élevage française est longtemps restée relativement limitée avec, dans l'ordre, l'Orne, l'Eure-et-Loir, la Sarthe et le Loir-et-Cher. Des éleveurs se sont depuis installés dans des très nombreuses régions, à l'exception notable de la Bretagne, des régions méditerranéennes, du Nord, et de tout le quart nord-est du pays. De jeunes éleveurs hors-berceau de race s'intéressent aux activités sportives avec ce cheval, aux loisirs, et aux exportations. La plupart sont des cadres, des commerçants et des professions libérales passionnés, qui font de l'élevage une activité à mi-temps. L'élevage d'un Percheron est onéreux, à raison de 2 500 € par an en 2009.
En 2000, les éleveurs français ont fait saillir 2 181 juments par les 167 étalons en activité, ce qui fait du Percheron la troisième race de trait française en termes d'effectifs, après le Comtois et le Breton. Entre 2009 et 2016, le cheptel baisse légèrement. Les éleveurs possèdent en moyenne quatre chevaux, et 23 hectares de terres. Seule une cinquantaine d'éleveurs font naître un nombre important de poulains chaque année ; la majorité de l'élevage est du fait d'éleveurs occasionnels. Les données transmises à la base de données DAD-IS permettent de dénombrer 23 971 Percherons sur le sol français en 2018.
| Année                            | 1990 | 1995 | 2000 | 2005 | 2010 | 2015 |
| -------------------------------- | ---- | ---- | ---- | ---- | ---- | ---- |
| Nombre de poulinages en France,. | 852  | 894  | 1198 | 1339 | 1232 | 808  |

Les exportations depuis la France sont gérées par l'Union nationale interprofessionnelle du cheval (UNIC). Depuis les années 2000, les éleveurs français exportent une trentaine de chevaux chaque année en Allemagne, mais aussi en Italie (essentiellement des mâles de moins d'un an pour la boucherie), en Espagne, en Grande-Bretagne, en Norvège, au Brésil et en Argentine (essentiellement pour les loisirs). En 2015, la plupart des chevaux présents en France sont exportés en Allemagne et en Russie, et ne sont plus élevés pour la viande. En 2023, le Percheron est considéré par l'Institut national de recherche pour l'agriculture, l'alimentation et l'environnement (INRAE) comme une race chevaline française menacée d'extinction.

### Aux États-Unis

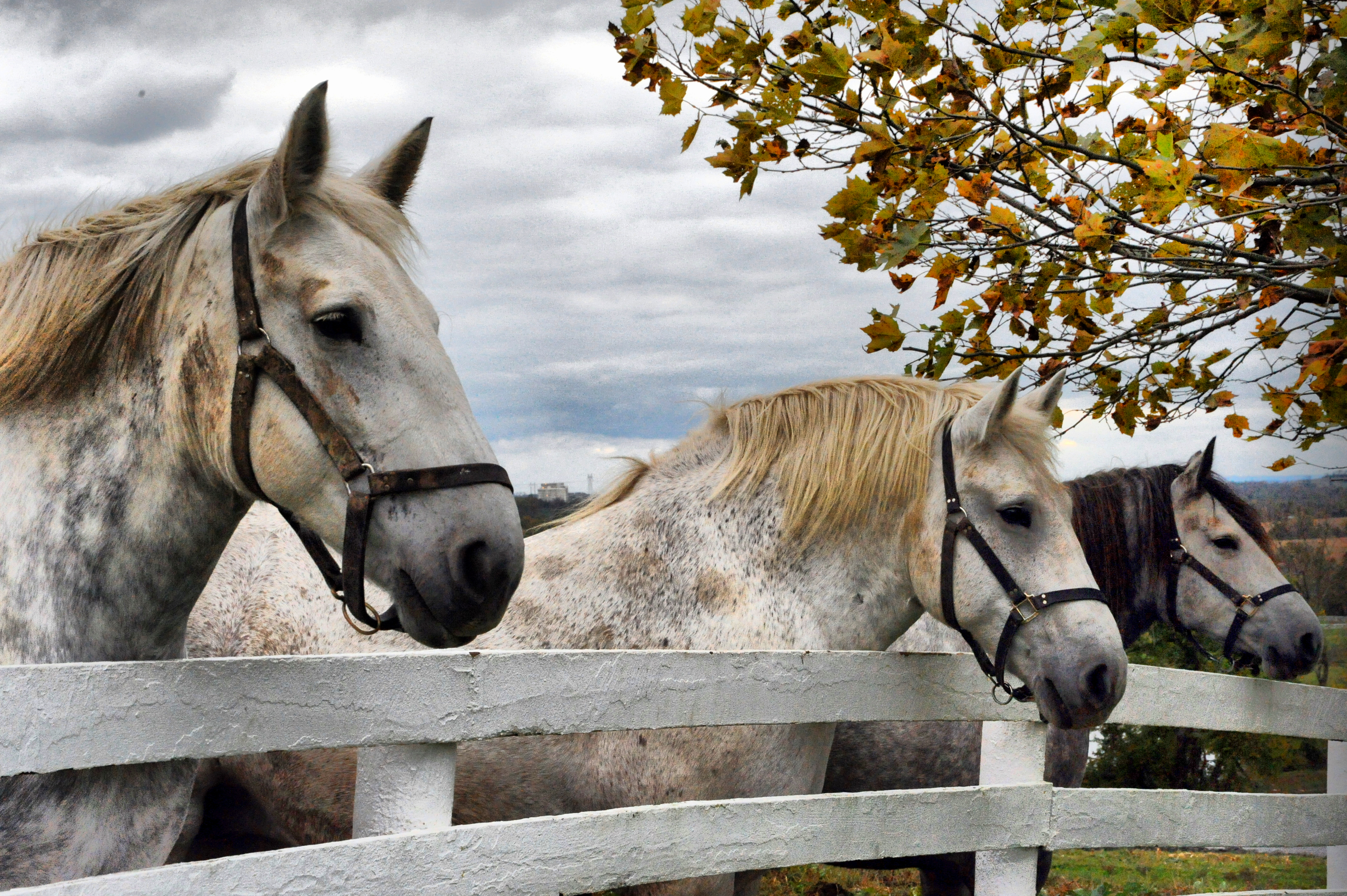
Percherons dans un élevage à Pleasant Hill, dans le Kentucky.

Jusqu'au début des années 1900, la majorité des Percherons américains sont importés depuis la France plutôt qu'élevés sur place. L'élevage s'organise localement durant la première moitié du XXe siècle. Par la suite, ce sont les éleveurs américains qui exportent vers l'Europe, particulièrement pendant l'embargo décidé par la France pendant la Première Guerre mondiale. Aucun Percheron français n'a été importé vers les États-Unis depuis les années 1990.
En 2009, la Percheron Horse Association of America enregistre des chevaux dans les 50 États, et compte près de 3 000 membres, pour environ 2 500 nouveaux chevaux enregistrés annuellement, ce qui signifie que les Percherons américains sont environ trois fois plus nombreux que les français. Les États qui en élèvent le plus sont l’Ohio, le Michigan, le Wisconsin, l'Indiana et l'Illinois.
L'American Livestock Breeds Conservancy ne liste plus le Percheron parmi les races américaines. Il n'existe pas de données de population dans la base DAD-IS.

### Au Royaume-Uni
Créée en 1919 à l'ouverture du stud-book, la British Percheron Horse Society est toujours active, travaillant étroitement avec les autres registres de la race percheronne afin d'enregistrer et de promouvoir la race. Les éleveurs et propriétaires britanniques continuent d'importer des Percherons de France, et occasionnellement du Canada, bien que le coût d'une telle opération soit prohibitif.
En 2021, DAD-IS ne recense cependant que huit Percherons de pure race sur le sol du Royaume-Uni.

### En Allemagne

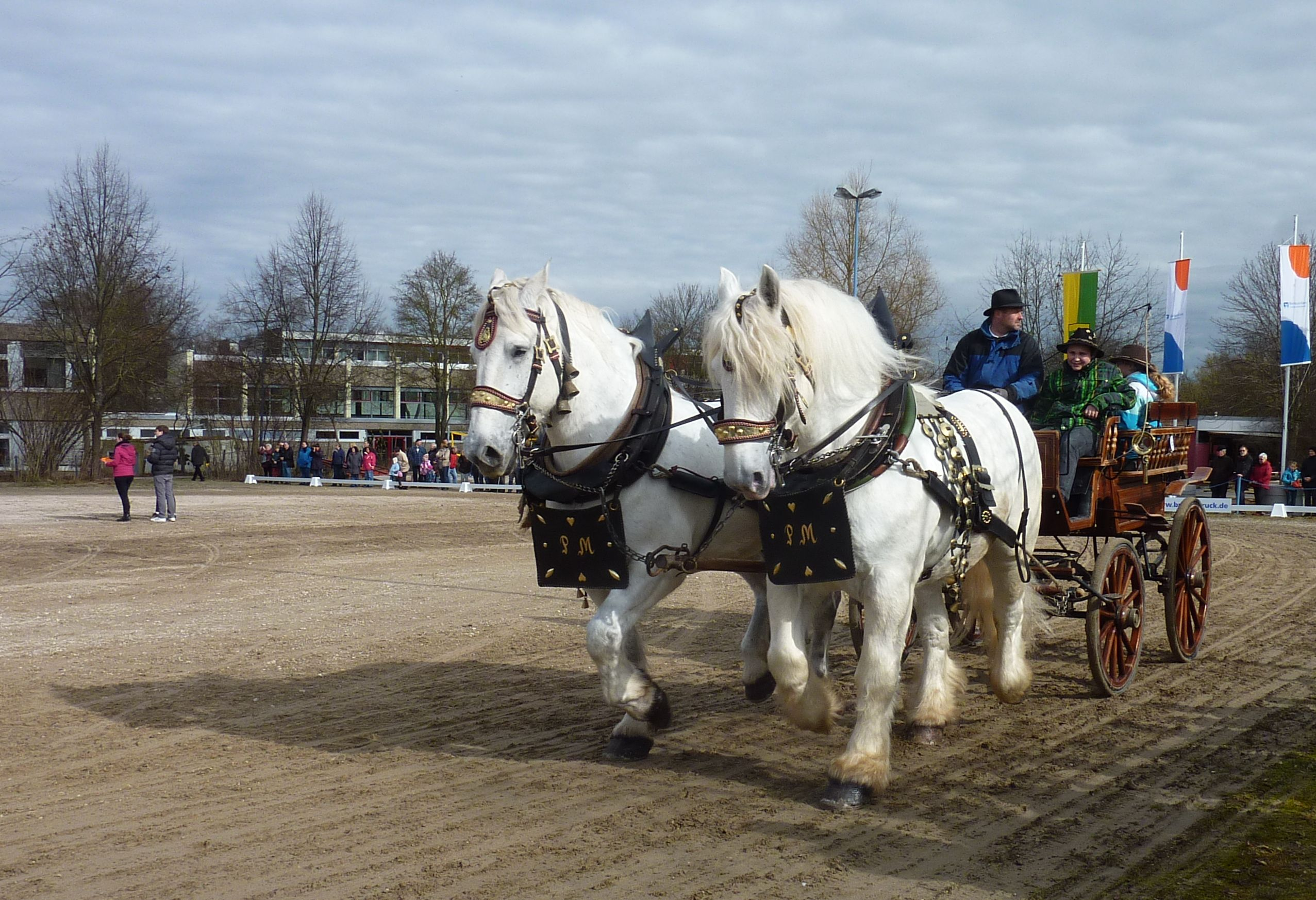
Attelage-spectacle de brasseurs au Pferdemarkt en Allemagne, 2014.

Entre 300 et 350 Percherons sont référencés en Allemagne à la fin du XXe siècle. Le pays n'a cependant pas de stud-book reconnu par la Société hippique percheronne. En 2021, la base DAD-IS recense 30 Percherons de pure race en Allemagne.
La Bavière et le Bade-Wurtemberg regroupent 68 % des effectifs. Les attelages de brasserie, notamment, réclament des animaux de 1,70 m à 1,85 m pour un poids d'une tonne, tandis que les chevaux de débardage sont un peu plus légers, et les chevaux de loisir essentiellement des types diligenciers. La bonne gestion de la sélection des Percherons en France ainsi que le retour à des critères pour l'attelage ont été salués par les Allemands.

### Au Japon
Les Japonais, qui importaient massivement des Percherons dans les années 1990 pour les compétitions de trait-tract (ban'ei), ne s'offrent en 2006 plus qu'un ou deux étalons reproducteurs chaque année. Les données de la FAO font état de la présence de 1 594 Percherons dans ce pays en 1999.
Pour participer aux compétitions, le cheval de ban'ei doit être né sur le sol japonais. Une délégation japonaise procède de nouveau à des achats de Percherons français pour les courses de ban'ei en 2019.

### En Afrique du Sud
Le Percheron est importé en Afrique du Sud pour la première fois en 1913, lorsqu'un étalon nommé Joliet et trois juments arrivent à l'Elsenburg Agricultural Training Institute (en), et sont enregistrés au stud-book. Cette souche est toujours présente à Elsenburg. Le faible nombre de Percherons en Afrique du Sud impose des importations régulières afin de renforcer la base génétique. En 1999, le pays compte moins de 100 Percherons. Elsenburg est néanmoins l'un des plus importants élevages de Percherons dans le monde.

### En Australie
Le nombre de Percherons australiens est difficile à évaluer en raison des très nombreux croisements effectués, mais est estimé à 300 sujets de pure race en 2002, environ. Les données de la FAO pour 2022 dénombrent un cheptel situé entre 800 et 1 500 sujets. L'élevage y est uniquement aux mains des particuliers.

### Autres pays

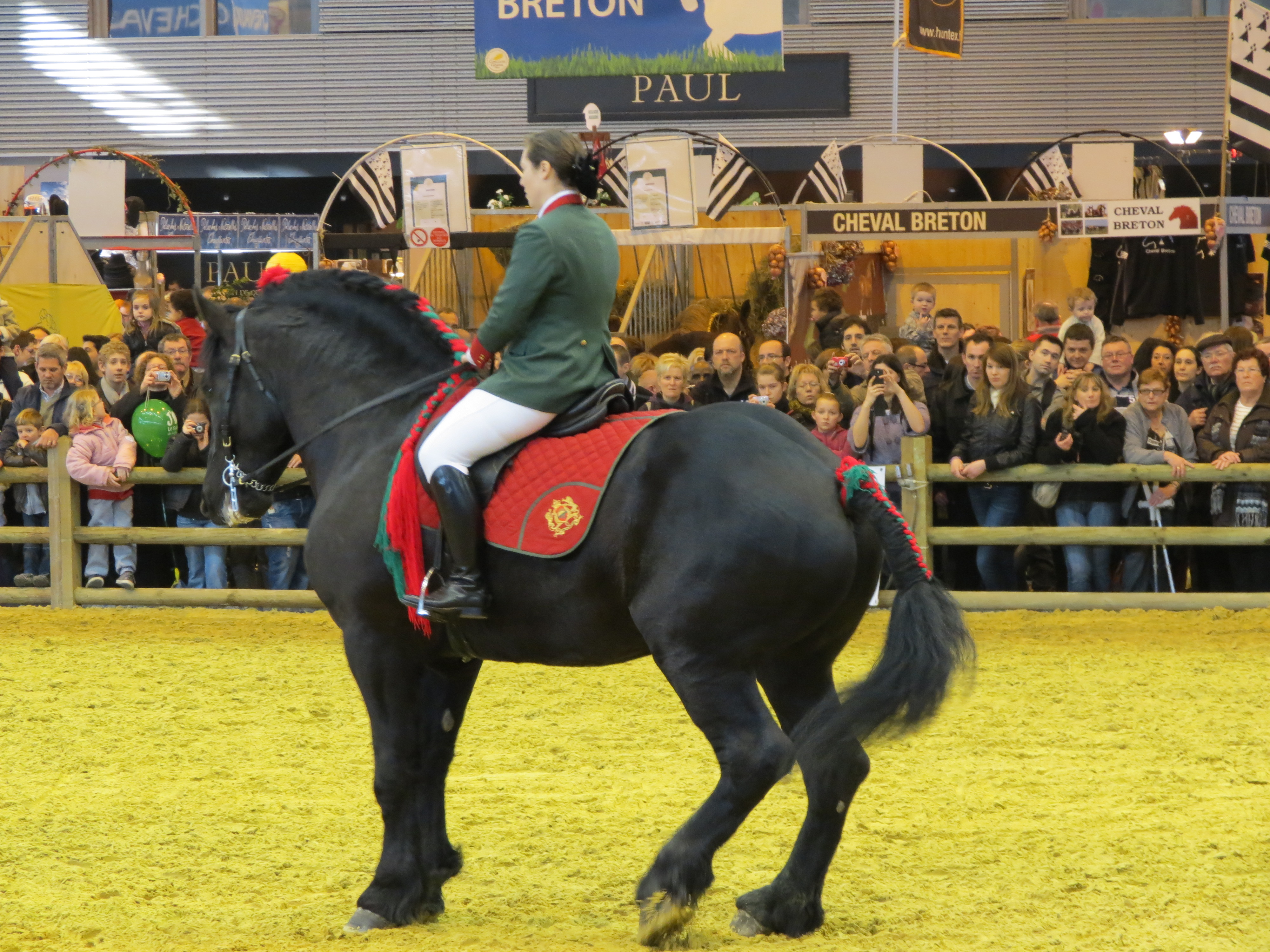
Percheron noir, propriété du roi du Maroc.

L'Argentine fait partie des pays possédant une importante population de Percherons. La race est très populaire en Amérique du Sud, puisque des représentants se trouvent au Brésil, au Chili, au Pérou, en Uruguay, au Paraguay et à Cuba. Parmi les pays du continent africain, en plus de l'Afrique du Sud, Le Burkina Faso et la Zambie déclarent la présence de Percherons.
Le roi du Maroc Mohammed VI a acquis Océane, une jument, et Quintus, un étalon noir de 1,85 m (pour 32 000 €) en France en 2010. Quintus est hébergé au château de Betz dans l'Oise, une propriété de Mohammed VI. Le Percheron nommé Rivulus de la Vande, champion du monde 2011 de la race et élevé au château de Betz, est aussi la propriété du roi du Maroc.

## Percheron dans la culture
Le Percheron est sans conteste le cheval français le plus connu du grand public, et le cheval de trait le plus connu de tous. Les univers de jeu de rôle Donjons et Dragons mentionnent cette race de chevaux.

### Percheron dans l'art
Le Percheron inspire des dessinateurs, des graveurs, des sculpteurs et des peintres, parmi lesquels Rosa Bonheur, qui réalise Le Marché aux chevaux en 1855, et Théodore Géricault, créateur d'une étude de Percheron monté par un enfant.

Représentations artistiques du Percheron
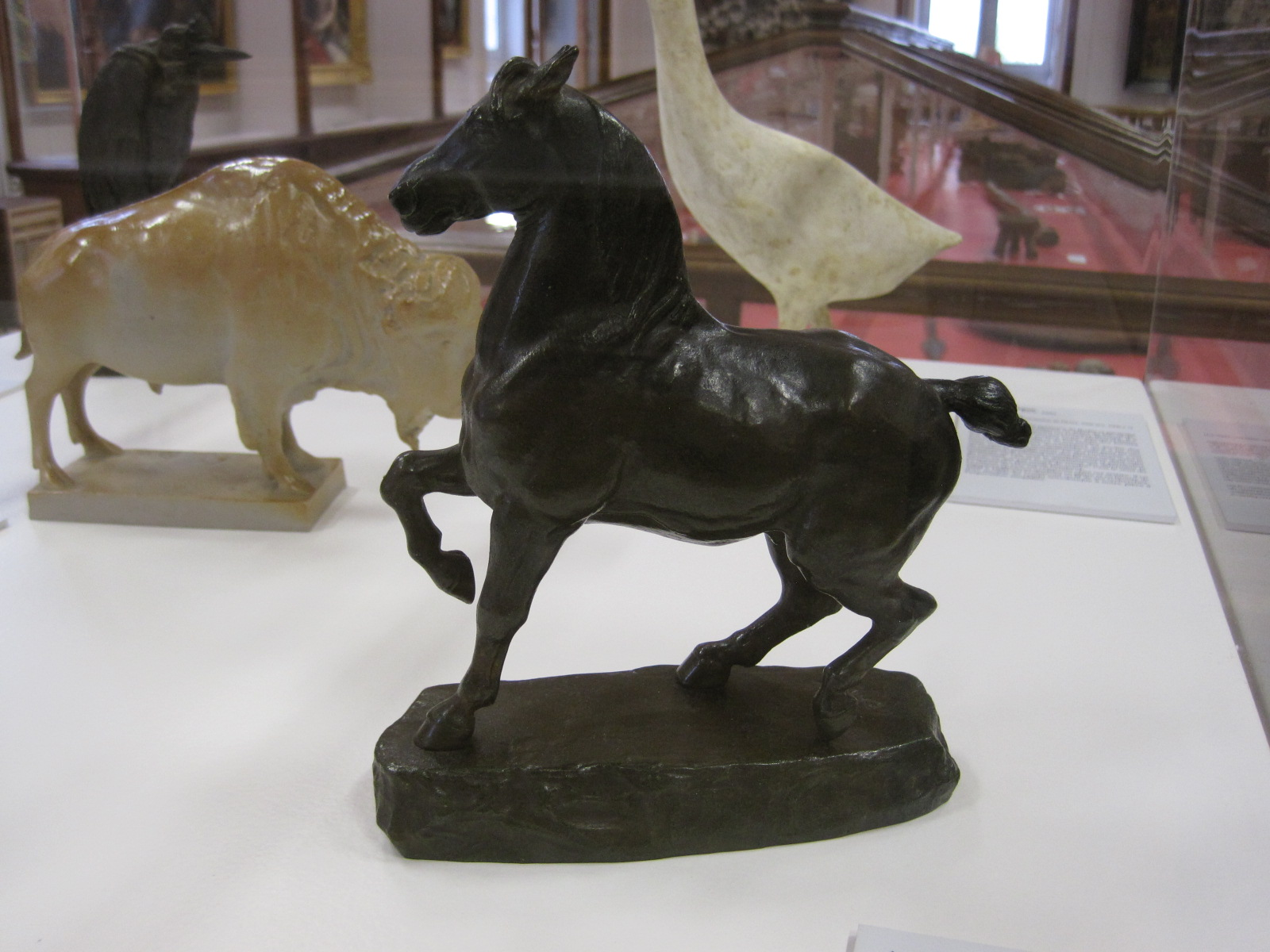
Le cheval percheron, sculpture d'Antoine-Louis Barye (1795-1875).
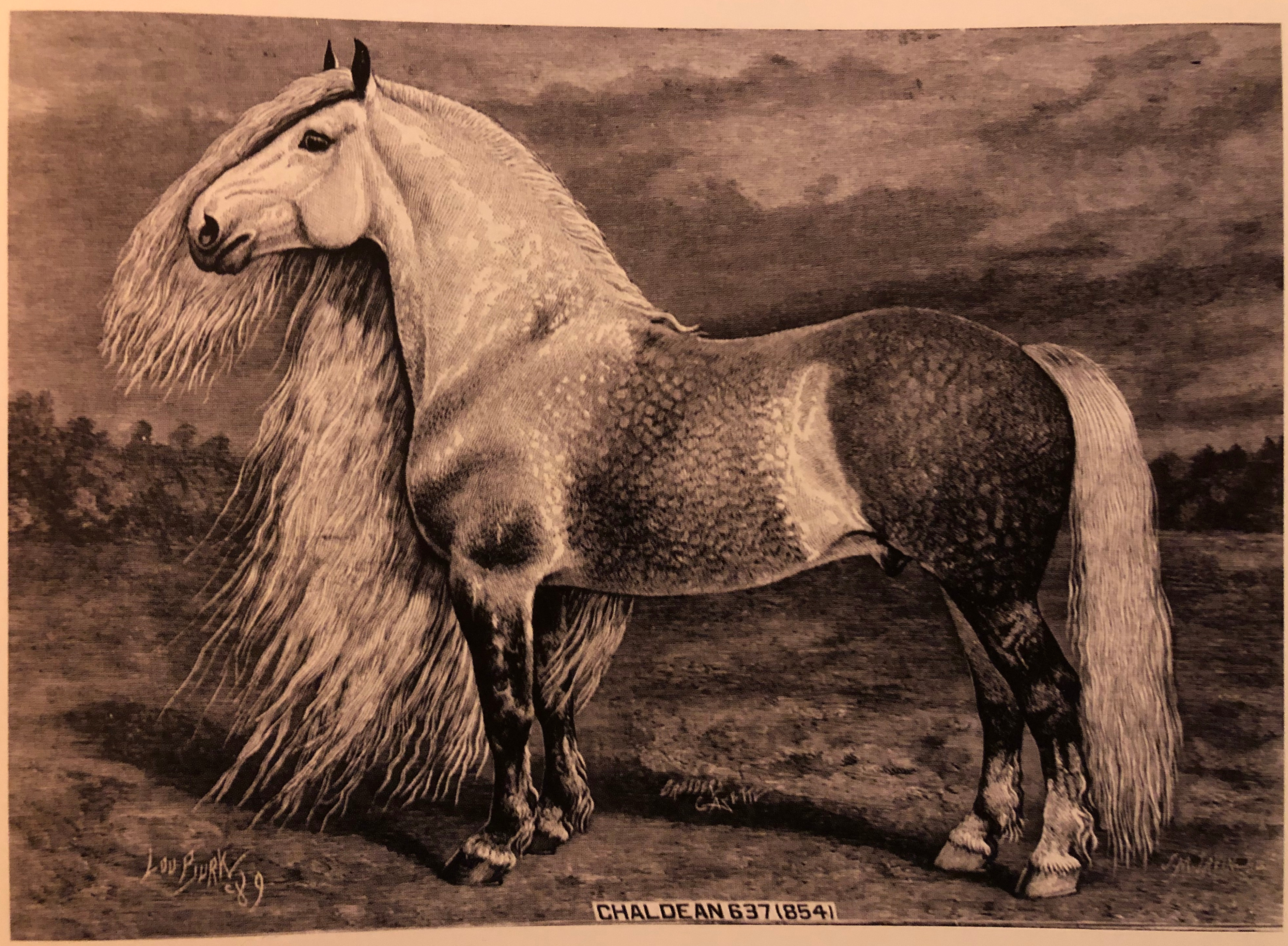
Prince Chaldean par Lou Burk, 1889.
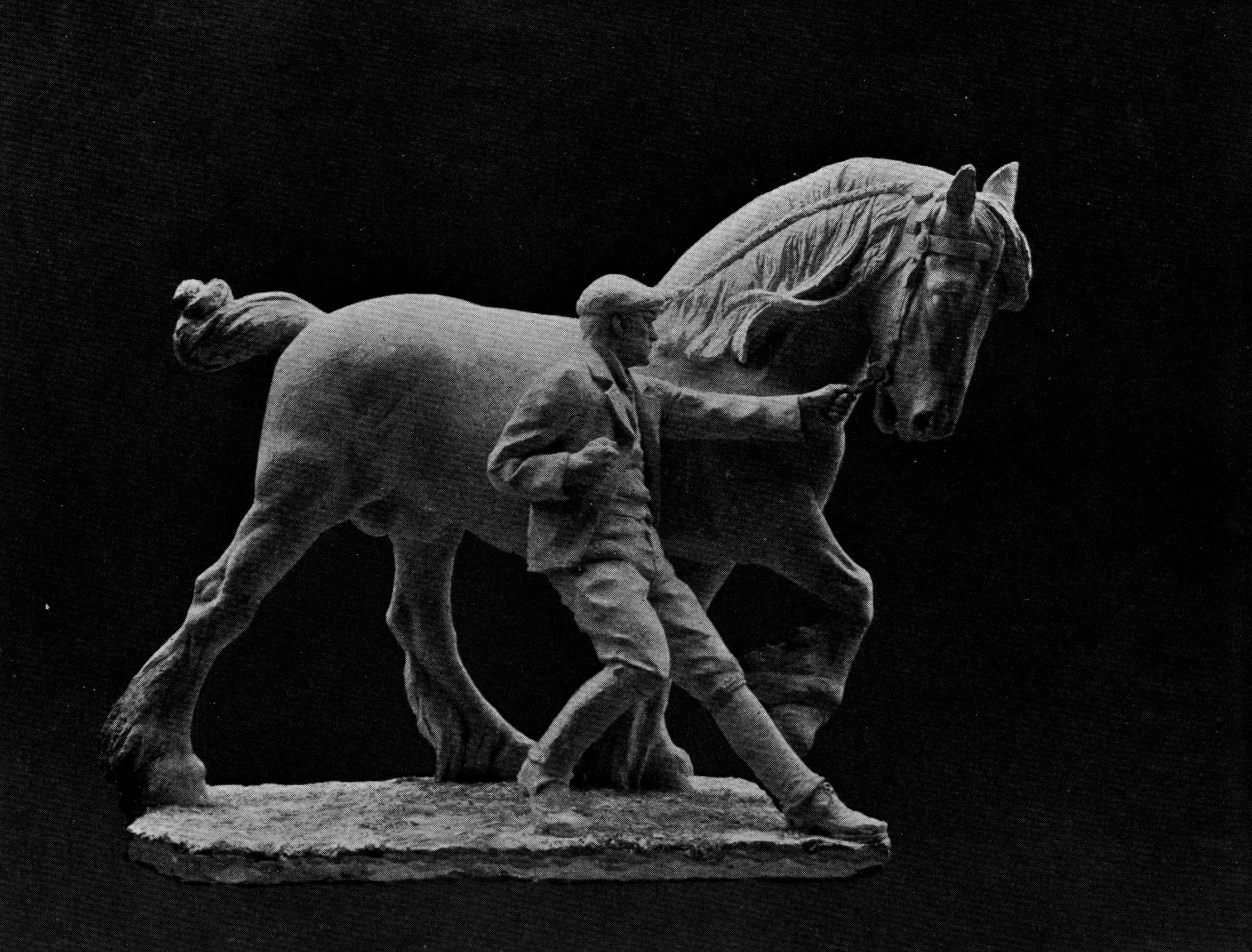
The horse tamer, parfois également nommé Stallion and Groom, sculpture représentant un Percheron, par C.D. Arnold, 1901.
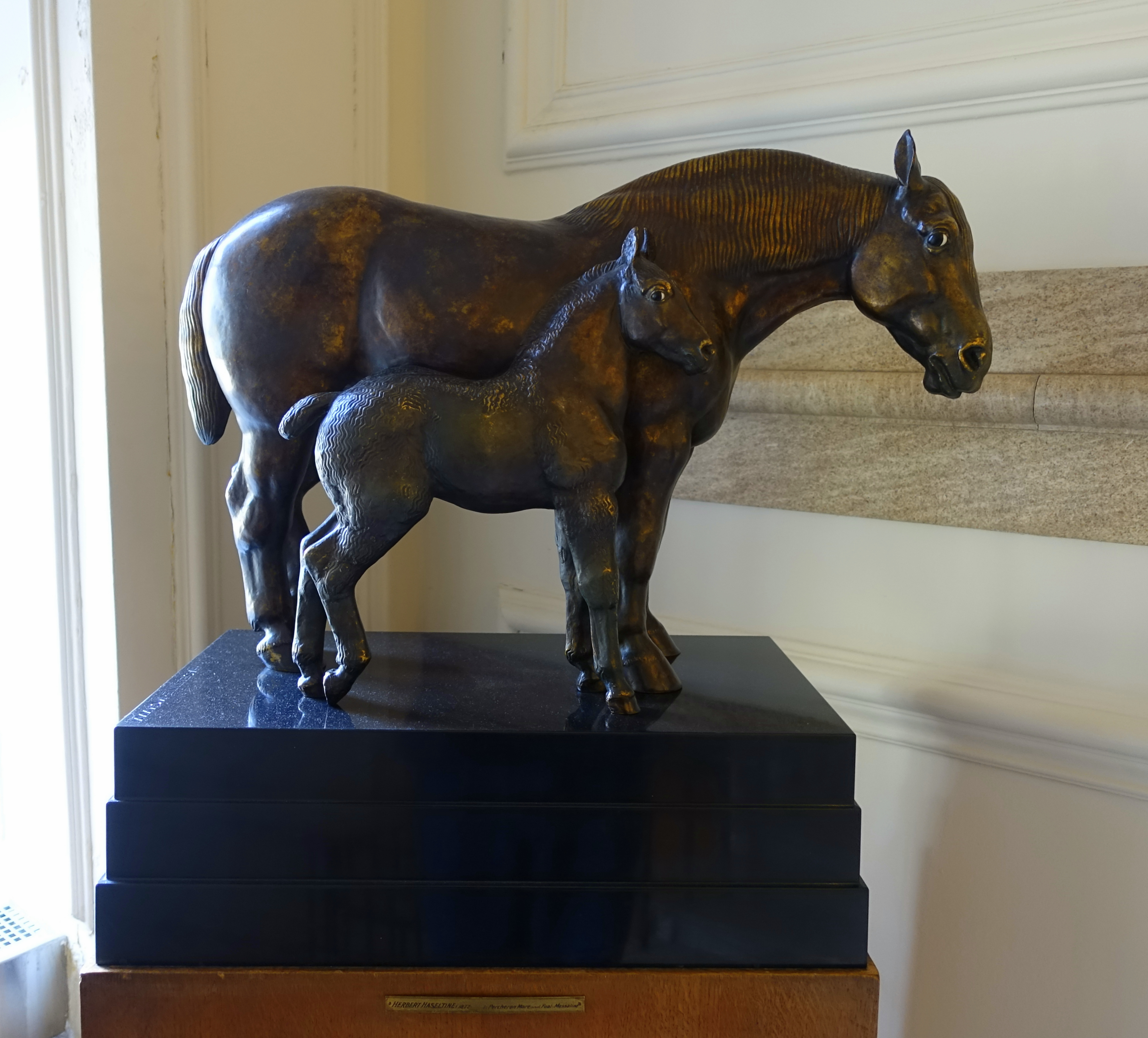
Jument et poulain Percheron, sculpture en bronze de Herbert Haseltine, 1922-1924.

D'après l'analyse d'Agnès Manneheut, les dessins de Percheron parus dans le Journal des Haras au XIXe siècle apparaissent peu réalistes en matière de conformation du cheval dessiné, et plus proches d'une représentation de l'opinion du commanditaire du dessin sur ce qu'est un « bon cheval ».
L'île de Hokkaidō, connue pour ses courses de trait-tract (en japonais ban'ei), a érigé la statue d'Iréné à l'entrée de l’hippodrome d'Obihiro ; cet étalon noir venu de l'Orne, importé au Japon en 1913, devient ainsi le premier cheval statufié de la race.
Je ne suis qu’un vieux cheval sage

Qui n’a ni rime ni raison

Ni rancœur, ni haine, ni rage

Mais j’ai la fierté de mon nom

Percheron...
Dans le cadre d'une mise en valeur de l'agriculture (les Agriculturelles), la chanteuse québécoise Fabienne Thibeault compose en 2005 les textes de La Chanson du Percheron, en partenariat avec les Haras nationaux et la Société hippique percheronne.

### Percheron et culture française

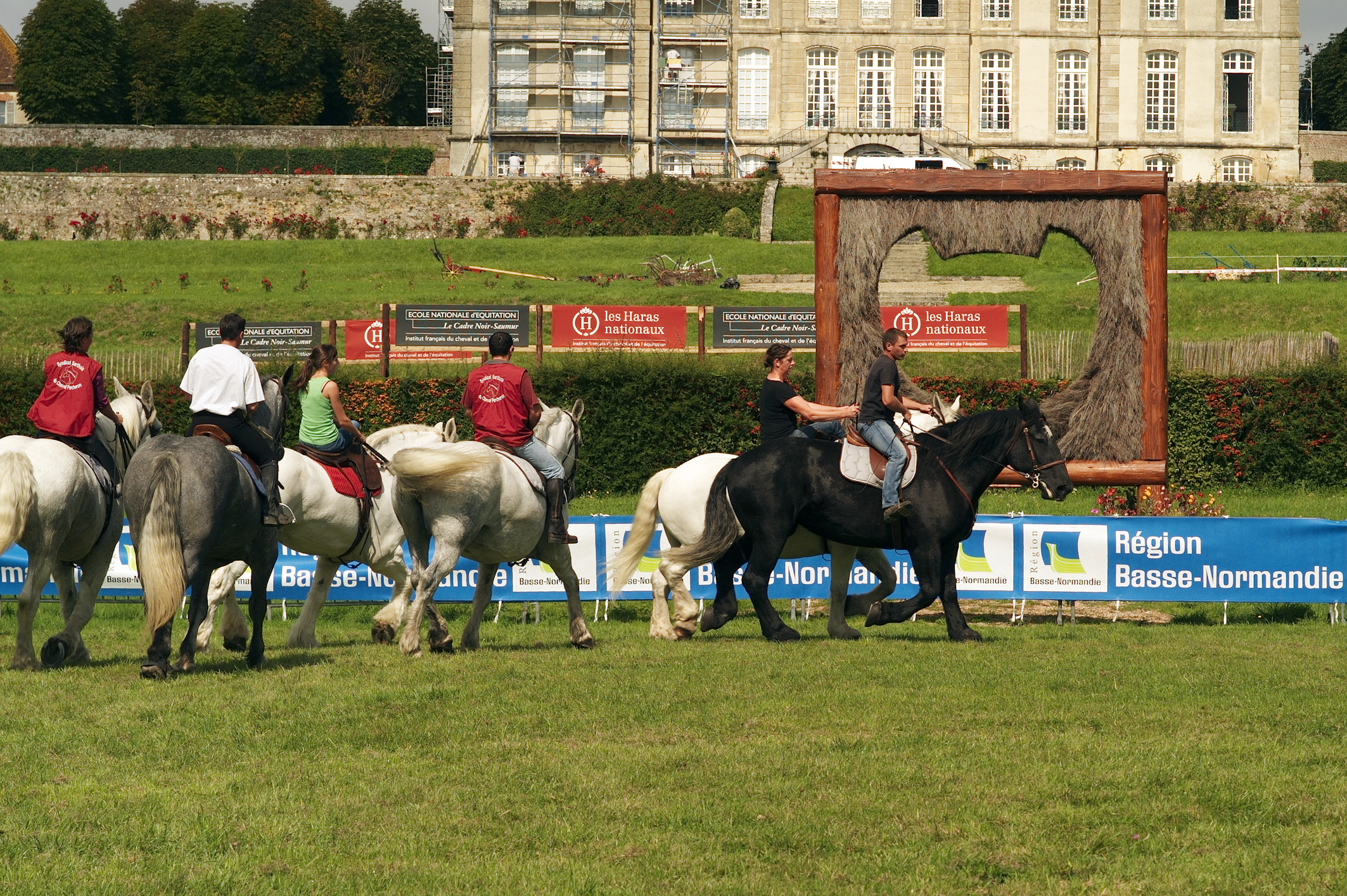
Carrousel de Percherons montés au mondial 2011 de la race, Haras du Pin.

Le Percheron tient une place affective toute particulière auprès des Français, qui d'après la journaliste Natalie Pilley-Mirande le considèrent comme le « symbole vivant du cheval de trait ».
L'écomusée du Perche, créé en 2000 à Saint-Cyr-la-Rosière, accorde une large place à l'histoire de ce cheval, « objet de remords, de fascination, d’espoir de revival, une figure métonymique de l’agriculture semi-autarcique ». En 2013, il organise une exposition intitulée « Le percheron, un trait arabe ! », pour mettre en valeur les origines arabes (supposées) de cette race.
Le haras national du Pin expose une importante collection d'objets liés à l'élevage du cheval dans la région normande, et héberge des Percherons.
Diverses fêtes mettent ce cheval à l'honneur, comme la journée du cheval percheron de Nocé, la fête du Percheron et de l’Âne au Mans dans la Sarthe (15e édition en 2022), et le festival Percheval de Nogent-le-Rotrou, dont la dixième édition s'est tenue en 2011 et la 18e en 2019.
Des Percherons peuvent aussi être vus en spectacle au musée du Cheval ou encore au gala des Crinières d'or à Cheval Passion. La chaîne franco-allemande Arte a diffusé un documentaire sur « le percheron au travail » pendant une soirée Thema, le 30 janvier 2000.